# Manhattan terv
A Manhattan terv (Manhattan Project) a második világháborúban az atomfegyver kifejlesztésére szolgáló kutatás-fejlesztési projekt, egyben olyan közös vállalkozás volt, melyben részt vett az Amerikai Egyesült Államok, Nagy-Britannia és Kanada. Megindításáról 1942-ben döntött Franklin D. Roosevelt elnök a magyar Szilárd Leó kezdeményezésére, akit ebben Albert Einstein is támogatott és közös levelükben figyelmeztették az elnököt egy minden addiginál nagyobb hatóerejű fegyver elkészítésének lehetőségére, illetve arra, hogy a náci Németország is már hasonló eszközön dolgozhat.
Roosevelt elnök megértette a hozzá intézett levélben foglaltakat és az államapparátust megbízta a hasadó anyagokon alapuló technika kidolgozásával. Az elnöki intézkedésre megalakult az Urán Tanácsadó Bizottság, amely a tárgykörrel foglalkozott, majd Tudományos Kutatási és Fejlesztési Iroda S–1 Szekciójává alakult át és ez a testület biztosította a politikai felügyeletet. A feladat elvégzését Egyesült Államok Hadserege Műszaki szolgálatára bízták, amely Manhattanben alapított egy főhadiszállást és mivel azidőtájt az volt a névadási szokás az egyes katonai projektekkel kapcsolatban, hogy a központja földrajzi helyéről nevezik el, a projekt munkaneve a Manhattan projekt lett (és bár volt neki hivatalos fedőneve a kezdetben, később ez a megnevezés terjedt el széles körben). A projekt parancsnokának James C. Marshall ezredest jelölték, ám röviddel később 1942. szeptember 17-én őt lecserélték a kinevezése után éppen a feladat nagysága miatt tábornokká előléptetett Leslie Groves tábornokra. Marshall, majd az őt követő Groves helyettese pedig Kenneth Nichols ezredes lett. Groves emellett megkereste azt a tudóst, aki civilként irányította a projekt nem katonai részét, a tudományos kutatásokat és az azon alapuló műszaki és fegyverfejlesztéseket, a projekt civil vezetője így Robert Oppenheimer lett, aki számos neves amerikai tudós mellett magyar, olasz és más egyéb származású fizikust választott ki a projektben való részvételre.
A projekt kezdetén Roosevelt elnök arról határozott, hogy a projektet országa nem egyedül, hanem nemzetközi kooperációban végzi el, így az USA bevonta Nagy-Britanniát és Kanadát. Nagy-Britannia elsősorban a saját Tube Alloy projektjének, azaz a saját atomprogramjának eredményeinek, illetve emberállományának átengedésével segítette a Manhattan tervet, míg Kanada elsősorban uránérccel. Az idők során népes brit tudóscsoport érkezett a különböző kutatási helyszínekre, a tudományos munkát segítendő, majd később, a háborút követően ebből nőtt ki a brit atomprogram és a brit atomfegyver kifejlesztése is.
Groves tábornok és stábja rendkívül szerteágazó feladatot kapott. Egyrészt biztosítania kellett, hogy az egyetlen a természetben előforduló és akkoriban elérhető anyagból, az uránból megfelelő készletek álljanak rendelkezésre alapanyagként. Maga az USA viszonylag szerény készletekkel rendelkezett, de sikerült a világ akkoriban legnagyobb uránkészletével rendelkező belga kongói bányából készleteket lekötnie, valamint Kanadából is importáltak az anyagból. Másrészt biztosítani kellett, hogy a projekt kezdetén csak esetleg speciális laborokban rendelkezésre álló 1-2 grammnyi, vagy éppen csak mikrogrammnyi anyagokból ipari méretekben állítsanak elő hasadó anyagokat. A tudósok bebizonyították, hogy az urán 235-ös rendszámú izotópja és a csak mesterségesen, atomreaktorokban előállítható plutónium alkalmas fegyvergyártásra és kidolgozták hozzá az urándúsítás (a természetes urán 235-ös izotópjának szeparációja) és a plutónium előállításának módszereit, így az elektromágneses szétválasztást, a hődiffúziós és a gázdiffúziós szeparációt. A hadsereg ezekre a szeparációs módszerekre óriási üzemeket hozott létre, a Tennessee állambeli Oak Ridge-ben az U-235 előállítása, az északi Washington állambeli Hanfordban pedig a plutónium gyártása kapott egy hatalmas gyártókomplexumot, amelyek 1943–1944-es elindulása után megfelelően nagy mennyiségben kezdték előállítani a bombagyártás alapanyagait.
A projekt szellemi központját, ahol az elméleti munka és a kísérleti fegyverek összeállítása folyt – Robert Oppenheimer javaslatára – a távoli új-mexikói Los Alamosba telepítették a sivatagba. A tudományos munka és a helyszínre érkezett tudósok elhelyezését irányzó építkezések és fejlesztések versenyt futottak egymással. A távoli helyszínen aztán a szinte exponenciálisan növekvő számú tudós kétféle bombát is kifejlesztett, a Little Boy nevű, ún. ágyúcső kialakítású uránbombát, valamint a Fat Man nevű implóziós plutóniumbombát – egy fejlesztési zsákutca, a Thin Man ágyúcső típusú plutóniumbombája mellett – Los Alamos lett a helyszíne az elkészült fegyver kipróbálásának is. 1945. július 16-án a Trinity-teszt keretében a sivatagban sikerrel próbálták ki az „A Kütyü” névre keresztelt első atombombát, amelyet egy acéltoronyra függesztve robbantottak fel, ezzel sikerre juttatva a teljes fejlesztési folyamatot.
Harry Truman elnök a Trinity-teszt idején éppen a potsdami konferencián tárgyalt – Groves tábornok számára az indulás előtt előre kitűzte, hogy a tesztet úgy időzítsék, hogy annak eredményét be tudja jelenteni a szövetséges vezetőknek a konferencián – és amint hírét vette a sikeres atomrobbantásnak Los Alamosban, bejelentette Sztálinnak, hogy országa rendelkezik egy új szuperfegyverrel, amely képes eldönteni a háború menetét (Sztálin azonban kémein keresztül már tudott a hírről és az amerikai atombomba meglétéről). Potsdamban a szövetségesek kiadták a Potsdami Nyilatkozatot, amelyben megfenyegették Japánt, hogy teljes pusztulás vár rá – nem említve ezzel együtt az atombomba létezését – amennyiben az feltétel nélkül nem adja meg magát. Japán ezt elutasította, amely politikai értelemben automatikusan vonta maga után, hogy bevessék az új atomfegyvert. A két legyártott atombombát előbb Los Alamosból Tinian szigetére szállították, majd előbb 1945. augusztus 6-án az Enola Gay fantázianevű B–29 Superfortress Hirosimát, majd 1945. augusztus 9-én a Bockscar nevű B–29 Nagaszakit támadta a két bombával. A Hirosimára ledobott Little Boy – az utólagos elemzések szerint – 15 kilotonna TNT erejével egyenértékű robbanással megsemmisítette a város jórészét és kb. a város lakosságának 30%-át, 70-80 000 embert megölve, ugyanannyit megsebesítve pusztított, míg a Nagaszakira dobott Fat Man bomba nagyobb, kb. 21 kT erejű robbanást produkált, de a város domborzati sajátossága miatt kisebb rombolást végzett, így is megölve 35-40 000 és megsebesítve kb. 60 000 lakost. A két bombatámadás hatására a japán kormány belátta, hogy a háborút elvesztették és fel kell adniuk a háború befejezéséhez megkövetelt feltételeiket és Japán – Hirohito császár rádióbeszédének értelmében – 1945. augusztus 15-én feltétel nélkül megadta magát a szövetségeseknek, amelyről a dokumentumot hivatalosan 1945. szeptember 2-án írták alá, jogilag is véget vetve a második világháborúnak.
A háborút követően számos létesítményt leállítottak, bezártak, másokat továbbfejlesztettek. A Manhattan Projektet végül 1946. december 31-én lezárták, bár az erről szóló írásos parancs csak 1947. augusztus 15-én zárta le végleg a műveletet. Az összegzések szerint az atombomba kifejlesztése nagyjából 2 milliárd dollárt – 29,8 milliárd dollár, 10,5 billió forint 2023-as értéken – emésztett fel, amelynek egyrészt a 90%-a kellett a gyártóüzemek létesítésére és a hasadóanyagok gyártására és csak 10%-nyi volt a fegyverfejlesztésre fordított összeg, másrészt az összeg viszonylag szerény volt más háborús költések fényében.

## Előzmények
1938 decemberében Otto Hahn kémikus és Fritz Strassmann fizikus felfedezték a maghasadást (míg a jelenség elméleti magyarázatát Lise Meitner és Otto Robert Frisch adta meg), azt a folyamatot, amikor egy nukleáris reakció során egy atom magja két, vagy több kisebb részre szakad, miközben energia szabadul fel. A folyamat energiafelszabadulási része azonnal elméleti lehetőségként vetette fel, hogy az elméleti alapokon egy pusztító fegyver, egy bomba hozható létre, amelynek elméleti hatóereje messze, nagyságrendekkel haladja meg a létező és ismert robbanószerek hatóerejét. Az is ismertté vált a világ számára, hogy a náci Németországban szinte azonnal kezdetét vették a nukleáris kutatások egy állami projekt, az Uranverein (kb. Uránklub), vagy Uranprojekt keretein belül. A program mibenlétét és eredményességeit ugyan nem ismerve, de rettegvén attól, hogy a nácik kezébe kerülhet egy ilyen különleges fegyver, az Egyesült Államokba emigrált európai tudósok (köztük a magyar származású Szilárd Leó és Wigner Jenő) mindenképpen fel akarták hívni a figyelmet a fenyegető veszélyre. Szilárd Leó volt az, aki USA-beli kutatásaival nyilvánvalóvá tette, hogy a maghasadási folyamatra épített eszközökkel láncreakcióra épülő atommáglya építhető, amelynek két lehetséges kimenete van: a láncreakció korlátozásával elektromos áram termelése, a láncreakció szabadjára engedésével pedig bomba hozható létre. A két magyar tudós egy levéltervezetet állított össze, amelybe aztán aláíróként bevonták a sokkal tekintélyesebb Albert Einsteint, hogy az írja alá és segítsen eljuttatni az USA elnökéhez. Einstein lényegében csak a tekintélyes nagy név volt a láncolatban, ami a levél célba, a legfelsőbb politikai körökbe juttatását célozta (Einstein hozzáállására jellemző, hogy amikor Szilárd és Wigner autójukon elmentek Einstein lakhelyére és elmagyarázták jövetelük miértjét, Einstein döbbenten azt válaszolta nekik: "Daran habe ich gar nicht gedacht" ("Én még csak nem is gondoltam erre").
A végül Einstein–Szilárd-levél néven megszületett dokumentumot Szilárd és Einstein írták alá és az USA külügyminisztériumán keresztül próbálták eljuttatni Franklin D. Roosevelt elnökhöz. A levél elérte címzettjét, az elnököt, aki szívélyes válaszában biztosította Einsteint, hogy ellenlépéseket tesz az ország. Roosevelt elnök 1939 októberében Lyman Briggs, a Nemzeti Szabványügyi és Technológiai Intézet igazgatója vezetésével megalapította az Uránium Tanácsadó Bizottságot, amelynek feladata a tudósok által felvetett ügy kivizsgálása volt. Még azon év novemberében a bizottság – meghallgatva Wignert és Szilárdot – jelentette az elnöknek, hogy az „urán valószínűleg megfelelő erőforrást jelenthet egy bomba számára, amelynek rombolóereje messze meghaladja mindazt, amit ma ismerünk”.

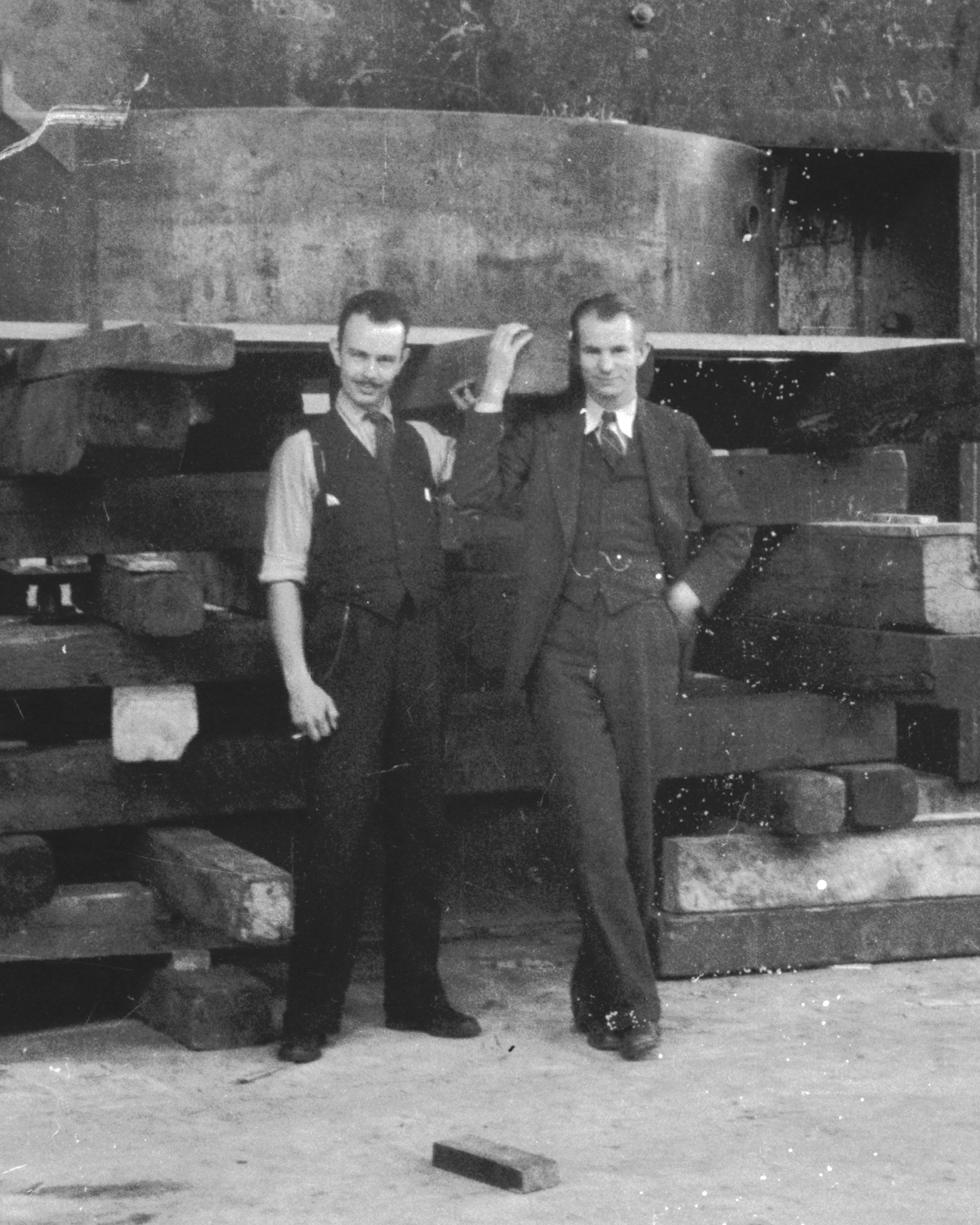
1938. Az első 150 cm-es ciklotron, előtte Franz Kurie-vel és Edwin McMillannel, az építésben részt vevő tudósokkal a Berkeley-n

1940 februárjában a U.S. Navy 6000 dollárt juttatott a Columbia Egyetemnek, ahol Enrico Fermi vezetésével a legelőrehaladottabb nukleáris kutatások zajlottak. Az összeget Fermi és Szilárd szinte teljes egészében grafitra költötte, hogy tudóstársaikkal,  Eugene T. Boothszal és John Dunninggal megalkothassák az Egyesült Államok első maghasadásos atomreaktorát, ezzel igazolva Hahn és Strassmann eredményeit Európán kívül is. Ugyanez a tudóscsoport ezt követően egy sor atomreaktort („máglyát”, ahogy Fermi nevezte el a berendezéseket) épített, ám nem voltak képesek láncreakciót előállítani.
Az Uránium Tanácsadó testület közben 1940. június 27-én átalakult és a Nemzeti Védelmi Kutatási Bizottság (National Defense Research Committee – NDRC) nevet vették fel és folytatódtak a kutatások az uránnal. Briggs javaslatára immár sokkal komolyabb összeget, 167 000 dollárt költöttek az urán – különös tekintettel annak 235-ös izotópjára – és a plutónium kutatására (mely utóbbi radioaktív elemet a Kaliforniai Egyetemen fedeztek fel 1940-ben. 1941. június 28-án a 8807-es számú elnöki rendelettel megalakult a Tudományos Kutatási és Fejlesztési Iroda a nagy volumenű műszaki fejlesztési projektek állami átfogására, amelybe a korábbi NDRC bizottság beolvadt S–1 Szekció néven és a továbbiakban az „Uránium” szó biztonsági okokból kikerült bármilyen megnevezésből.
Az Egyesült Államokban folyó erőfeszítésekkel párhuzamosan Nagy Britanniában is folytak kutatások – a sors fura fintoraként emigráns német tudósok vezetésével – az atommaghasadás területén. 1939 júniusában a Birminghami Egyetemen Otto Frisch (a maghasadás egyik első elméleti leírója, aki időközben a náci uralom elől Angliába menekült) és Rudolf Peierls, (egy másik német zsidó emigráns tudós) áttörést ért el az urán-235 izotóp láncreakciójához szükséges kritikus tömeg meghatározásában. A kutatások azt mutatták, hogy ez a tömeg 10 kg nagyságrendű, amely elég kicsi volt ahhoz, hogy egy bombázó-repülőgép által hordozott fegyverben használják. 1940-ben az egyébként biztonsági megfontolásból – két idegen, ráadásul ellenséges országból származó tudósról van szó – a fegyverkészítési erőfeszítésekből kizárt Frisch és Peiers egy memorandumot készített a fegyverkészítésben közvetlenül dolgozó Oliphant-csoportnak, vagy más néven MAUD Bizottságnak (a név furcsa és titkos eredete onnan származik, hogy leveleztek Niels Bohrral, akinek a házvezetőnője volt Maud Ray és gyakran ő küldte el a leveleket) amelyben részletes kalkulációkat és leírásokat adtak az urán-235 kritikus tömegéről. Ez az elméleti alap lényegében a brit atomkutatások magja lett. 1940 júliusában a britek felajánlották az Egyesült Államoknak, hogy betekintést adnak a kutatásaikba. Amikor amerikai megfigyelők érkeztek Angliába, kiderült számukra, hogy a brit nukleáris projekt kiterjedtebb és előrébb tart, mint az amerikai.
Az amerikai-brit kooperáció szorosabbá tétele érdekében a britek is Amerikába látogattak. Az ausztrál származású Mark Oliphant, a Maud Bizottság vezetője 1941 augusztusának végén az USA-ba repült. Oliphant a helyszínre érve csalódottan tapasztalta, hogy az általuk átadott adatok végül nem jutottak el az USA vezető és a témával foglalkozó kutatóihoz. A brit tudós nem hagyta annyiban, hogy az egyébként komoly eredményeket semmibe vették Amerikában és előbb találkozott az Urán Bizottsággal, ahol hangsúlyosan felhívta a figyelmet a brit eredményekre, majd Kaliforniába, a Berkeley-re utazott, ahol találkozott Ernest O. Lawrence-szel, a Nobel-díjas kutatóval, aki megalapította a Berkeley Sugárzási Laboratóriumát. Itt alaposan sikerült felkelteni Lawrence érdeklődését, mivel a téma remekül illett a kutatásaiba, aki aztán azonnal egy sor tekintélyes tudóssal, köztük James B. Conanttal, Arthur Comptonnal és George B. Pegrammel osztotta meg az információkat, amelyek aztán futótűz módjára kezdtek el terjedni az amerikai tudományos közösségben, így Oliphant missziója végül sikeresnek bizonyult, hogy Amerikában komoly figyelem terelődjön egy esetlegesen megépítendő atomfegyverre és annak hatásaira.

## A projekt formális kezdete
1941. október 9-én Franklin D. Rossevelt elnök összehívott egy tanácskozást Vannevar Bush, az Uránium Bizottságot is magában foglaló Tudományos Kutatási és Fejlesztési Iroda elnöke, Henry A. Wallace alelnök, James B. Conant, Bush helyettese, aki a katonai kutatási projekteket fogta össze, Henry L. Stimson hadügyminiszter és George C. Marshall tábornok, az amerikai hadsereg főparancsnoka részvételével. Ezen a tanácskozáson Roosevelt megalapította a Legfelsőbb Politikai Csoportot (Top Policy Group) – amelynek ülésein aztán az elnök sohasem vett részt később – és ezzel egyidőben a Tudományos Kutatási és Fejlesztési Iroda S–1 szekciója nyújtotta elméleti alapokon és a U.S. Army emberi és anyagi erőforrásaira támaszkodva az elnök elindította az Egyesült Államok atomprogramját, azzal a kifejezett céllal, hogy végeredményként az ország rendelkezzen a minden korábbinál nagyobb pusztító erejű atombombával. Az elnök azért választotta az USA hadseregét és nem a Haditengerészetet, mert annak több tapasztalata volt már nagy léptékű mérnöki projektek levezénylésében.
A program megalakításával egyidőben Roosevelt elnök arról is döntött, hogy a projektben együtt kell dolgozni a britek ugyanilyen erőfeszítésén dolgozó szakemberekkel. Két nappal később, 1941. október 11-én a Fehér Ház levelet küldött Winston Churchill brit miniszterelnöknek, hogy a két nemzet működjön együtt az atomkérdésben.

## Az alapkoncepció

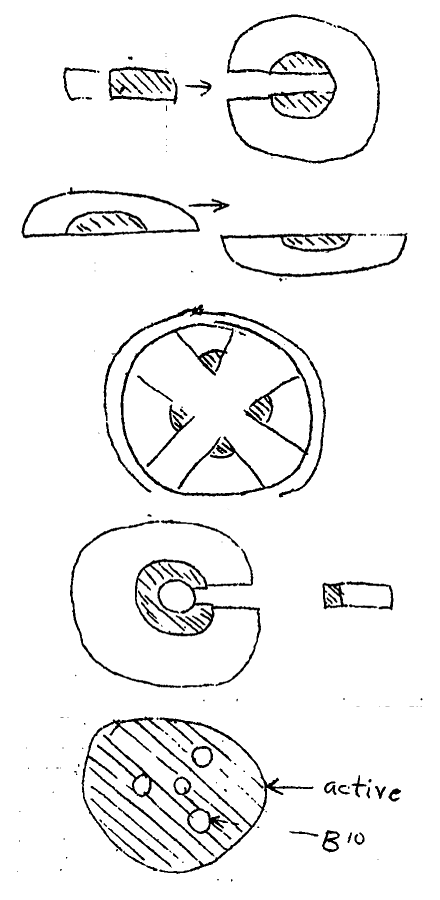
Az 1942-es tudományos konferencián megszületett a különböző atombomba készítési módok vázlata

Az Einstein–Szilárd-levél megírása idején rendelkezésre álló információk szerint az atommaghasadás elvére épített fegyver lehetősége inkább volt egy erős sejtés, mintsem kézzel fogható lehetőség. Ennek bizonyítására még számos elméleti számításra és az elméletek teljes kidolgozására volt szükség. Ennek kulcsa a gyors neutron kalkuláció volt, amely elvezetett az ún. kritikus tömeg és ez alapján a fegyverként használt robbanás meghatározásához. Ezt a munkát Gregory Breit – a Wisconsin–Madison Egyetem professzora, a Nemzeti Tudományos Akadémia tagja – kezdte el, ám helyette mást kellett keresni, amikor lemondott mondván, hogy a munka lassan halad és ráadásul biztonsági rés is támadhatott az általa vezetett csapatban . Arthur Compton, aki ezt az elmélet részt is felügyelte, Robert Oppenheimerben találta meg azt a személyt, akivel helyettesítheti Breitet. Oppenheimer maga mellé vette asszisztensként John Manley-t a Chicagói Egyetem Metallurgiai Laborjából, ahol szintén előrehaladott kísérletek folytak az uránnal és újraszervezték a munkát. A számításokba egy sor tudóst vontak be, akik nem egy helyen voltak, hanem szétszórva az ország tudományos műhelyeiben. Oppenheimer fogta össze az eredményeket és állította össze a végkövetkeztetést jelentő számításokat.
Egy másik probléma volt az ún. neutrondiffúzió, azaz az a folyamat hogyan mozognak a neutronok egy láncreakció során, illetve annak hidrodinamikai hatásai, azaz hogyan működik és terjed a robbanás, amelyet a láncreakció hozott létre. Legvégül ott volt még a maghasadás teljes körű elméleti leírása is, amely szükséges volt a folyamat magabiztos és teljes körű irányításához. Oppenheimer Enrico Fermivel egy tanácskozást hívott össze 1942 júniusában a Chicagói Egyetemen olyan elméleti fizikusok részvételével, mint Hans Bethe, John Van Vleck, Teller Ede, Emil Konopinski, Robert Serber, Stan Frankel és Eldred C. (Carlyle) Nelson, de néhány kísérleti fizikus is részt vett, mint Emilio Segrè, Felix Bloch, Franco Rasetti, Manley és Edwin McMillan. Az egybegyűltek végül kísérletileg igazolták, hogy egy, a maghasadáson alapuló bomba megvalósítható.
Az elmélet mellett a forrásul szolgáló anyagok ismerete is igencsak hiányos volt, sem az urán-235, sem a plutónium tulajdonságai nem voltak tudományosan rögzítve, leírva (magát a plutóniumot is éppen csak felfedezte 1941 februárjában Glenn Seaborg és csoportja). 1942 júliusában fizikusok a Berkeley-n folytatták a Chicagóban elkezdett igazoló kísérleteket és elméletileg leírták, hogy a plutónium egy atomreaktorban állítható elő, ahol urán-238 atomok nyelnek el olyan neutronokat, amelyeket az urán-235 bocsátott ki. Ezidőtájt ez forradalmi elképzelésnek számított, mivel még egyetlen reaktor sem épült és csak elenyészően kevés plutóniumot sikerült előállítani a szintén kísérleti ciklotronokban (1943 decemberéig például mindössze csak összesen 2 grammot).
Ezen a konferencián elkezdődött a lehetséges bomba működési módozatok leírása is. A legegyszerűbb mód a kritikus tömeg elérésére, majd a láncreakció, így a detonáció beindítására, ha a sugárzó anyagokat egy lövéssel egyesítik, azaz egy „dugót” lőnek bele egy „aktív anyagból” álló gömbbe, amelyet valamiféle „terelő anyag” von be – azaz egy nagy sűrűségű anyag, amely befelé fókuszálja a neutronokat, a gömb belseje felé, így tartva egyben a reakcióképes tömeget és növelve a robbanás hatékonyságát – (később ez lett az ún. „ágyúcső típusú kialakítás” alapja). Emellett leírták egy ún. szferoid típusú robbantást is, amely a későbbi implóziós bombák primitív formája volt (az ötletgazda Richard Tolman volt), illetve ehhez kapcsolódóan fogalmazták meg az autokatalízis jelenségét, amellyel az anyag koncentrációja és reakciósebessége ugrásszerűen növelhető, azaz a bomba hatóereje is tovább növelhető általa.
Az atombomba lehetséges formáinak leírásának szinte azonnal született egy mellékterméke is. Ahogy az elmélet egyre inkább letisztult a tudósok munkájának nyomán, Teller Ede egy, az összes ötletet továbbgondoló megoldást forszírozott, amelyet vázlatosan, de végigbeszéltek a résztvevők. A „szupernek” nevezett elgondolás, az előzőekben körülírt maghasadásos atombombát használta volna, hogy beindítson egy sokkal erősebb kölcsönhatást, a magfúziót, amelyben hidrogénatomok deutérium izotópjai alakultak volna előbb tríciummá, majd onnan héliummá (leutánozva a Napban végbemenő folyamatokat) a maghasadásos robbanásnál nagyságrendekkel nagyobb energiát felszabadítva. Ezt a megoldást napjainkban hidrogénbomba néven ismerjük, amelynek megalkotása, az ötletgazda Teller Ede nevéhez fűződik. Bár Teller a végletekig ragaszkodott az ötlete megvalósíthatóságához, mindegyikhez előbb egy maghasadáson alapuló bomba kellett, így mivel annak fejlesztése logikailag is és politikailag is előrébb való volt, végül Teller ötletét elnapolták (és jóval a második világháború végét követően, 1950 januárjában vették elő, amikor Amerika az első szovjet atomrobbantással elvesztette atommonopóliumát és Harry Truman elnök rendeletére Amerika elkezdte a még nagyobb hatóerejű fegyver fejlesztését). Teller egy másik veszélyes eshetőségre is felhívta a figyelmet, amely a bomba alkalmazhatóságának végéről lett volna végzetes és kérdőjelezte volna meg az egész leendő fejlesztés értelmét. Teller elgondolása szerint egy atombomba felrobbantásával akár a teljes földi légkört is felgyújthatták volna, mert a robbantással létrejövő maghasadás láncreakciója a légkör nitrogén atomjaiban is további láncreakciót indított volna be. Az elméletet Hans Bethe számításokkal cáfolta, majd egy Tellerrel közös publikációban leírták, hogy ilyen önfenntartó katasztrofális láncreakcióval nem kell számolni. Az elmélet azonban nem maradt titokban, Oppenheimer ugyanis megemlítette Comptonnak is, „akiben nem volt elég értelem, hogy magában tartsa”, hanem egy dokumentumban Washingtonig is eljutott, ahol a laikus politikusok sokáig nem hagyták elülni a témát.

## Politikai elhatározás

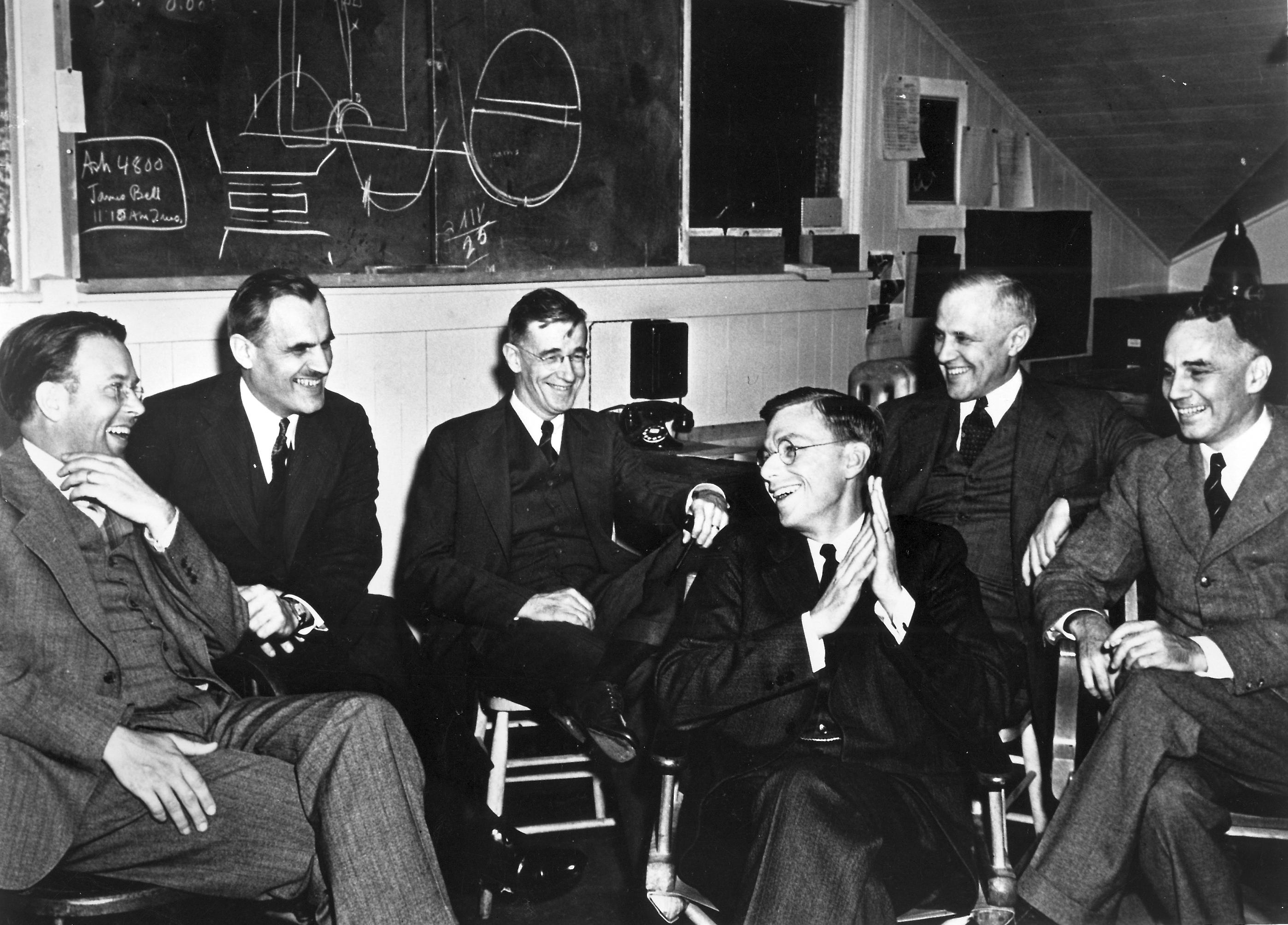
Politikai döntéshozók (Vannevar Bush, James Conant, Alfred Loomis) és tudósok (Ernest Lawrence, Arthir Compton és Karl Compton) 1940-ben, amikor az S–1 bizottság egy nagy ciklotron kivitelezhetőségét tanulmányozta

1941. december 7-én a reggeli órákban Japán (hadüzenet nélkül, bár maga a dokumentum szándékos késleltetéssel később megérkezett) megtámadta Pearl Harbort, amelynek nyomán másnap az USA is hadat üzent Japánnak, majd három nappal később a náci Németország is hadat üzent az USA-nak, majd néhány óra elteltével az viszont deklarálta a háborús állapotot a két ország között. Ezzel az Egyesült Államok hivatalosan is hadviselő félként belépett a második világháborúba és mint ilyen közvetlenül és politikailag is érdekeltté vált a fegyverzet fejlesztésében.
Az S–1 Bizottság 1941. december 18-án ült össze, a jegyzőkönyvek szerint „a lelkesedés és a sürgető szükség érzésétől áthatva”, nyilvánvalóan a háborúba lépés tényétől pedig érintetté válva. A Bizottság az ülésén számba vette az összes lehetőséget a bomba előállítására, amelyek egyelőre az alapanyagok, az urán–235 és a plutónium, valamint segédanyagok, mint a nehézvíz, előállítására, vagy a reaktortechnikára vonatkoztak:
- az elektromágneses elválasztáson Lawrence és csapat dolgozott a Kaliforniai Egyetemen[42]
- Eger Murphy és Jesse Wakefield Beams csoportja a gázdiffúziós szétválasztáson dolgozott a Columbia Egyetemen (Murphy később egy gázcentrifugás kísérletben is megpróbálta az izotóp szeparációt, sikertelenül)[43]
- a washingtoni Carnegie Intézetben pedig Philip Albelson tudóscsapata hődiffúzióval próbált izotópokat előállítani[44]
- Harold Urey a Columbia Egyetemen tanulmányozta a reaktorokhoz használt nehézvíz előállítását[45]
- Arthur Compton pedig a Chicagói Egyetem Metallurgiai Laborjában dolgozott a plutónium előállításán neutronmoderátorként grafitot alkalmazva a kísérleti reaktorban[46]

Az S–1 bizottság javasolta, hogy mind az 5 kutatási irányon folyjon tovább a munka. A bizottság ajánlását az elnök Vannevar Bush, a Top Policy Group elnöki bizottság részéról James Conant és a Hadsereg részéről Wilhelm D. Styer vezérőrnagy, az atomügyek tekintetében a haderőnem kijelölt felelős tisztje jóváhagyták és az elnöknek elfogadásra terjesztették fel. A felterjesztésben a szükséges forrásokat is megjelölték: 54 millió dollárt kértek az építkezésekre, 31 milliót kutatás-fejlesztésre és 5 milliót előre nem látott kiadásokra. Az összeg immár nagyságrendekkel meghaladta az addig a témára szánt 167 000 dollárt, ugyanakkor a Manhattan projekt első katonai vezetője azt gondolta a 90 millió dollárról, hogy „Még sohasem hallottam a maghasadásról, de azt igenis tudom, hogy egy ilyen telepet, különösen hármat-négyet, ami itt szükséges, hogy nem építesz meg 90 millióból, az biztos.” Adalékul: Nichols alezredes a Manhattan helyettes vezetője egy előző munkája során 128 millió dollárért építettek egy sima, egyszerű TNT gyártó telephelyet.
A javaslatot 1942. június 17-én terjesztették be Franklin D. Roosevelt elnök hivatalához. Az elnök „OK FDR” felirattal jóváhagyólag adta vissza a felterjesztést.

## Szervezete

### Manhattan katonai körzet

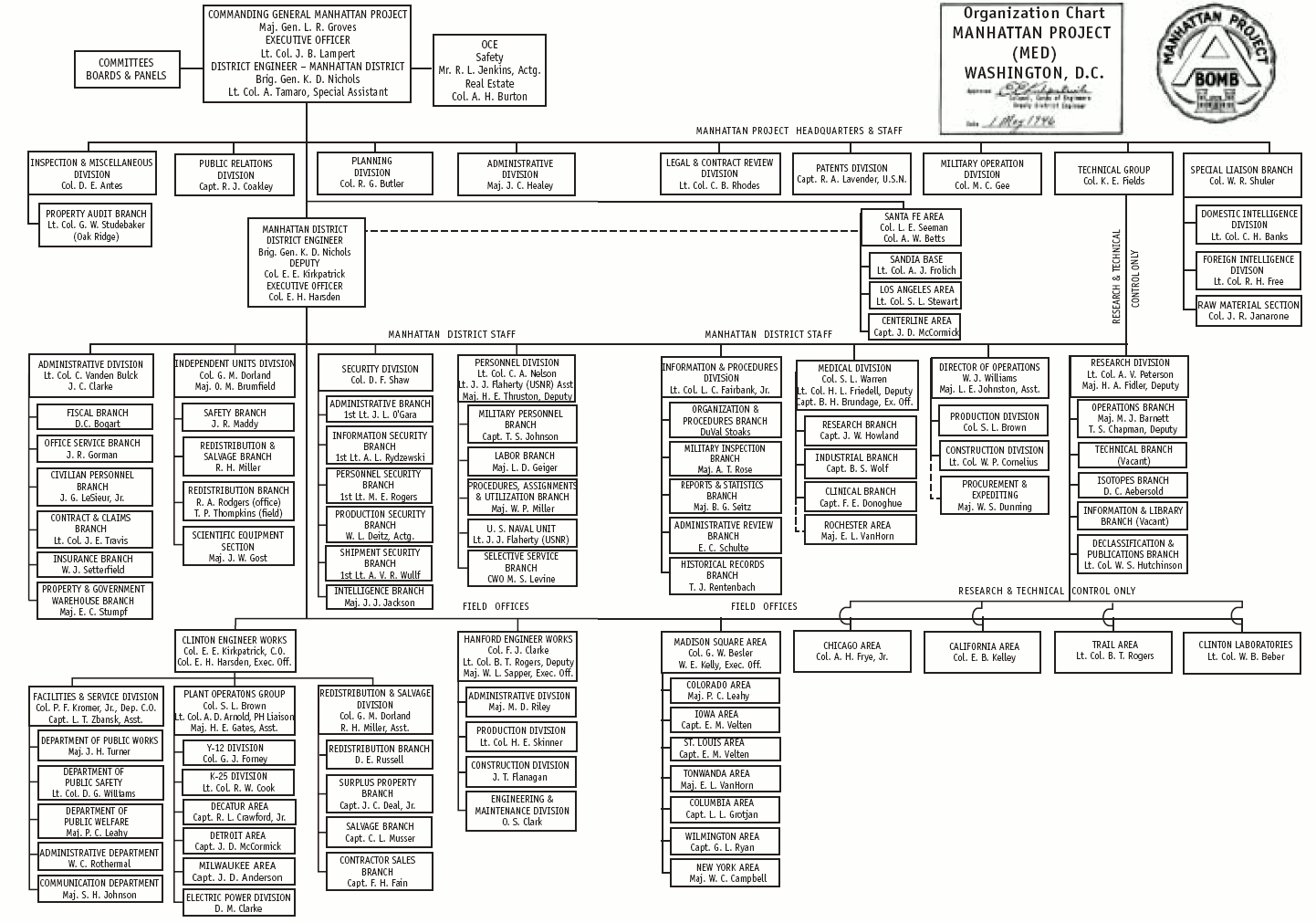
A Manhattan Project szervezeti ábrája 1946. május 1.

Tekintettel arra, hogy a projekt végcélja egy bomba előállítása volt, a Manhattan terv lényegében egy katonai program volt, katonai irányítás alatt, bár a hadsereg inkább csak technikai keretet adott neki, mivel a bomba létrehozása inkább volt egy tudományos kutatási, fejlesztési művelet, amelynek saját, a résztvevőit tekintve inkább civil szervezete volt. A Roosevelt elnök vezette Top Policy Group a U.S. Armyt jelölte ki a feladat végrehajtására, a hadsereg pedig a saját Műszaki Főparancsnokságára osztotta a feladatot. A projekt vezetésére a műszaki főparancsnok Eugene Reybold vezérőrnagy James C. Marshall ezredest jelölte ki 1942 júniusában. Marshall a saját főhadiszállását New Yorkban, a 270 Broadway alatt állította fel – amely mellett egy összekötő irodát is felállított Washington D.C.-ben –, amely helyszínválasztásnak abban állt az előnye, hogy a projekt támaszkodhatott a szintén New York Cityben, Fort Hamiltonban székelő Észak-atlanti Műszaki Parancsnokság erőforrásaira, ráadásul a közelben székelt a Stone & Webster, a parancsnokság egyik fő beszállítója és itt volt a Columbia Egyetem is, ahol Fermi és Szilárd székhelye volt és amelyet elsőként vontak be a kutatásokba még az Urán Bizottság által. Marshall ezredes magával hozta korábbi beosztottait előző állomáshelyéről, így Kenneth Nichols alezredes lett a helyettese.
Mivel a projekt jelentős építkezésekkel is járt, ezért Marshall szoros együttműködésben volt az egyik testvéralakulattal, az Utász Parancsnoksággal, amelynek parancsnoka Thomas M. Robbins vezérőrnagy, annak helyettese pedig Leslie Groves ezredes volt. A katonák indítványozták, hogy nevet is adjanak a projektnek. Először felmerült a "Helyettesítő Anyagok Fejlesztése Parancsnokság" név, de ezt Groves úgy találta, hogy esetleg felkeltheti az érdeklődést és valami semlegesebbet javasolt. A katonai körzeteket és projekteket általában azidőtájt arról a városról nevezték el, ahol az illetékes parancsnokság főhadiszállása székelt. Így a főtisztek egyetértettek abban, hogy nevezzék a székhely után Manhattani Katonai Körzetnek a parancsnokságot, amelyről 1942. augusztus 13-án született írásos parancs. A parancsnokságnak nem voltak földrajzi határai, inkább műszaki értelemben vett egység volt. A „Helyettesítő Anyagok Fejlesztése” egy ideig megmaradt a parancsnokság munkájának hivatalos nevéül, ám ezt az idők során gyorsan átvette a „Manhattan” név.
Marshall és Nichols elkezdték a projekthez szükséges források kijelölését, kategorizálását. Az első lépés a hadseregen belül megtalálni azt a prioritási fokozatot, amellyel a projekt erőforrásokhoz juthatott. Az amerikai hadseregben  ezen prioritási osztályzatok élén az AA-1-től AA-4-ig álltak a besorolások és ezek mellett létezett még egy speciális AAA besorolás is, amely szükség esetén kivételt és elsődleges bánásmódot biztosított. Az AA–1 és AA–2 a legszükségesebb fegyvereknek volt fenntartva, ezért Lucius Clay, a Legfelsőbb Hadtáp Parancsnokság helyettes főnöke csak az AA–3 besorolás elérését tartotta lehetségesnek, igaz, hogy hajlandó volt AAA besorolást biztosítani néhány kritikus anyagszükséglet esetén, ha a szükség úgy hozná. Marshall és Nichols azonban csalódottak voltak a besorolással, az AA–3 egyébként Nichols korábbi munkája, egy TNT üzem besorolása volt.

### Katonai Politikai Bizottság
A katonai tevékenységet természetesen civil, politikai felügyelő bizottság irányította továbbra is az OSRD személyében, amelynek S–1 szekciója továbbra is bábáskodott a bomba létrehozatala felett. A hadseregnek az S–1-gyel is szorosan együttműködve kellett végeznie a feladatát, annak iránymutatásait, kívánságait is figyelembe véve. Az OSRD irányítója, Vannevar Bush hamar elégedetlenné vált az ügy katonai előrehaladását látva és előbb Harvey Bundyn a hadügyminiszter különleges tanácsadóján keresztül keresett kapcsolatot a miniszterrel, majd több érintett tábornokkal is tárgyalt a projektről. Bush elképzelése szerint a projektet egy politikai bizottság irányítása alá kell helyezni, amely egy magas rangú főtisztet – pl. Wilhelm D. Styer tábornokot, a Hadsereg által korábban a nukleáris ügyekért felelős képviselőjévé neveztek ki – kérne a hadseregtől, mint a projekt igazgatója.
Styer azonban nem vállalta Bush elsőre inkább ötletszerű felkérését, de Brehon B. Somervell-lel, az Utász Főparancsnokság vezető tábornokával egyetértésben Leslie Grovest látták alkalmasnak a vezetői feladatra és Marshall leváltására úgy, hogy egyidőben a főparancsnok tábornokká lépteti elő Grovest, akinek így a rendfokozata által elegendő tekintélye lehet a kényszerűen vele együtt dolgozó tudósok között. A függőségi viszonyokat is újratárgyalták: Groves Somervell alárendeltje lett (azaz a Műszaki Parancsnokság felől áttevődött a hangsúly az Utász Parancsnokság felé, miközben persze az együttműködés folyamatos maradt a két testvéralakulat között), a projekt korábbi közvetlen parancsnoka, Marshall ezredes pedig Groves beosztottja lett. Groves áthelyezte a parancsnokságot Washington D.C.-be (oda, ahol Marshall az összekötő irodát alapította) és 1942. szeptember 23-án át is vette a teljes parancsnokságot a projekt felett. Még ugyanaznap Henry L. Stimson védelmi miniszter felállított egy Katonai Politikai Bizottságot, amely az elnök által irányított Top Policy Group alatt működött, így véglegesítve a politikai irányítást a hadsereg ezirányú tevékenysége felett.
1942. szeptember 19-én Groves elment Donald Nelsonhoz a Háborús Termelési Bizottság fejéhez, ahol követelte, hogy a projekt széles körben kapja meg az AAA prioritású hozzáférést a szükséges anyagokhoz, erőforrásokhoz. Először Nelson mindenféle akadályt gördített az engedély megadása elé, ám Groves megfenyegette, hogy elmegy az elnökig (amire a projekt fontosságánál és saját pozíciójánál fogva is reális lehetősége volt), mire Nelson megadta az AAA besorolást, bár Groves ígéretét vette, hogy nem használja az AAA-t, csak, ha szükséges. A gyakorlatban hamar nyilvánvalóvá vált, hogy az AAA túl magas a Manhattan projekt számára, bár az AA–3 pedig túl alacsony volt és reálisan az AA–1 besorolással tud jól működni a tevékenység. Legvégül, egy nagyon hosszú folyamat végén Groves 1944. július 1-jén kapta meg hivatalosan az AA–1 jogosítványt. Groves későbbi visszaemlékezéseiben megemlíti, hogy mennyire fontos volt megszerezni és megtartani az akkori idők Amerikájában ezt jogosítványt: „Washingtonban hamar rájöttél a top prioritás lényegére, a legtöbb minden, amit a Roosevelt kormányzat javasolt, top prioritású lett, aztán ez tartott egy-két hétig és akkor valami más emelkedett top prioritásúvá”.

### Los Alamos Laboratórium

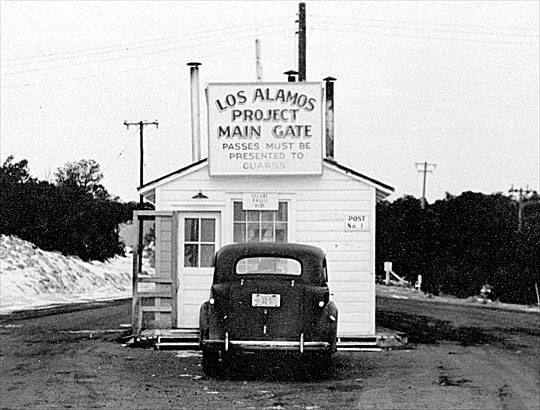
A Los Alamos Laboratory főkapuja, 1943 körül

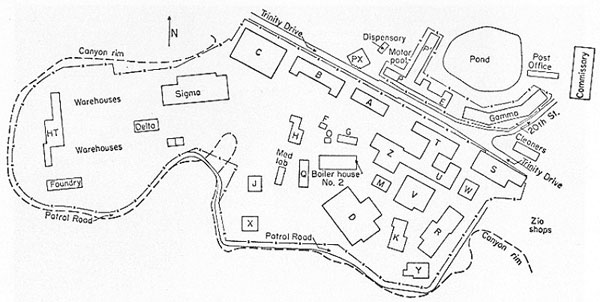
Los Alamos kutatási területének térképvázlata

A projektnek szükségképpen volt egy olyan szervezeti egysége, amely civil tudósokból állt, akik a fegyver, sőt egyáltalán a teljes atomkoncepció (az anyagok előállításától, a bomba elméleti és gyakorlati működésének meghatározásán és szerkezetének kialakításán át a tesztekig) kifejlesztésében vettek részt és csak névleg voltak a hadsereg alá rendelve, ám a valóságban önállóan végezték a tevékenységüket, egymással és a többi kutató és gyártóhelyekkel együttműködésben.
A projekt kulcsának később az bizonyult, hogy megtalálják azt az embert, aki a tudósokból álló személyzetet és azok munkáját, illetve a többi aspektust (pl. logisztikát, vagy a helyszínek kiválasztását) irányítja, összefogja. A megfelelő ember megtalálása Groves feladata lett, akinek az első természetes választás a három résztvevő egyetemi labor vezetője közül valamelyik, Harold Urey, a Columbia Egyetemről, Ernest Lawrence a Berkeley-ről és Arthur Compton St. Louis-i Washington Egyetemről volt, mindhárman Nobel-díjasok. Azonban őket nem lehetett helyettesíteni és a munkából kivonni, Grovesnak más után kellett nézni és meg is találta Robert Oppenheimerben, a Berkeley professzorában és kutatójában. Oppenheimer a kezdetben a legkevésbé tűnt megfelelőnek a projekt vezetésére: nem rendelkezett komolyabb vezetői tapasztalattal, és ellentétben Urey-jel, Lawrence-szel és Comptonnal nem volt Nobel-díjas – márpedig egy olyan fontos labornak, mint amilyennek a Manhatten-tervé ígérkezett és annyi tudóst összefogó szervezetnek szüksége lett volna egy ilyen tekintélyt felmutató vezetőre is – ráadásul akár önmagánál, akár feleségénél, Kittynél, vagy fivérénél, Franknél, vagy szeretőjénél Jean Tatlocknál fogva komoly kommunista kapcsolatai és múltja volt. 1942 októberében Oppenheimer, Groves és helyettese, Nichols egy hosszas megbeszélést folytatott, amelyből a katonák számára teljesen világossá vált, hogy a tudós úgy egy laboratórium felállításával, mint annak távoli helyszínének kijelölésében és majdani működtetésében teljes körű kvalitásokkal rendelkezik. Groves félretette a biztonsági szempontokat (elsősorban a viszonylag zavaros kommunista kötődéseket) és a leendő kutatólaboratórium igazgatójává nevezte meg 1942. október 19-én, majd 1943. július 20-án a biztonsági bizonytalanságok alóli felmentéséről szóló dokumentumot is kiadta számára.
Groves és Oppenheimer immár közösen, 1942 októberében határozták el, hogy kell egy központosított és lehetőleg minél távolabbi helyen egy laboratórium a munkára. Központosítottnak kellett lenni, mert az összes szóba jöhető tudóst egy helyre akarta koncentrálni Oppenheimer és a széttagolt, néha önálló és akár párhuzamosan futó fejlesztések helyett egy koncentrált és egy kézből irányított csapatot akart, valamint távoli helyre szerette volna vinni a kutatásokat, egyrészt, hogy a kutatók viszonylag szabadon tudják egymás között megosztani, megvitatni a kutatási eredményeiket annak veszélye nélkül, hogy azok könnyen kiszivárognának, másrészt a távoli helyszín kedvezett a majdani titkos tesztek végrehajtásának is. Oppenheimer volt az, aki mivel ismerős volt a helyszínen egy saját ranchot is birtokolva, egy ilyen távoli térséget preferált és javasolt Új-Mexikóban, Alomogordo közelében, 1942. november 16-án magával vitte Grovest és megmutatta a lehetséges helyszínt. A hely ellen csak kevés ellenvélemény fogalmazódott meg – rossz volt az úthálózat, amely az elérhetőségét korlátozta, illetve a vízellátás látszott nehezen megoldhatónak – amit a tábornok elfogadott és itt kezdődött meg a Los Alamos Laboratórium megvalósítása, amelynek építési munkáit a hadsereg végezte el.
A megépült kutatóhelyre aztán Oppenheimer meghívta és egybegyűjtött egy csoport fizikust a legjobbak közül, akiket csak „világító elméknek” nevezett, köztük például Teller Edével, Richard Feynmannal, Hans Bethével. A tudósokat Oppenheimer szekciókra osztotta, amely szekciók egy-egy problémával (urándúsítás, plutóniumgyártás, neutron kalkulációk, ágyú típusú bombamegoldás, implóziós bomba megoldás, elméleti számítások, gyakorlati megvalósítás, stb.) Érdekes módon a tudósoknak az isten háta mögötti helyre költözött feleségeik is szerepet kaptak Los Alamosban: az egyébként is nagyon korlátozottan rendelkezésre álló helyi munkaerő miatt a hadsereg kifejezetten bátorította a feleségeket hogy munkát vállaljanak. Tudósként csak mutatóban volt egy-két nő, a tudományos munkában a kalkulációk elvégzésében számítottak rájuk, sokkal inkább azonban az adminisztratív munkakörökben, vagy az iskolában, esetleg a kórházban tűntek fel dolgozó feleségek. A briteknek a projektbe való bevonása miatt a tudóscsapatnak volt egy Brit Részlege is, James Chadwick vezetésével. A britek az idők során több hullámban érkeztek és a legnevesebb tagjuk – az egyébként nem brit, de általuk a náci uralom alól kiszabadított – Niels Bohr volt.

### Nemzetközi együttműködések
Roosevelt elnök már 1941-ben kinyilvánította abbéli szándékát, hogy az USA együttműködjön az Egyesült Királysággal és ezt Winston Churchill tudomására hozta, majd meg is indult egy tudományos ismeretcsere, bár kezdetben ez nagyon döcögős volt. Eleinte elkezdődött ugyan az adatcsere, de a felek nem hangolták össze a két oldalon folyó munkát, sőt a britek visszautasították Bush és Conant kísérleteit 1941-ben, hogy erősítsék a kooperációt a saját projektjük, a Tube Alloy és a Manhattan terv között, féltvén a saját technológiai vezető szerepüket és félvén attól, hogy hozzásegíthetik az Egyesült Államokat a saját atombombája kifejlesztéséhez az övéké előtt. Időközben az amerikaiak előrehaladása miatt a szerepek felcserélődtek és már az amerikaiak jelentették ki az angolok felé, hogy többé nem tartanak igényt adatokra, legfeljebb néhány területen. A brit hírszerzés közben felderítési adatokból arra a következtetésre jutott, hogy egyik atomprogram nem lesz időben eredményes, hogy az döntően befolyásolja az európai háború kimenetelét.

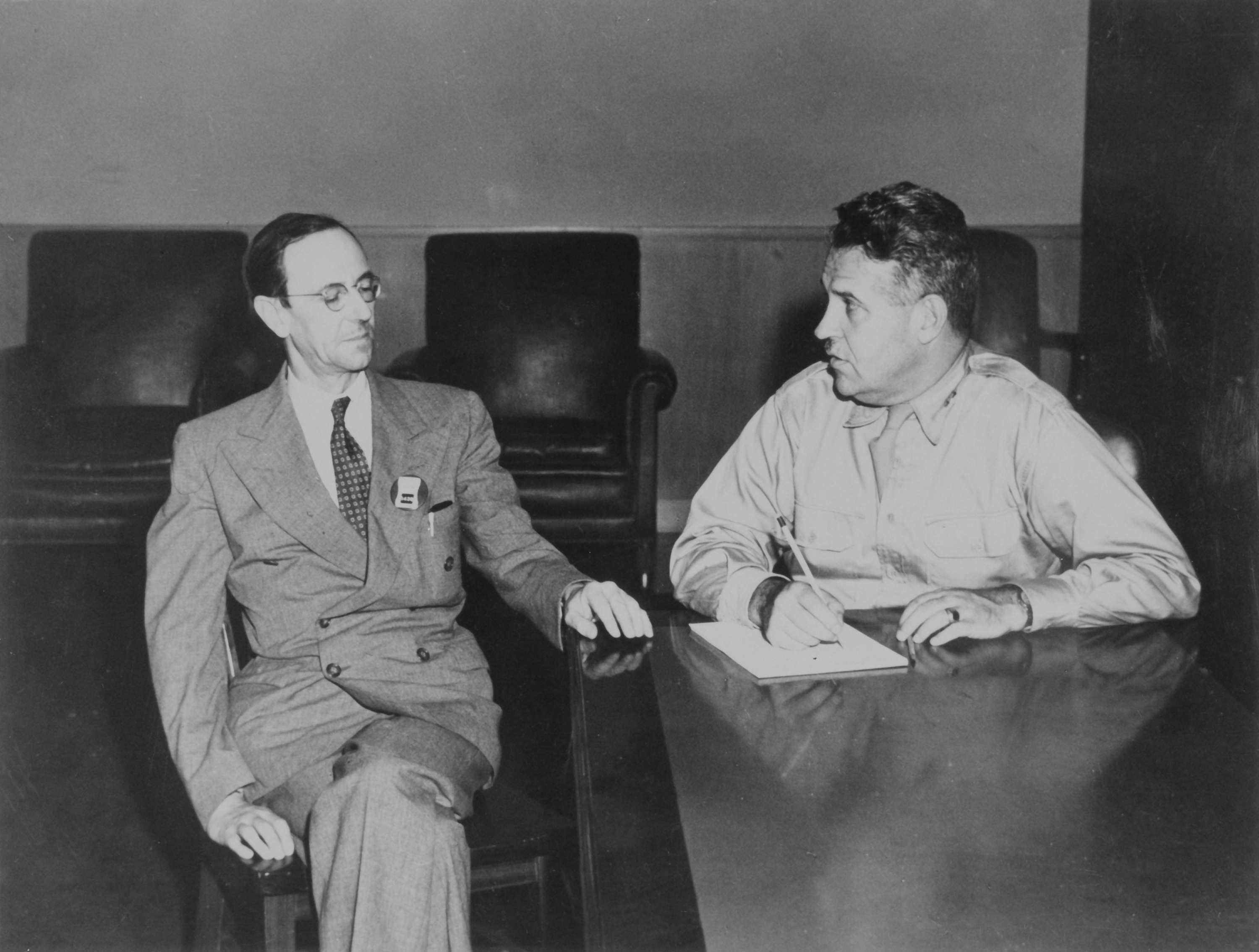
Groves tábornok és James Chadwick a brit misszió vezetője megbeszélést folytat, 1945

1943-ra nagypolitikai és a projektvezetés szervezési kérdéseiben is előrelépés történt. Előbb 1943 márciusában Conant döntött úgy, hogy James Chadwick és még egy maroknyi brit tudós részvétele fontos a Los Alamos-i munka tekintetében és inkább vállalja annak kockázatát, hogy titkos információk szivárognak ki, de megszerzi a tudósokat. Ezt követte Rossevelt elnök és Churchill tárgyalása, amely a quebeci egyezményhez vezetett, amelyet később a Hyde Park-i egyezmény egészített ki a háború utáni időszakra 1944 szeptemberében. A Qubeci Egyezmény megalapította a Közös Politikai Tanácsot, amelynek feladata volt, hogy összeegyeztesse az USA, az Egyesült Királyság és Kanada erőfeszítéseit, amelyeket atomügyben tesznek. A Politikai Tanács tagjai amerikai részről Stimson, Bush és Conant voltak, míg brit részről Sir John Dill marsall és J. J. Llewellin báró, angol parlamenti képviselő és kanadai részről pedig C. D. Howe volt. Llewellin 1943-ban visszatért Angliába, ekkor Ronald Ian Campbell váltotta. John Dill 1944 novemberi halála miatt őt pedig Henry Maitland Wilson váltotta.
Amikor a kooperáció igazából kezdetét vette a quebeci egyezményt követően, a britek akkor kaptak teljes képet az amerikaiak előrehaladásáról és az elvégzett beruházások nagyságáról, amely lenyűgözte őket és éppen ezért Chadwick nyomást gyakorolt a britek erőteljes részvételéért a Manhattan Projektben akár annak árán is, hogy az egyébként is értelmét vesztett önálló brit projektet feladják. Churchill háttértámogatásával Chadwick megpróbálta biztosítani, hogy Groves minden, együttműködésre vonatkozó kérését teljesítsék brit oldalról. 1943 decemberében komoly erőkből álló Brit Misszió érkezett a feladatok teljesítésére, olyan tagokkal, mint Niels Bohr, Otto Frisch, Klaus Fuchs, Rudolf Peierls, and Ernest Titterton. 1944 elején további tudósok érkeztek. Ezek egy része – főként akiket a gázdiffúziós üzembe vezényeltek – 1944 őszén hazatértek, ám az a harmincöt tudós, aki Oliphant és Lawrence irányítása alatt a Berkeley-n dolgoztak önálló laboratóriumi csoportba szerveződve, egészen a háború végéig maradtak. Tizenkilencen kerültek Los Alamosba, ahol különböző csoportokba integrálódtak, és főként az implóziós technikán és az első bombán dolgoztak. A Quebeci Egyezmény rögzítette, hogy az elkészült bombát nem fogják egyetlen ország ellen sem bevetni, kivéve úgy az USA, mint Nagy-Britannia egyetért vele. 1945 júniusában az Egyezményt megtestesítő Közös Politikai Tanács egyetértett abban, hogy Japán ellen be kell vetni a fegyvert.
A Közös Politikai Tanács 1944 júniusában létrehozta a Közös Fejlesztési Alapot, amelynek elnökévé Grovest tették meg és feladata volt, hogy uránt és tóriumot vásároljon a szabadpiacról. Az uránkészleteket Belga-Kongó és Kanada bányái biztosították a világnak a kelet-európai lelőhelyeken kívül és a Belga Menekült Kormány Londonban székelt. Nagy-Britannia egyetértett abban, hogy a belga érceket az Egyesült Államok kapja. 1944-ben az Alap felvásárolt 1 560 000 kg ércet Belga-Kongó bányáiból. Ehhez a tranzakcióhoz az Alap egy speciális számlát kellett használjon, amely nem volt része az USA Kincstárának ellenőrzése alá vont számláknak, így nem is kellett kooperálni a Kincstárral és nem kellett annak vizsgálati körébe vonni azt. 1944 és 1947 között, amikor Groves irányította az Alapot, összesen 37 millió dollár fordult meg a számlán.
Groves tábornok később, a háborút követően elismerte a britek korai hozzájárulását a Manhattan Projekthez, ám megállapította, hogy nélkülük is sikerrel jártak volna. Ettől sokkal lényegesebbnek tartja a hadtörténet a britek háborús erőfeszítéseit, amelyek a háború utáni önálló brit nukleáris fegyver programba elvezettek oda, hogy Nagy-Britannia is atomfegyvert birtokló atomhatalommá vált, amikor az amerikai McMahon-törvény megszakította a formális nukleáris együttműködést a britekkel.

## Az urán
A projekt kulcsa az urán mint kémiai elem volt, amelynek egyik izotópjáról, az urán-235-ről 1935-ben felfedezték, hogy maghasadásra képes anyagról van szó, amely tulajdonságát felhasználhatják nukleáris láncreakció létrehozatalára. Ez a Földön az egyetlen ilyen jellegű anyag, amely természetes és bányászható formában fordul elő és nem laboratóriumban kell előállítani. Az U-235 a teljes uránmennyiségnek mindössze a 0,72 százalékát teszi ki, de az atombomba előállításához ez volt a kulcsfontosságú anyag.

### Az érc

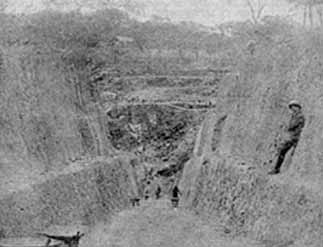
A Shinkolobwe bánya Belga-Kongóban, innen származott a Manhattan-tervhez felhasznált uránérc többsége

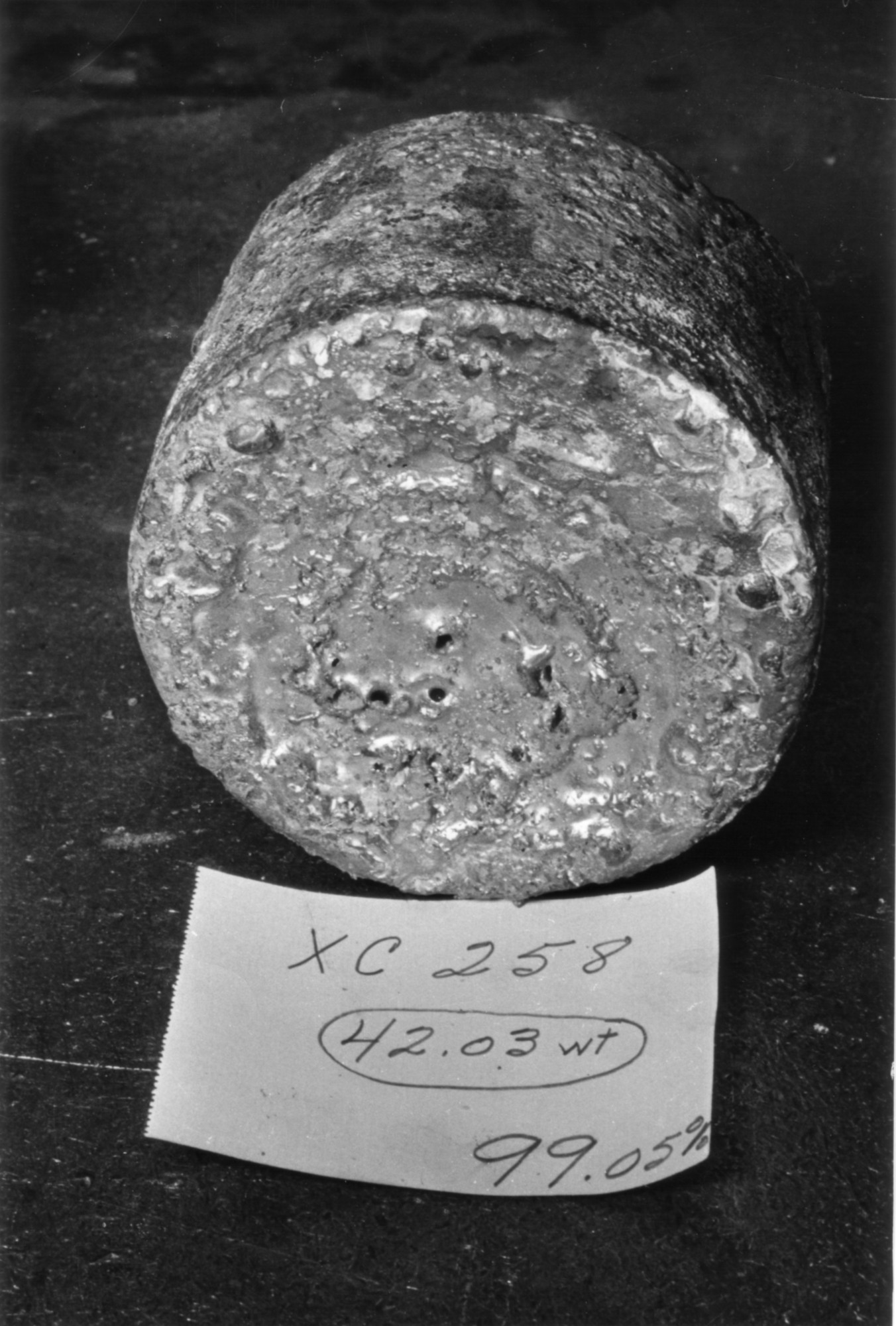
Egy uránfém „torta”, azaz a fémmé alakított urán, amely átment az Ames-folyamaton

Uránt az 1940-es évek elején összesen 4 helyen bányásztak a Földön: az USA-beli Coloradóban, Észak-Kanadában, a csehszlovákiai Jáchymovban és az akkori Belga Kongóban, (a mai Kongói Demokratikus Köztársaság területén). Az anyag földrajzi eloszlása a szövetségeseknek juttatta a nyersanyag nagyobb részét, de szükség esetén a másik hadviselő fél is elegendő készletekkel rendelkezett. Márpedig egy 1942-es tanulmány szerint a készletek jelentették a kulcsot a projekt sikeréhez. Kenneth Nichols, a projekt katonai parancsnokhelyettese a Külügyminisztériummal együttműködve kijárta, hogy az USA területén bányászott uránium-dioxidra vezessenek be exporttilalmat. Emellett elkezdte annak intézését, hogy megvásároljanak a Belga Kongóban bányászott ércből 1100 tonnányit. Nichols a másik amerikai kontinensbeli lelőhellyel, a kanadai Ontarióban, New Hope-ban levő Eldorado Gold Mines céggel is tárgyalásokat kezdeményezett, ám a kanadai kormány felvásárolta a cég összes készletét, hogy elkerülje a spekulációkat. Az Afrikában megvásárolt uránérc tárolására Staten Islanden hoztak létre egy raktárat, ám itt csak az érc egy része fért el, a többi egyelőre Belga-Kongóban maradt.
Bár a vásárlásokkal sikerült a projekthez elegendő uránmennyiséget biztosítani, az amerikai és brit vezetés meg volt győződve róla, hogy további mennyiségek felett is kontrollt kell szerezni, hogy az ne kerülhessen az ellenség kezébe sehogyan. A leggazdagabb lelőhely a belga-kongói Shinkolobwe bánya volt, ám ezt áradások öntötték el és be is zárt emiatt. Nichols kísérletet tett az újbóli megnyitásra, illetve arra, hogy az összes későbbi kitermelés mennyiségét adják el az Egyesült Államoknak és erről tárgyalásokat folytatott Edgar Sengier-vel, az United Miniére du Haut-Katanga vállalat, a bánya koncesszorának igazgatójával. A tárgyalásokba beszálltak a britek is, mivel a vállalat 30%-a brit kézen volt. Az amerikai–brit tárgyalófeleknek (Nicholsnak és John Winant nagykövetnek) sikerült meggyőzni Sengier-t, hogy 1944 májusára nyissa újra a bányát és az utána kitermelt 1560 tonnányi ércet adja el fontonkénti 1,45 dolláros áron az amerikaiaknak. Mindeközben, hogy még biztosabb lábakon álljon az ellátás, Leslie Groves is tárgyalásokat folytatott a coloradói US Vanadium Corporationnal és megvette annak 800 tonnás készletét is.
A nyers érc feldolgozása aképp kezdődött, hogy az uránt feloldották salétromsavban, amelynek végtermékeként urán-trioxid jött létre. Később ezt urán-dioxiddá redukálták és nagyon tiszta anyagot kaptak. A gyártást a Mallinkrodt gyógyszergyár végezte, amely napi 1 tonnányi uránoxid előállítására volt képes. Ezt kellett aztán tiszta uránfémmé alakítani, amely művelet eleinte váratlanul nehéznek bizonyult Gondok voltak a gyártás lassúságával és az alacsony minőséggel. Ezért megalapították az iowai Amesben az új Metallurgiai Laboratóriumot, amelynek első feladata az urán-oxid fémmé alakításának kidolgozása volt az ún. Ames Projekt keretében. A kísérlet végeredménye az Ames-folyamat lett, amely elvezetett az urán előállításának megfelelő módszeréhez 1943-ban.

### Az izotóp szétválasztás módszerei
A természetes uránérc 99,3%-ban tartalmaz urán-238 izotópot, de csak 0,7%-a az urán-235, de csak ez utóbbi izotóp képes a hasadásra. Hogy a bombához, vagy más nukleáris reakcióhoz használni lehessen, a két izotópot szét kell választani egymástól, amely szétválasztási folyamatot hívjuk urándúsításnak. Ezt a folyamatot először Oak Ridge-ben végezték nagyüzemi méretekben az USA-ban. A kísérleti izotópszétválasztási technikák közül a legegyszerűbbnek tűnő centrifugás módszer kudarcot vallott, de három másik sikeresnek bizonyult. Az elektromágneses szétválasztás, a gázdiffúziós és a hődiffúziós technológiák mind sikeresek lettek és 1943 februárjától mindhárommal elkezdődött a munka. Groves ötlete volt, hogy az egyik módszer végtermékét használhatnák a másik módszer alapanyagául. így növelve tovább a dúsítás hatékonyságát.

#### Centrifugák
1942-ig az egyetlen ígéretes izotóp szétválasztási módszer a centrifugák alkalmazása volt. A módszert az 1930-as években Jesse Beams találta fel, még kis méretekben, ám már ő is műszaki nehézségekbe ütközött. 1941-ben elkezdett dolgozni az urán-hexafluoridon, a kémiai elem egyetlen gáz formában megjelenő változatán és ebből az anyagból sikerült kiválasztania az urán-235-t is. A Columbia Egyetemen Karl Cohen kidolgozott egy matematikai elméletet, amely alátámasztotta a centrifugás szeparációt és amely alapján a Westinghouse legyártott egy kísérleti centrifugát.
Amikor azonban a kis kísérleti centrifugát fel akarták nagyítani, hogy ipari méretű berendezést kapjanak, váratlanul legyőzhetetlen technikai problémákba ütköztek. Urey és Cohen kiszámították, hogy napi 1 kg urán-235 legyártásához 50 000 darab 1 méter rotorátmérőjű centrifugára van szükség, vagy 10 000 darab 4 méteres rotorátmérőjű berendezésre. Hogy ilyen mennyiségű eszköznek kell egyidőben, nagy sebességgel és hiba nélkül működnie, elrémítette a tudósokat. Ráadásul amikor Beams a maga kísérleti eszközén elkezdte a szeparációt, csak az elméleti számítások adta hatékonyság 60 %-át sikerült elérnie, ami azt mutatta, hogy a gyakorlatban még több eszközre lenne szükség. Urey és Cohen nekilátott, hogy olyan módosításokat eszközöljön egy megvalósítható centrifugán, amelyek tovább javul az eszközök hatékonysága, ám ekkor a centrifugákat működtető motorokkal merült fel újabb probléma, amely tovább késleltette a projektet. 1942 novemberében aztán a Manhattan-tervet irányító hadsereg teljesen el is vetette a centrifugák alkalmazását és lezárta az ez irányú kísérleteket.
Csak a háborút követően került elő ismét a centrifugákkal végzett urándúsítás lehetősége, amikor a Szovjetunióban feltalálták az ún. Zippe-típusú centrifugát, amelyet szovjet és fogságba esett német tudósok fejlesztettek ki és amely végül a fő urándúsítási metódussá vált, lévén ez a legolcsóbban alkalmazható módszer.

#### Elektromágneses szétválasztás

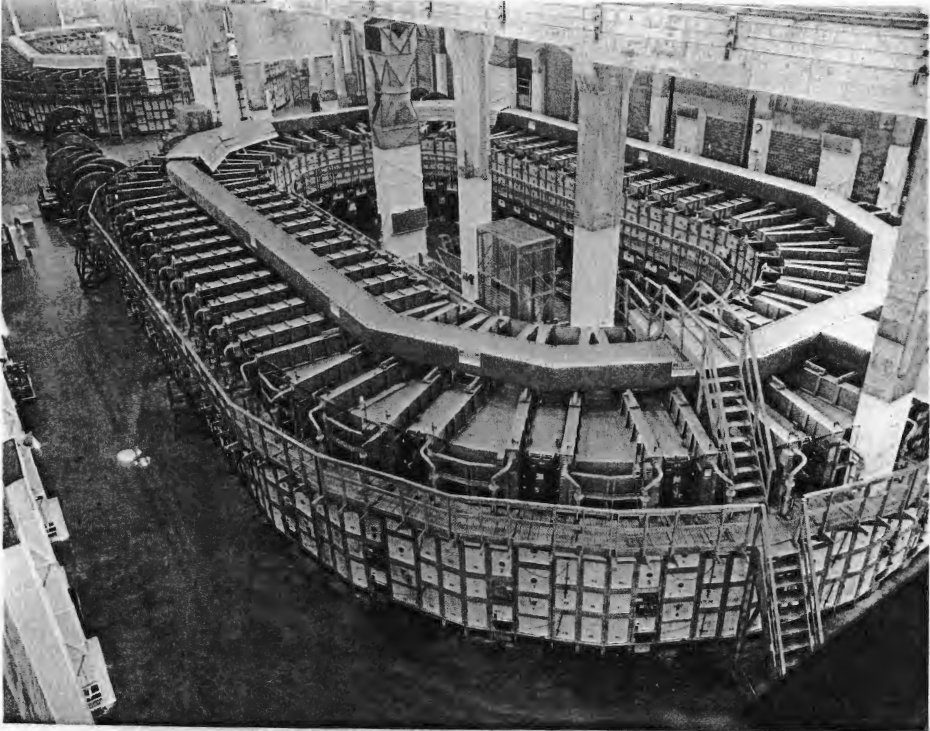
Az Y–12 üzem Alfa I pályája

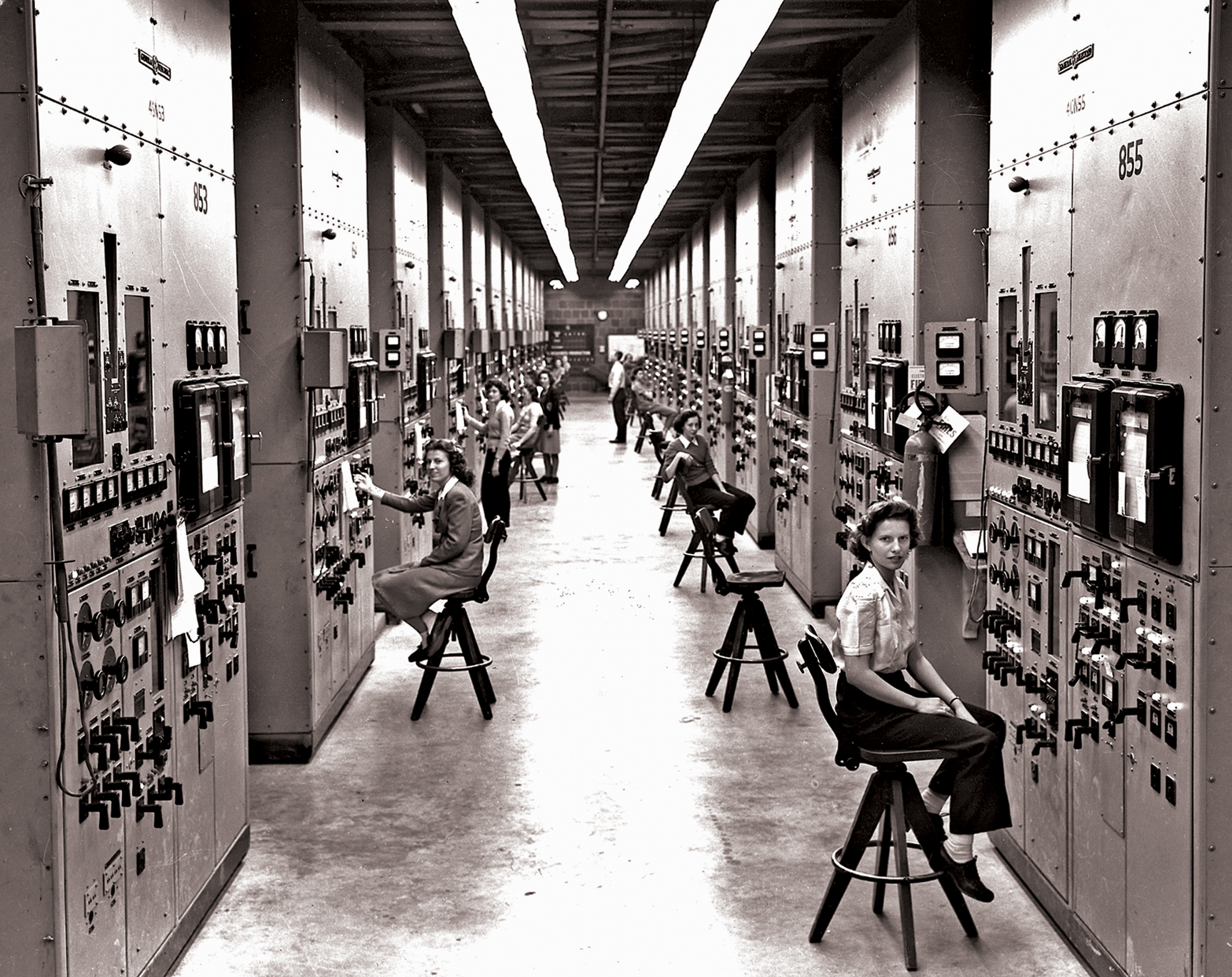
A calutron lányok, akiknek fogalmuk sem volt, hogy mit csinálnak

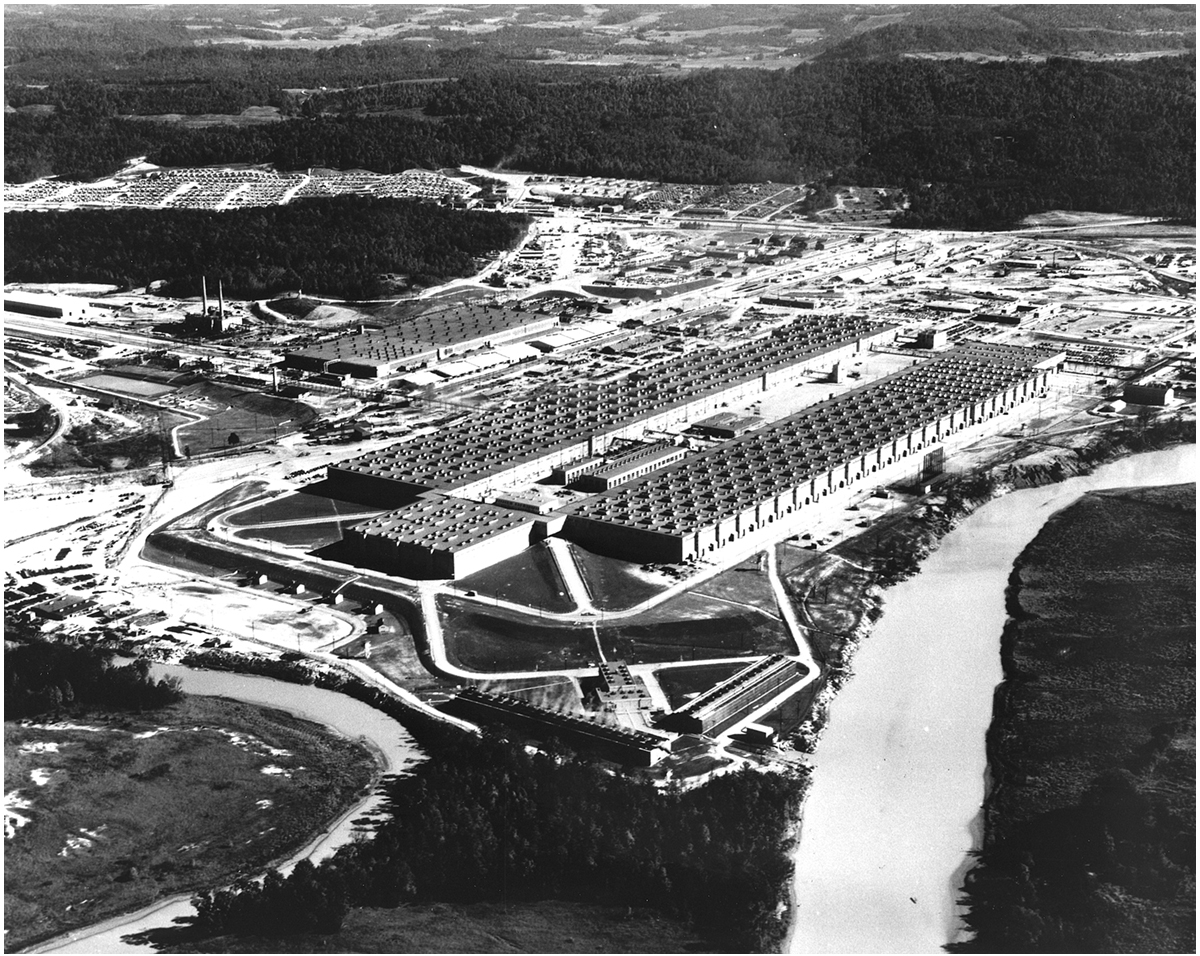
Az Oak Ridge-i K–25 üzem

Az izotópszétválasztás egyik módszerét, az elektromágneses szeparációt a Kaliforniai Egyetem Sugárzási Laborjában fejlesztették ki. A módszer lényege az volt, hogy mágneses mező hatása alatt ez elektromágneses folyamatok közben a töltött részecskéket tömegük szerint lehet sorba rendezni. A kutatók erre építettek egy gépet, a calutront (a berendezés a California, University és Cyclotrone szavak mozaikjából kapta a nevét). Maga a metódus nem volt sem látványos, sem hatékony, ráadásul anyag és munkaerőigényes is volt, azonban kétségkívül bizonyítottan eredményes volt és ezért fogadták el a szakemberek, hogy ezen az irányon is dolgozzanak tovább, mivel nagy szükség volt a végtermékre.
A módszer egyik gyenge pontja volt, hogy Marshall és Nichols számításai szerint a művelethez 4500 tonna rézre volt szükség, azonban a háborús körülmények között ebből fájó hiányt szenvedett az egész amerikai gazdaság. Szerencsére azonban ezüsttel helyettesíteni lehetett, nagyjából 11/10 réz/ezüst arányban. Nichols felvette a kapcsolatot a Kincstár államtitkárával és 6000 tonnát igényelt ezüstrudakban a West Point Ezüstrúd Raktárából. A háború végéig összesen 13 300 tonnányi ezüstöt használtak fel. A folyamat során 31 kg-os ezüstrudakat hengeres öntecsekbe formázták, majd ezekből születtek a mágneses tekercsek.
Az ipari méretű elektromágneses szeparációra elindították az ún. Y–12 projektet, amelynek kivitelezésével a Stone & Webster céget bízták meg 1942 júniusában. A terv szerint öt darab első fokozatú szétválasztó egységet kellett építeni, amelyek az Alfa-pálya nevet kapták, amelyeket kiegészített két Béta-pálya, amelyek a végső szétválasztást végezték. 1943 szeptemberében Groves felhatalmazást adott még négy pálya építésére, amelyek az Alfa II nevet kapták. A berendezések építése 1943 februárjában kezdődött. A második Alfa I 1944 januárjában lett működőképes, a harmadik Alfa I márciusban, a negyedik Alfa I áprilisban kezdett dolgozni. A négy Alfa II 1944 júliusa és októbere között lett kész. A berendezések működtetésére és az urán-235 gyártására a Tennesse Eastman céget bízták meg. A calutronok működtetését előre kiképzett személyzet végezte, akiket calutron lányoknak hívtak, bár a kiképzésük érdekessége volt, hogy csak azt tudták hogyan tegyék a dolgukat, arról a leghalványabb fogalmuk sem volt, hogy mit csinálnak.
A caultronok kezdetben 13–15% közé voltak képesek dúsítani az urán-235 tartalmat és az első néhány grammnyi anyagot 1944 márciusában szállították le Los Alamosba. Kezdetben ez azt jelentette, hogy 5825 közül csak egyetlen uránadag vált végtermékké. Ezt a hatékonyságot 1945 januárjára sikerült 10 %-osra növelni. 1945 februárjában elkezdték alkalmazni Groves ötletét, amely szerint az egyik módszer gyártósorról lekerült végterméket alkalmazzák a másik módszer gyártósorának inputjaként. Így az S–50 hődiffúziós eljárásával készült, 1,4%-ra dúsított anyagot és a K–25 gázdiffúziós eljárással készült 5%-ra dúsított anyagot engedték át az elektromágneses Alfa-pályákon. 1945 augusztusára sikerült elérni, hogy a K–25-ről kikerült anyagot közvetlenül táplálják a Béta-pályákba.

#### Gázdiffúzió
A tudósok előtt 1848 óta ismert volt a Graham-törvény, amely szerint a gázok diffúziójának sebessége fordítottan arányos a részecskék tömegének négyzetgyökével. Erre a törvényre alapozva kísérletezték ki az izotópok szétválasztásának legígéretesebb, de mégis a legnagyobb kihívásokkal teli módszerét. Az elméletet alkalmazva, a gáz halmazállapotú anyagot egy féligáteresztő membránon átengedve a könnyebb molekulák gyorsabban fogják elhagyni a dobozt, mint a nehezebb molekulák, azaz ez utóbbiak visszamaradnak a dobozban. Az ötlet az volt, hogy ilyen dobozokból kaszkádszerűen kapcsoljanak össze jó párat, szereljék fel őket a gáz áramlást biztosító szivattyúkkal és membránokkal és így ahogy haladunk előre dobozról dobozra, mindegyikben egyre növekszik a koncentráció. A folyamat alapja az urán-hexafluorid volt, amely gáz halmazállapotban tartalmazta a kiinduló anyagot és annak izotópjait.
A hadsereg 1942 novemberében hagyta jóvá egy 600 fokozatú (600 dobozból és membránból álló) berendezés megépítését. 1942. december 14-én az M.W. Kellogg cég elnyerte a szerződést, hogy megépítse az üzemet, amely a K–25 kódnevet kapta, és megalakult a Kellex Corporation, amely az M. W. Kellogg Manhattan tervvel kapcsolatos tevékenységét fogadta magába. A terv gigantikus nehézségekkel nézett szembe. Az urán-hexafluorid erősen korrozív gáz volt és nem sikerült helyettesítő anyagot találni (a szivattyúk és motorok, valamint a membránok voltak elsősorban kitéve a korróziónak, ezért ezeket az eszközöket vákuum alá kellett helyezni. A legnagyobb kihívás annak a határfelületnek a megépítése volt, amely elég porózus mégis elég ellenálló a korróziónak. Edward Adler és Edward Norris galvanizált nikkelből épített egy lyukacsos szerkezetet a célra. Előbb az elkészült innovációk segítségével egy hatfokozatú tesztberendezést építettek a tudósok a Columbia Egyetemen, ám a gyakorlatban túl ridegnek és „morzsolódónak” bizonyult a határfelület. Nem sokkal később porított nikkelből született meg a Kellex, a Bell Telephone és a Bakelite Corporation által kínált, megfelelő megoldás. Groves végül 1944 januárjában rendelte meg a Kellex-féle megoldást és alapozta rá a későbbi gyártást.
A Kellex tervére alapozott gyártóüzem, a K–25 egy négyemeletes, 800 méter hosszú, U-alakú épületben kapott helyet. Ezt az épületet osztották fel 9 szekcióra, amelyben helyet kaptak a leválasztó dobozok, 6 szakaszban. A munka először egy földmérő brigáddal kezdődött, amely 1943 májusában állt munkába, hogy találjon egy kb. 2 km²-es területet az épület számára. A főépület munkálatai 1943 októberében kezdődtek meg és a hat gyártási szakaszra tervezett épület egésze 1944. április 17-én lett készen. 1945 folyamán Groves leállíttatta az üzem végső szakaszát és arra irányította a Kellexet, hogy tervezzen meg és építsen egy 540 egységből álló másik üzemet, amely a K–27 megjelölést kapta. A Kellex a munkába bevonta a Union Carbide-ot, aki megkapta az utolsó szakasz működtetését.
A K–25 gyártóüzem 1945 februárjában kezdte meg a termelését és ahogy a vízesésszerű rendszer egymás után kezdte meg szolgáltatni a dúsított urán alapanyagot, az egyre jobb és jobb minőségű lett. 1945 áprilisára a K–25 elérte az 1,1%-os dúsítást, majd elkezdték az S–50 hődiffúziós telep végtermékét inputként használni. Ezzel a módszerrel már a 7%-os dúsítást is sikerült elérni. Augusztusban minden további egység munkába állt. Végül a K–25 és K–27 a háború utáni periódusban futott a csúcsára és végül elhomályosítva minden más módszert, az új generációs üzemek prototípusává vált.

#### Hődiffúzió

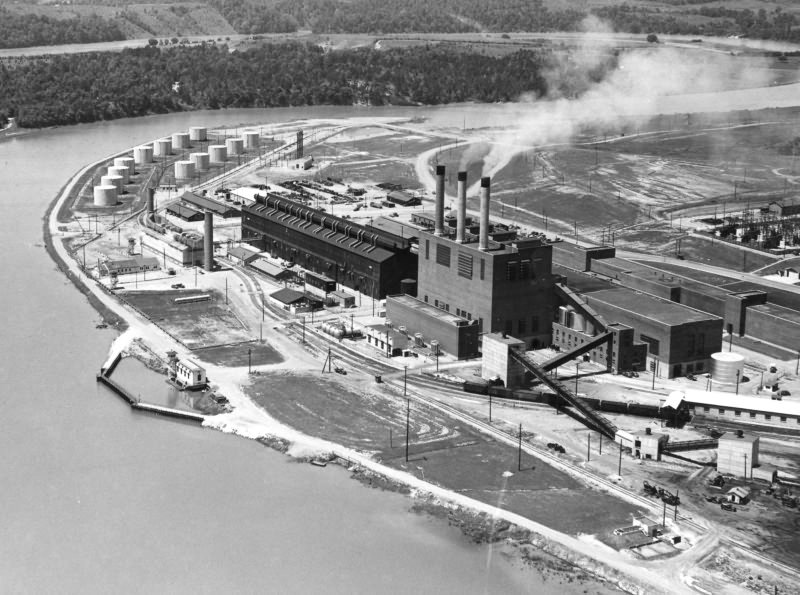
Az Oak Ridge-i S–50 üzem (a képen a sötét színű épület)

A hődiffúzió folyamatát Sydney Chapman és David Enskog elméletére alapozták, amely szerint, ha egy gázkeveréket egy hőmérsékleti lejtőre vezetünk, a nehezebb a hidegebb végén kezd koncentrálódni, míg a könnyebb a melegebb végén. Kezdetben ez csak egy kísérlet volt a haditengerészet berkein belül és nem is volt a Manhattan tervhez kiválasztott eljárások között. Még magával a kivitelezhetőségével kapcsolatban is kételyek voltak, de a hadsereg és a haditengerészet közötti ősi rivalizálás hajtotta előre. A Haditengerészeti Kutatólaboratóriumban tovább folytak a kísérletek, de vajmi kevés kapcsolat volt a Manhattan tervvel egészen 1944 áprilisáig, amikor William Parsons századoson, a Los Alamos-i fegyverzetfejlesztési tiszt hírét vette a kísérleteknek és elmesélte Robert Oppenheimernek. Oppenheimer szólt az ügyről Grovesnak, aki hamarjában engedélyezte egy üzem építését 1944. június 24-én.
Groves a clevelandi H. K. Ferguson Companyt bízta meg, hogy megépítse a hődiffúzión alapuló üzemet, amely az S–50 fedőnevet kapta. A tervek szerint összesen 2148 db 15 méter magas diffúziós oszlopot kellett 21 sorban elrendezni. Mindegyik oszlopban három koncentrikus cső volt elhelyezve. A hőlejtő előállításához gőzt használtak, amelyet a szomszédos erőműben állítottak elő. A beérkező gőzt 6,9 bar nyomáson, 285 °C-on táplálták be a legbelső 32 mm-es nikkel csőbe, miközben a két külső csőben 68 °C-os vizet keringettek. Az urán-hexafluorid egy belső rézcsőben áramlott, és az izotóp-szétválasztódás a réz és nikkel csövek között jött létre. Az építés 1944 július 9-én kezdődött és az S–50 részleges termelése szeptemberre indult be. A következő hónapokban számos technikai nehézség hátráltatta a gyártást, de 1945 júniusára összesen 5770 kg enyhén dúsított terméket állítottak elő.
1945 márciusában mind a 21 gyártósor üzembe állt és kezdetben az S–50 által gyártott végterméket az Y–12 gázdiffúziós üzemben használták fel továbbfinomítandó alapanyagként. A folyamatban az S–50 lett a kezdőlépcső, amelyben az urán-235-t a kezdeti 0,71%-ról 0,89%-ra dúsították. Ezt aztán betáplálták a K–25 gázdiffúziós üzemébe, amely nagyjából 23%-os dúsítást volt képes elérni. Majd végül ez a végterméket táplálták tovább az Y–12 elektromágneses üzemébe, ahol elérhették a maximális, 90%-os dúsítást, amely elegendőnek látszott a nukleáris fegyverben való alkalmazáshoz. Ezzel a módszerrel kb. 50 kg 89%-osra dúsított uránt szállítottak le 1945 júliusára Los Alamosba. Ezt az 50 kg-ot és még további, 50%-ra dúsított anyagot – a teljes mennyiség átlagos dúsítása 85%-ot ért el – használták fel a Little Boy nevű, első kísérleti atombombához.

## A plutónium
Az uránium mellett egy másik anyag is alkalmasnak mutatkozott hasadó alapanyagként bombagyártásra, igaz elsőre inkább elméleti lehetőségként. Az elmélet szerint egy uránt használó reaktorban a reakció során különböző anyagok keletkeznek, köztük a plutónium–239 (a természetben elenyészően kevés plutónium található természetes forrásokból). A reaktorban használt urán, amit neutronok bombáznak, nagyon hamar urán–239-cé alakul át amely tovább bomlik, előbb neptúnium–239-cé, majd plutónium–239-cé. A folyamat során kevés ilyen radióaktív bomlástermék keletkezik és kémiailag kell szeparálni az anyagot, de a végtermék remekül használható lesz bombakészítéshez hasadó anyagként.

### X–10 Grafitmoderátoros kísérleti reaktor

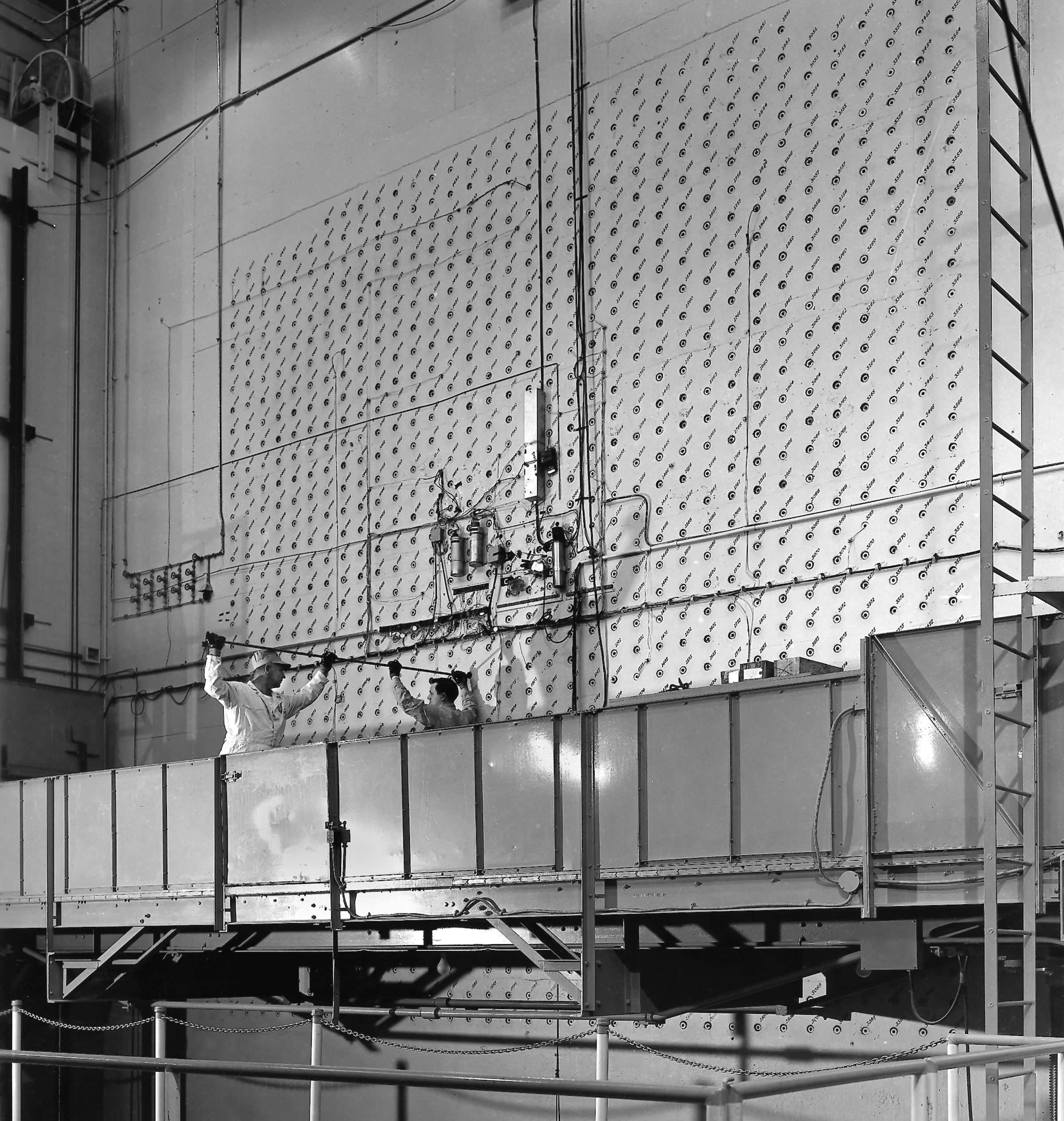
Az X–10 kísérleti reaktor

A plutónium előállítására először a DuPont állt neki egy kísérleti atomreaktor létrehozásának Oak Ridge-ben. Egy 0,5 km²-es alapterületű létesítményben próbáltak egy kisérleti projektet létrehozni, hogy siker esetén majd Hanfordban állítsák fel a végleges létesítményeket. A létesítmény egy léghűtéses, grafitmoderátoros reaktort, egy kémiai leválasztó üzemet és további kiszolgáló létesítményeket fogadott magába. Mivel nem sokkal később az a döntés született, hogy a végleges hanfordi reaktor vízhűtéses lesz, ezért csak a leválasztó tudott teljes értékű prototípus lenni Az X–10-es egy óriási grafitkockából (az oldalélei 7,3 m-esek voltak és 1400 tonnát nyomott) és 2,1 méteres nagy sűrűségű betonelemekből állt össze, amelyek a sugárzás leárnyékolását szolgálták.
A fő nehézséget az urán fűtőrudak előállítása jelentette. Az elemeket a Mallincrodt és a Metal Hydrides gyártotta. Az uránt alumíniummal borították be, hogy elkerüljék a korróziót és a hasadó anyagok bejutását a hűtőrendszerbe. Előbb a Grasselli Company próbálkozott egy nagy hőmérsékletű bemártásos technológiát, de kudarcot vallottak. Ezután az Alcoa próbálkozott, a konzervdobozok, vagy a sörösdobozok technológiáját alkalmazva, amelyhez egy varrat nélküli hegesztési eljárást fejlesztettek ki. A standard vákuumteszten az alumínium tokok 97%-a átment, de a magas hőmérsékletű tesztek a tokok 50%-ánál találtak hibákat. Ezzel együtt a gyártást 1943 júniusában elkezdték. Végül a Chicagói Egyetem Metallurgiai Laboratóriumában sikerült egy olyan korszerű hegesztési technikát kifejleszteni a General Electric részvételével, amely megoldotta a problémákat és az illetékesek elfogadtak megfelelő gyártási módszerként a rádióaktív fűtőelemekhez.
Az X–10 1943. november 4-én érte el a folyamatos működést, amikor a láncreakció önfenntartó és állandó lett, 27 tonna urán behelyezésével. Egy hét múltán az urán tömegét 33 tonnára emelték, amellyel az áramtermelése 500 kW-ra emelkedett, majd a hónap végére sikerült általa előállítani 500 mg plutóniumot is. A fejlesztések folytatódtak, amelyek eredményeként az áramtermelést nyolcszorosáig, egészen 4000 kW-ra sikerült emelni 1944 júliusáig. Az X–10 egészen 1945 januárjáig üzemelt termelőüzemként, ezután kutatási célokra adták át.

### Hanfordi reaktorok

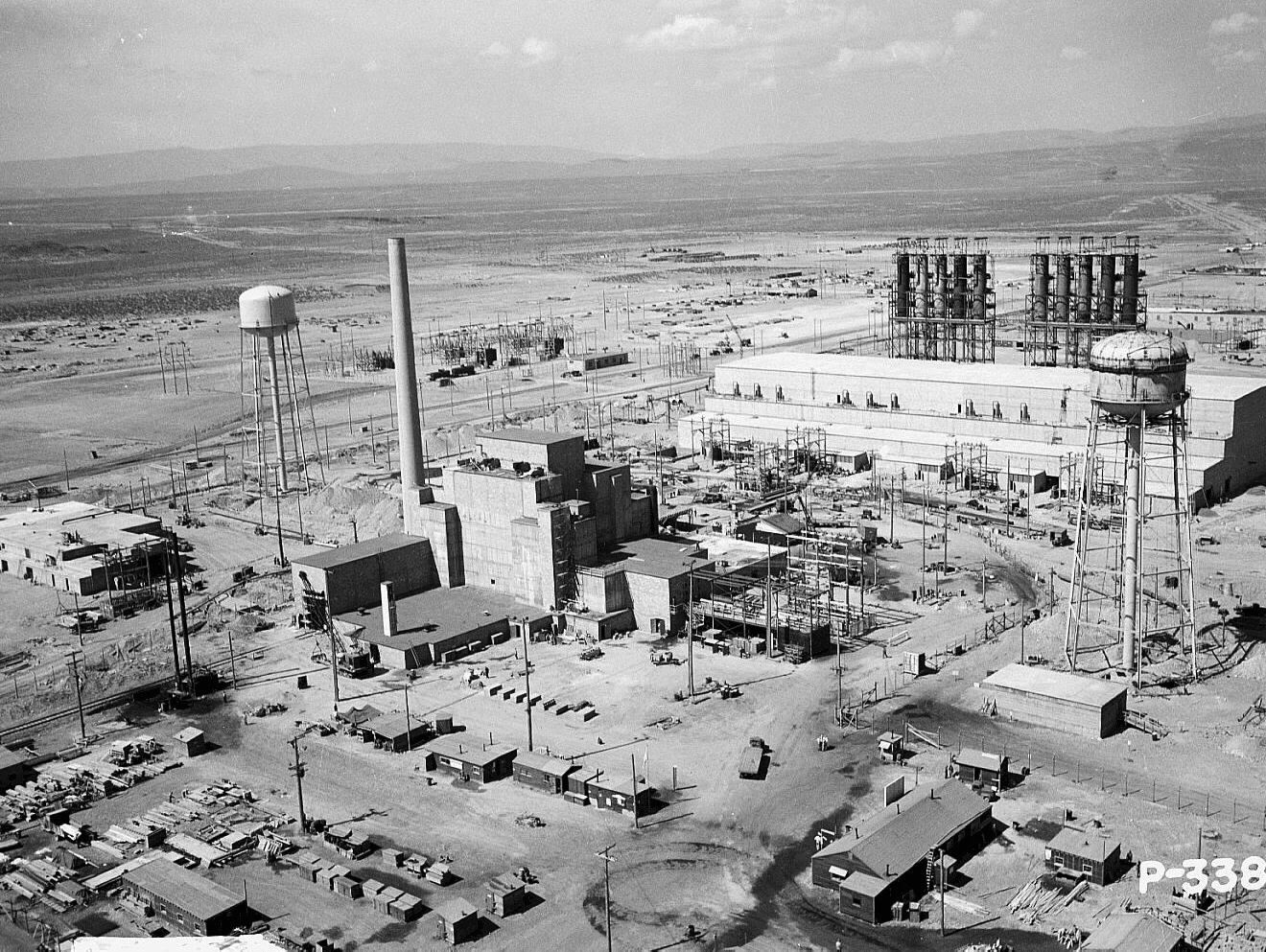
Épül a hanfordi B reaktor, 1944

A Manhattan terv illetékesei egy új, önálló, több atomreaktort magába foglaló erőmű létrehozásáról döntöttek, amelynek fő feladata plutónium előállítása volt. Ez a létesítmény lett a Hanford Engineering Works (HEW), amelyet a távoli Washington államban a Columbia folyó mentén, Hanford városa mellett hoztak létre. A létesítmény más, kísérleti reaktorok tapasztalataira épülve került megtervezésre, ezért még az utolsó pillanatig is változott a kialakítása. Eredetileg egy léghűtéses elrendezést választottak Hanford számára, azonban kiderült, hogy a nagy méretű reaktorok számára ez nem praktikus, számos hátránnyal jár. A tervezésbe bevont és az építésre kiválasztott DuPont és a chicagói Metallurgiai Laboratórium előbb egy hélium hűtési rendszerrel próbálkozott, majd megszületett a végleges terv, egy vízhűtéses rendszerrel, amely mindennél egyszerűbb és olcsóbb volt. Ez a kialakítás azonban nem született meg 1943 októberéig, ám addig a reaktorprojekt vezetője, Franklin Matthias ezredes a helyszín infrastruktúrájának megteremtésére, javítására koncentrált, lakóépületeket, utakat építve, vagy kiépítve egy vasúti szárnyvonalat, vagy elektromos távvezetékeket építve és megteremtve a jobb telefon-összeköttetést.
Magának az első, 250 MW-os reaktornak a létrehozása 1943. október 10-én kezdődött, amelyet még 5 másik követett. A reaktorokat betűkkel jelölték, „A”-tól „F”-ig, legelőször pedig a „B” építésére került sor. Az elhelyezésnél ügyeltek rá, hogy maximalizálják a távolságot az egyes reaktorok között. A „B” után még a „D” és az „F” építése kezdődött meg és a hatból ez a három reaktor lett az, amely a Manhattan projekt működési ideje alatt megépült. Az építkezések során 13 300 m³ betont, 350 tonna acélt 50 000 betontömböt és 71 000 betontéglát használtak fel a 37 méter magas épületek megvalósításakor. A reaktor építése az őt magába fogadó épület elkészültét követően, 1944. februárjában kezdődött. Az építkezést többen is felügyelték, így Compton, a Columbia Egyetemről, aki vezette az ottani plutóniummal kapcsolatos első kutatásokat, Matthias ezredes, az építkezés katonai projektvezetője, a DuPont elnöke, Crawford Greenewalt, Leona Woods, a világ első atomreaktorának építésében résztvevő egyetlen női tudós és Enrico Fermi aki például behelyezte az első urán fűtőelemet a reaktorba, megindítva ezzel annak működését 1944. szeptember 13-án. Pár napon belül az első fűtőelemet 838 további behelyezése követte, ezzel elérve a kritikus tömeget a láncreakcióhoz. 1944. szeptember 27-én pedig a szabályozórudak visszahúzásával megkezdődhetett a termelés. A művelet jól indult, azonban másnap hajnal 3:00 környékén a termelés energiaszintje elkezdett visszaesni, majd a reaktor autonóm módon leállt. Az üzemzavart kivizsgálták – elsősorban arra voltak kíváncsiak, hogy a hűtővízbe nem került-e sugárzó anyag – majd a következő napon újraindították a rendszert, ám az ismét ugyanúgy végződött, a reaktor rövid üzemet követően spontán leállt.
Fermi a jelenséget azonnal megkonzultálta Csien-Siung Vuval, a Berkeley részecskefizikusával, aki a xenonmérgezés jelenségével magyarázta a leállásokat, azaz azzal a folyamattal, amikor a maghasadás során olyan kémiai elemek jönnek létre, mint a xenon, cézium, jód, stb., amelyek nem vesznek részt a további láncreakcióban, sőt neutronbefogó-képességük miatt lassítják, vagy még inkább le is képesek állítani a láncreakciót. Az új, addig számításba nem vett jelenséggel kapcsolatban Fermi vezetésével azonnal számítások kezdődtek a legnagyobb mértékben jelen lévő xenon nukleáris hatáskeresztmetszetének megállapítására, amelyről kiderült, hogy 30 000-szeresen haladja meg az uránét. Ezen új tények ismeretében George Graves, a DuPont mérnöke javaslatára eltértek a Columbiától kapott tervtől, amely 1500 fűtőelemrudat helyezett el körkörösen és további 504 rúddal kitöltötte a szögletes reaktortér sarkait is. Bár a tudósok úgy vélték, hogy ez a megoldás idő és pénzpocsékolás, Fermi rájött, hogy megnövelt számú rúd behelyezésével a reaktor gond nélkül éri el a kívánt teljesítményt, a xenon „elég”, ráadásul a plutóniumtermelés is a vártak szerint alakul.

### Plutónium-szétválasztási folyamat, plutóniumgyártás

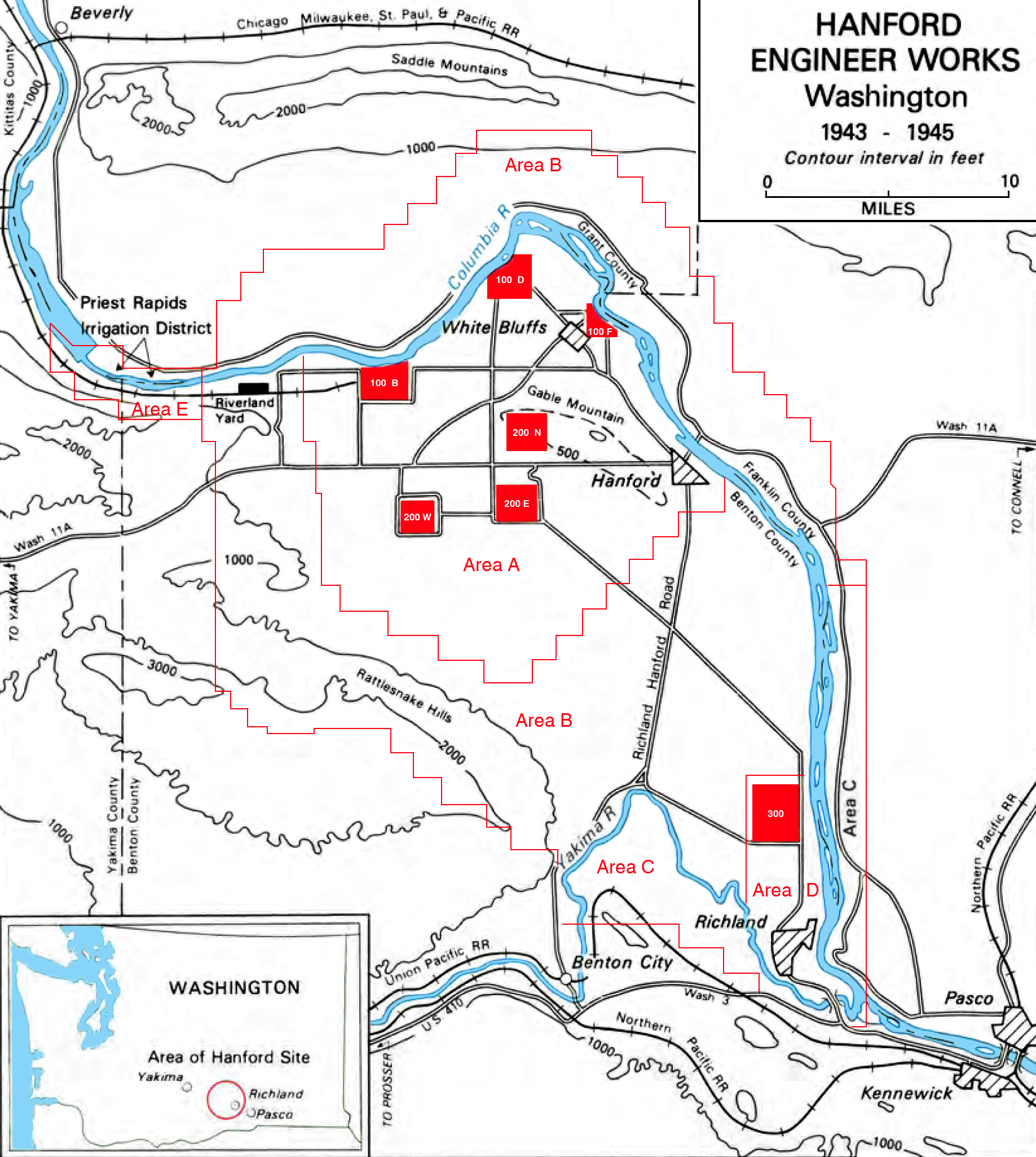
A Hanford Engineer Works térképe a Columbia-folyó mentén

A plutónium, mint atombomba alapanyag inkább csak elméleti lehetőségként létezett a projekt kezdetén, annyira kevés ismeret létezett erről a kémiai elemről. Lényegében a tudósok még a kémiai tulajdonságait sem ismerték, így nehezen volt egyáltalán meghatározható, hogy milyen ismérvére lehet építeni egy szétválasztási folyamatot és még a vizsgálható anyagmennyiség is igencsak limitált volt, csak az a néhány grammnyi létezett, amelyet a kísérletek során a Chicagói Egyetem Metallurgiai Laborjában hoztak létre. Ezzel a minimális mennyiséggel kísérletezve fejlesztette ki a Charles Cooper vezette tudóscsoport az ún. lantán-fluorid folyamatot (egyfajta elektrokémiai szétválasztást), amellyel azonnal megindult egy kisérleti projekt a gyártás megvalósíthatóságát kutatandó. Ezzel lényegében párhuzamosan kezdtek kísérletezni a Berkeley-n egy másik kémiai folyamattal, amit bizmut-foszfát folyamatnak kereszteltek és amelyben több fázisban különböző kémiai anyagok hozzáadásával és kémiai reakciók során keresztül a folyamat végén kinyerhették a reaktorban használt fűtőelemekből a tiszta plutóniumot. A garast végül Crawford Greenewalt tette le a DuPonttól, aki az utóbbi folyamatot favorizálta a lantán-fluorid folyamat ellenében, mivel az utóbbi erősen korrozív volt, így végül a hanfordi reaktorok számára a bizmut-foszfát szétválasztást választották a plutónium gyártásának, kinyerésének módszeréül. Mihelyt a kísérleti X–10 reaktor elkezdte a plutónium előállítását, egy szintén kísérleti, prototípus szétválasztó telepet hoztak létre. A legelső legyártott tételben 40%-os tisztaságot sikerült elérni, majd később ezt fokozatosan sikerült 90%-osra emelni.
A hanfordi telep egy óriási, 1730 km²-en (173 287 hektáron) elterülő óriási övezet volt, amelyben a különböző célú létesítményeket számok és betűk szövevényes rendszerével jelöltek. 100-as jelölést kaptak a reaktorépületek, amelyekből három épült a Columbia-folyó egyik kanyarulata mellé, 100-B, 100-D és 100-F jelölésekkel. Ezektől délre kaptak helyet a 200-as számmal jelölt szeparációs területek, amelyek 200-W(est) és 200-E(ast) jelölést kaptak és eredetileg négy-négy létesítményt foglaltak magukba, amelyet később U és T jelöléssel két telepre redukáltak helyszínenként. Minden telepen négy létesítmény állt: leválasztó cellák, vagy „kanyonok” (221-es kódmegjelöléssel), egy koncentráló helységgel (224-es kóddal), egy anyagtisztító épülettel (231) és egy üzlettel (213). Ezen létesítmények központi egységei az ún. kanyonok voltak, amelyek 240 méter hosszú, 20 méter széles mélyedések voltak és mindegyikben negyven 5,4 × 4,0 × 6,1 méteres cellák voltak sorban elhelyezve. Az érdemi munka ezekben a cellákban zajlott, ahol az anyagok szétválasztását végezték, az óriási szintű radioaktivitás miatt távirányítású eszközökkel és zártláncú televíziós rendszereken keresztül (az 1940-es évek elején ez amolyan sosem hallott, elképesztő „űrtechnika” volt). A karbantartást is híddaruk és speciális eszközök segítségével végezték. Végül legdélebbre, a folyó egy másik kanyarulata mentén kapott helyet a 300-as kóddal ellátott terület, ahol a tesztanyagoknak szánt raktárak, összeszerelőhelyek a kalibrációs eszközöknek, az urán fűtőelemek foglalótokokba zárását végző műhelyek és egy apró teszt reaktor kaptak helyet, afféle kiszolgáló területként.
Legelőször a 300-as jelű területek létesítményeinek megvalósítása kezdődött meg, ám később mégis ezzel kerültek az építők lemaradásba az időtervekhez képest, tekintve az ezen területen létrehozandó létesítmények komplexitását és a háború miatt anyag- és munkaerőhiányokat. Jobban haladt a munka a 200-as jelű területeken, ahol a 221-T és a 221-U munkái 1944 januárjában kezdődtek, előbbi szeptemberben, utóbbi decemberben állt készen. A következő a 224-T és 224-U épületek elkészülte volt, előbbi 1944 októberében, utóbbi 1945 februárjában. Utoljára a 231-es épületeknek kezdtek neki, ahol a plutónium végső tisztítása folyt. Nehezítette a folyamatot, hogy az építkezés 1944. április 8-i kezdésének pillanatában még nem állt rendelkezésre az a tisztítási folyamat, amelyre az épületet emelték. A létesítmény az 1944-es év végére készen állt. 1945. február 5-én az elkészült és szolgálatba állt létesítmények sikereként Matthias ezredes feladta Los Angelesben egy Los Alamosba induló szállítógépre az első 80 gramm, 95%-os tisztaságú plutónium-nitrát szállítmányt.

## Az Y projekt

### Projektindítás

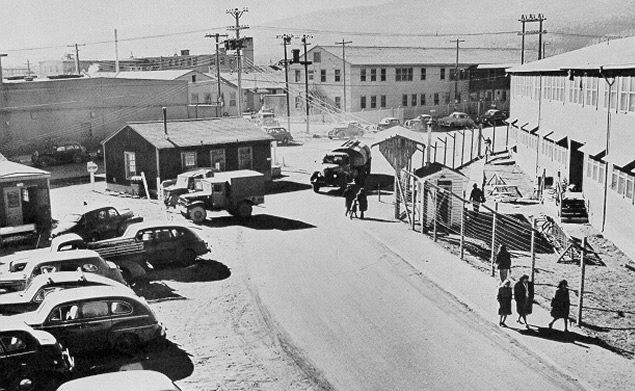
A kutatási körzet részlete Los Alamosból, 1944 körül

A Manhattan-terv a legtöbb laikus szemében a valóságnál sokkal leegyszerűsítettebb formában jelenik meg: top tudósok egy nagy csoportja elvonult a sivatagba és megalkották az atombombát. Miközben ez egy nagyon leegyszerűsített és a teljes projektnek egy sor elemét figyelmen kívül hagyó értelmezése, mégis igaz, hogy magán a Manhattan terven belül volt egy afféle magprojekt, a Project Y, amely valóban ezt a központi részét fedte le a teljes esemény- és folyamatsornak.
Enrico Fermi és Robert Oppenheimer szervezésében 1942 június–júliusában tudósok két fontos találkozójára is sor került: az elsőre júniusban a Chicagói Egyetemen, a másodikra júliusban a Berkeley-n. Ezeken a találkozókon a tudósok egyrészt megerősítették, hogy a csak nemrégiben lefektetett maghasadási elméleti alapokon egy bomba elméletileg létrehozható, majd tovább is mentek, lehetséges bomba koncepciók lefektetésével. Ehhez azonban megállapították, hogy számos területen további kutatásokra van szükség, úgy elméleti kutatásokra, mint gyakorlati kísérletekre. Az hamar nyilvánvalóvá vált, hogy ezekre a kutatásokra az erre szakosodott elmék minél koncentráltabb részvétele szükséges. Korábban is kezdődött már próbálkozás egy kísérleti kutatóműhely felállítására, amikor az OSRD S–1 szekciójának vezetője, Arthur H. Compton egy tudóscsapatot állított fel, hogy a bomba megvalósításának legnagyobb elméleti problémáját, az ún. gyors neutron kalkulációt megoldják, amely tudóscsapat vezetője lett Gregory Breit, annak asszisztense pedig Robert Oppenheimer. Breit lemondott tisztségéről, így Oppenheimer léphetett a helyébe. A gyors neutron kalkulációt és ezáltal a megkívánt kritikus tömeg számításokat is sikerült megoldani. A Fermi és Oppenheimer rendezte konferenciákon már felvázolták egy bomba előállításának elméleti, technikai részleteit is, így a hasadó anyag „összelövését” alkalmazó puskacső típus és az anyag egy pontba robbantását célzó implóziós technológiák primitív változatait is. A két egyetemi konferencia végeztével a résztvevők viszonylag világos képpel rendelkeztek az atombomba létrehozását illetően. És még egy dolog lett világossá: mindenkit lenyűgözött Robert Oppenheimer rátermettsége, hogy milyen hatékonyan fogta össze akár még a legnehezebb természetű kollégáit is. Emellett Oppenheimer megfogalmazta abbéli véleményét, hogy miközben a dolog fizikát érintő részét illeti, azon már erős fogást sikerült találni a tudóstársadalomnak, de a műszaki, kémiai, fémtudományi és katonai részeihez még további széleskörű munkára van szükség. És ehhez a munkához egy olyan környezetre van szükség, ahol a résztvevők szabadon megvitathatják egymással a problémákat, miközben a munkaszervezés lehetővé teszi, hogy kiiktassák a felesleges párhuzamokat.
1942. szeptember 23-án nevezték ki a Manhattan projekt élére James Marschall ezredes helyett Leslie Groves tábornokot. Groves a projekttel való ismerkedést rögtön azzal kezdte, hogy meglátogatta a Berkeley-n Ernest Lawrencet és itt találkozott Robert Oppenheimerrel is. A tudóscsoportból éppen Oppenheimer volt az, aki tájékoztatta október 8-án Grovest a bombát érintő elméleti munkáról. Groves annyira érdeklődött az Oppenheimer által elmondottak iránt, hogy azonnal felállított egy önálló bombatervező labort. Október 15-én ismét találkozott Groves és Oppenheimer Chicagoban, ahol a tábornok beszélgetésre invitálta a fizikust. Az idő szorítása miatt – Grovesnak a New Yorkba tartó vonatra kellett szállni  – Groves meghívta Oppenheimert, hogy kísérje el őt az úton, ahol aztán egy kupéba összeülve James C. Marshall-lal, Kenneth Nicholsszal, lényegében lefektették az elvi alapokat, hogyan kéne egy atombomba készítő labort felállítani. Kicsit később Groves meghívta Oppenheimert Washington D.C.-be, ahol szintet léptek és Vannevar Bush és James Conant előtt is elmondhatta a fizikus a vonaton már kifejtett nézeteit. Az események hatására 1942. október 19-én Groves megalapította a bombakészítő labort. A labor a Project Y nevet kapta. Leslie Groves pedig Oppenheimert jelölte ki a titkos bombalabor igazgatójaként 1942. október 19-én, dacára a rengeteg kérdőjelnek, amelyek egyrészt Oppenheimer kérdéses politikai beállítottságával és ezzel karöltve titoktartási megbízhatóságával voltak kapcsolatosak, másrészt hiányos tudományos és vezetői reputációjáról szóltak.

### Fejlesztések

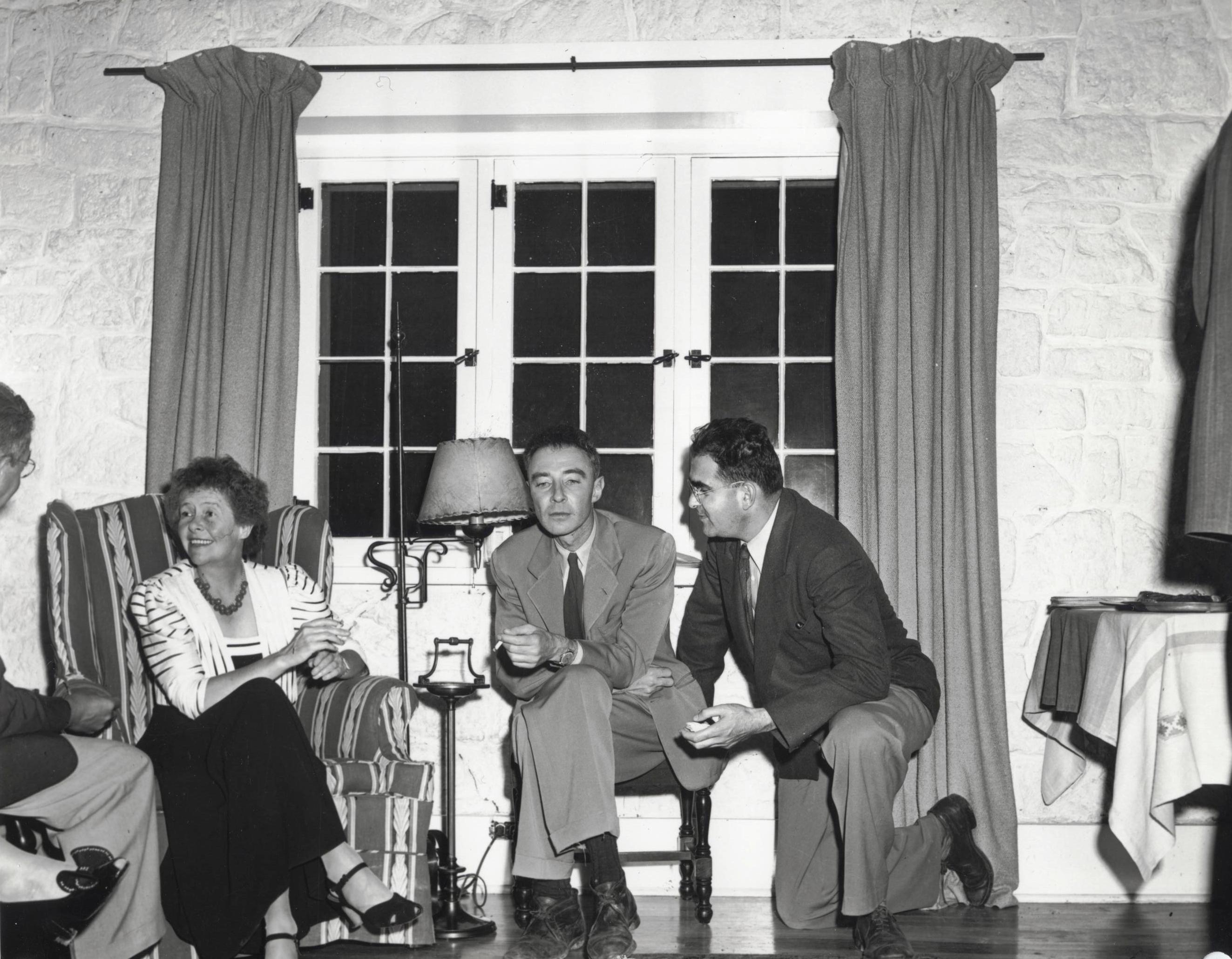
Isidor Isaac Rabi, Dorothy McKibbin, Robert Oppenheimer és Victor Weisskopf az Oppenheimer-házban Los Alamosban 1944-ben

A Project Y fejlesztései a megfelelő helyszín kiválasztásával kezdődtek. Elsőként az a kézenfekvő lehetőség merült fel, hogy a Chicagói Egyetem Metallurgiai Laborja mellett, vagy esetleg a tennesseei Oak Ridge-ben, a Clinton Engineering Works telephelye mellett hozzák létre a bázist, mivel mindkét helyszín kulcsszerepet kapott az erőfeszítésekben. Ám a két helyszínnel kapcsolatban pont az az ellenérv merült fel, hogy túl frekventált helyen vannak és inkább valamilyen távoli lokáció kellene, ahová el lehet vonulni és szabadon megbeszéléseket folytatni, annak veszélye nélkül, hogy valami kiszivárog, vagy esetleg könnyebben kém férkőzik a titkos projekt közelébe. Ilyen távoli helyek is felmerültek és volt egy, amelyet Oppenheimer különösen favorizált, Új-Mexikóban, Albuquerque mellett, a Sangre de Cristo-hegység lábánál, ahol neki is volt egy saját kis rancha. Annak ellenére, hogy a mérnökök aggódtak a gyenge úthálózat és a vízellátás várható nehézségei miatt, végül a projekt vezetői ezt a helyszínt választották. A Hadügyminisztérium hamarjában megkezdte a kisajátítási eljárást és 22 000 ha földterületet sajátítottak ki úgy, hogy 3600 ha már amúgy is állami tulajdonban volt korábban, továbbá az USA Mezőgazdasági Minisztériuma utasította az Egyesült Államok Erdészeti Szolgálatát, hogy bocsásson a projekt rendelkezésére további 18 300 hektárnyi területet „addig, ameddig a katonai szükséghelyzet fennáll”. Később az új utak, vagy a kialakuló települést ellátó távvezetékek igénye miatt további 18 509 hektár megvásárlására is sor került. A terület központját a már meglévő Los Alamos Ranch Iskola jelentette, amelyet 350 000 dollárért vásárolt fel az amerikai kormányzat, majd tette meg Oppenheimer a már álló létesítmények okán a kutatóbázis központjának.
A hely választásánál a Los Alamos Ranch School megléte is egy fontos szempont volt, amely eleve 54 meglévő épületet jelentett, összesen 4332 m² lakható, használható alapterületen, illetve további 2746 m² kiszolgáló létesítmény is tartozott hozzá rögtön az indulásnál. A további szükséges építkezéseket nem is a Manhattan Katonai Körzet illetékes műszaki alakulataira bízták, hanem a helybéli, Albuquerque Műszaki Körzet alakulatára, amely egészen 1944 márciusáig látta el az építkezésekkel kapcsolatos feladatokat.
Oppenheimer kezdeti becslése 50 tudósról és 50 technikusról szólt, akinek a szükségleteire kellett alakítani a helyszínt. Groves óvatosságból ezt megtriplázta és 300 fővel számolt. A projekt azonban jelentősen túlnőtte mindenki várakozását, 1943 végére 3500 fős populációt számlált a Los Alamos Laboratórium (beleértve a családtagokat is), 1944 végén 5700 főt, 1945 végén 8200 és 1946 végén 10 000 fő volt a „lakosság”. Ehhez az óriási bővüléshez kellett a Hadseregnek megteremtenie a lakhatási feltételeket, amelynek nem mindig tudtak eleget tenni. Egyrészt volt olyan eset, amikor annyira nem tudtak lakhatást biztosítani, hogy a szomszédos Frijoles Canyonban kellett elhelyezést keresni számukra, másrészt mivel sem a szennyvízrendszer, sem az elektromos rendszer nem tudott lépést tartani az igényekkel ezért a víz és áramkorlátozások mindennaposak voltak.

### A kutatások

Az implóziós bomba felépítése

Az ágyúcső kialakítású bomba vázlata

A munka először is egy modell felállításával kezdődött, hogy hogyan megy végbe a maghasadás és ez alapján hogyan határozható meg az a kritikus tömeg, amely az urán-235-re vonatkozik, amelyből majd láncreakció alakul ki. A legelőször erre a problémára adódó megoldás egy 25 kg-os szerkezetet adott ki, igaz, hogy ebben még végtelenül sok leegyszerűsítés volt: a hasadóanyagot körbevonó „terelő anyag” tökéletesen fed, az összes neutron sebessége egyforma és állandó, az összes neutronütközés rugalmas, a neutronok mindegyike izotróp módon szóródik és hogy a neutronok közepes szabad úthossza a magban és a terelőnél ugyanakkora. A következő hónapok ezeknek az attribútumoknak a finomításával telt. Ugyanakkor mivel minden formula annyit ér, amilyen minőségűek a bemeneti adatok a számos ismeretlen – mint a plutónium ismeretlen hatáskeresztmetszete, vagy az a tény, hogy a labornak mindössze 1 gramm urán-235 és mikrogrammnyi plutónium állt rendelkezésére, amelyeken a méréseket kellett volna végezni – miatt újabb és újabb kísérletekre szorultak. Amikor a labor újabb 165 μg plutóniumhoz jutott, végre meg tudták határozni az egy maghasadásra jutó neutronok számát és azt is, hogy ez a plutóniumnál az urán-235 értékének 1,2-szerese. Sikerült megmérni, hogy a neutron mennyi idő alatt nyelődik el az urán–235 magban hasadáskor, amely kevesebb, mint 1 nanoszekundumra adódott.
A nyert adatokból a tudósok továbbléphettek. Egyrészt Neumann János vezetésével meghatározták magának a robbanásnak a hatásmechanizmusát és a rombolóerejét is. Másrészt elindulhatott az addig csak szintén elméleti modellként létező működési módok végső kialakítása. Az eredmények oda vezettek, hogy két működési móddal, három bombát építenek, amelyekben plutóniumot és uránt is használnak. a két működési elv egyike az ún. „ágyúcső kialakítás”, amelyben – nagyon leegyszerűsítve – egy cső két végében helyezték el az együtt kritikus tömeget jelentő hasadóanyagot és az egyik végben elhelyezkedő anyagmennyiséget átlőtték a cső másik végébe és az dugószerűen robbant bele a fogadó csővégben hengerszerűen elhelyezett anyagba. A másik működési elv az ún. implóziós technológia volt, amelyben egy gömb külső palástján elhelyezett hasadóanyagot „robbantottak össze” a gömb középpontja felé, így koncentrálva egy helyre a kritikus tömegeget. A kétféle módszerre háromféle bombát kezdtek építeni, amelyek nevet is kaptak: Thin Man (Karcsú Ember), Fat Man (Kövér Ember) és Little Boy (Kisfiú).
Az egyes kísérleti bombák nevei elvileg a megjelenésükből ered, de irodalmi, művészeti eredetük is volt. A Thin Man egy hosszú, vékony szerkezet volt és neve Dashiell Hammett azonos című detektívregényéból eredt. A Fat Man pedig éppen egy nagy, dagadtra hízott gömbre emlékeztetett és a nevet A máltai sólyom c. Humphrey Bogart film egyik karaktere, a Sydney Greenstreet által alakított Kasper Gutman ihlette. A Little Boy bombaterv kisebb volt a társainál és ugyancsak A máltai sólyomból merítette nevének eredetét, az Elisha Cook alakította Wilmer Cook figurájától.
A Thin Man egy „ágyúcső típusú” plutóniumbomba lett volna, ám ez fejlesztési zsákutcának bizonyult, mivel kiderült, hogy a plutónium spontán maghasadási rátája túl magas ahhoz, hogy egy ágyúcső típusú szerkezetben alkalmazzák, ezért ezt a fejlesztési irányt elvetették. A Little Boy a Thin Man fejlesztési kudarcát kiküszöbölendő, egy szintén ágyúcső-típusú bomba volt, azonban ez urán-235 töltettel rendelkezett. A Fat Man pedig a másik bombakészítési filozófiát, az implóziós technológiát képviselte, plutónium töltettel, mivel ehhez a technológiához jobban illett az anyag (megjelenésében, és abból kapott nevében is mutatta a másik fejlesztési irány: egy óriási gömb volt, ezért lett Fat (kövér) a munka- és beceneve). Utóbbi két eszköz és az általuk megtestesített fejlesztési irányok sikeresnek bizonyultak és később mindkét eszközt bevetették Japán – a Little Boyt Hirosima, a Fat Mant Nagaszaki – ellen. A bomba magját sokkal konvencionálisabb fegyverkomponensekkel kellett kiegészíteni, hogy az bevethető legyen, így az ágyúcső kialakítás egy valódi, ám az új cél paramétereinek megfelelő ágyúcsövet kívánt meg, illetve mindkét eszköznek szüksége volt egy mechanizmusra, amely működésbe hozza a töltetet, amelyet végül egy radaros magasságmérőből alakítottak ki (a bombáknak a nagyobb rombolóerő elérése miatt nem a földbe csapódva kellett detonálniuk, hanem a levegőben, kis magasságban kellett működésbe lépniük).
A fejlesztésekhez a fegyverként való alkalmazás előtt szükség volt egy tesztre, hogy mindaz, amit elméletben kiszámítottak és valószínűsítettek, a valóságban is működik-e. Ehhez létrehoztak egy, a Fat Manével megegyező, csak a harci körülmények közötti alkalmazáshoz szükséges részleteket nélkülöző teszteszközt, amelyet a tudósok „A Kütyü” („The Gadget”) néven emlegettek (hivatalos megnevezése az Y-1561 berendezés volt). 1945. július 16-án ezt az eszközt próbálták ki sikerrel a sivatagban Trinity-teszt néven.

### Az első atombomba teszt, a Trinity
A fejlesztések, illetve az összes további helyszínen végzett munka (az urán-235 és a plutónium előállítása elsősorban) 1945 nyarára ért el arra a pontra, amikor össze lehetett építeni egy kísérleti eszközt és ki lehetett próbálni a gyakorlatban az atombomba működését. Az eszköz – a tudósok által A Kütyünek nevezett szerkezet – Los Alamosban öltött testet. Ehhez összeépítették a szerkezetet és kiválasztották a helyszínt, ahol majd felrobbantják azt. Összesen nyolc jelölt versenyzett, amelyből az illetékesek végül kiválasztották az Alamogordo lőtéren fekvő, sík, sivatagi pontot (az Alamogordo lőtér 1945. július 9-én, egy héttel a tesztrobbantás előtt új nevet kapott: White Sands próbalőtér). A teszthelyszínnel szemben az volt a fő követelmény, hogy legyen izolált és néptelen (egyetlen probléma az volt, hogy ugyan a közelben nem, de a helyszín 240 kilométeres (150 mérföldes) környezetében kb. félmillió ember élt és a Manhattan terv orvosszakértői szerint a 150 mérföldes körzetnek kéne üresnek lenni, ám ettől erre az egy robbantásra eltekintettek és csak a Manhattan-terv után lett a követelmények közé emelve a tesztrobbantások helyszíne körüli sáv.
Az előkészületek – egy 100 tonnányi hagyományos robbanószerrel végzett robbantás, amellyel a mérőműszereket kalibrálták, illetve a pontos helyszín kijelölése és egy 30 méter magas torony építése, amelyre majd felfüggesztették A Kütyüt – megtétele után a tudósok 1945. július 18-21 közöttre jelölték ki a bomba tesztjét, mivel az időjárási előrejelzések erre az időszakra jelezték az optimális időjárást. Ám a nagypolitika másképpen akarta: 1945. július 16-tól rendezték a potsdami konferenciát, amelyen a szövetséges vezetők, Harry Truman, Joszif Sztálin és Clement Attlee fontos háborús kérdésekről folytatott megbeszélést és az amerikai elnök ragaszkodott hozzá, hogy a konferencia megnyitására már a teszteredményének ismeretében tudjon elmenni, hogy aztán a tárgyalópartnereinek felfedje, hogy országa már rendelkezik a háborút végleg eldöntő, irtózatos erejű fegyverrel. Bár az időjárás éppen kedvezőtlen volt a Truman által megkívánt időben, felkészültek a tesztrobbantásra a sivatagban, ahol aztán szinte percekkel a kijelölt időpont előtt vonult tovább a zivatar, hogy az időjárás is hagyja lebonyolítani a tesztet.
Helyi idő szerint hajnali 5:29:21-kor (11:29:21 UTC) működésbe hozták a bombát, amely 24.8 ± 2 kilotonna TNT (103.8 ± 8.4 TJ) erejével detonált. A robbanás hatásai megdöbbentették a tudósokból és katonákból álló megfigyelőket, akik a robbanás epicentrumától kilométerekre felállított megfigyelőhelyükről, illetve két, a légtérben köröző B–29 bombázóról figyelték az eseményeket. A robbanás ereje egy 80 méter széles és 1,4 méter mély krátert vájt a sivatagba, miközben a torony, amelyre a bombát függesztették, lényegében eltűnt. A sivatagi homok, amely főként szilícium-dioxidból épült fel, megolvadt és egy 300 méteres körön belül olvadt, zöld üveggé vált, amely új ásványt trinitit névre kereszteltek a tudósok. A robbanáskor egy, végül 12,1 kilométer magasra emelkedő gombafelhő keletkezett és a megfigyelők arról számoltak be, hogy a környező hegyek „nagyobb fényben fürödtek, mint nappal” és emellett „olyan hő támadt, mint egy kemencében”. A robbanás keltette lökéshullám és az azzal utazó hanghullám 40 másodperc alatt érte el a távoli megfigyelőhelyen helyet foglaló tudósokat és még 160 kilométeres távolságban is hallható volt.
A robbanást figyelő tudósok mindegyike a megdöbbenésről számolt be, hogy milyen erőket szabadítottak fel. Oppenheimer úgy emlékezett meg, hogy ezen erők láttán a hinduk szent könyvéből a Bhagavad-gítából jutottak eszébe idézetek:
दिवि सूर्यसहस्रस्य भवेद्युगपदुत्थिता। Ha ezer nap ragyogása robbant volna az égboltra,
यदि भाः सदृशी सा स्याद्भासस्तस्य महात्मनः।। az lett volna olyan ragyogó, mint az ő hatalmassága.
illetve évekkel később egy még rövidebb idézetet érzett a leghelyénvalóbbnak a robbanás jelenségének leírására, amelyben Visnu isten a Bhagavad-gítából próbálja bátorítani Ardzsunát:
Most én leszek a Halál, világok pusztítója

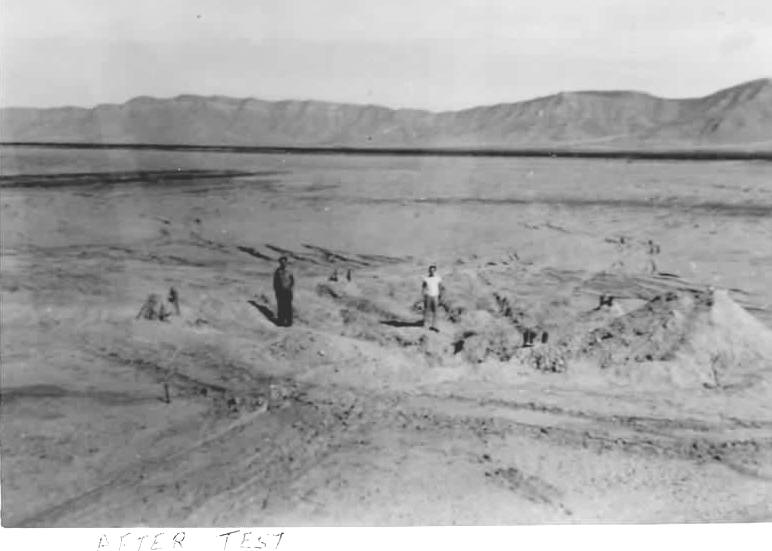
A robbanás epicentruma a tesztet követően
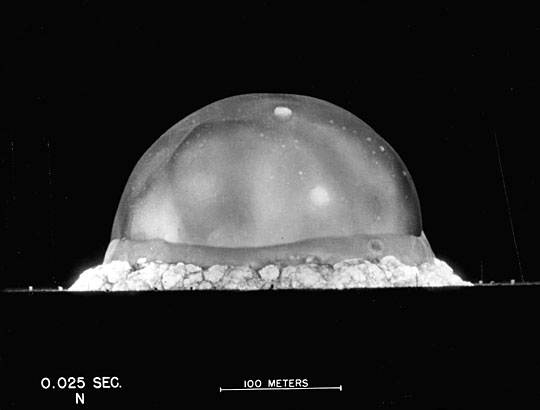
A Trinity detonációja 25 ezredmásodperccel a robbanást követően. A megjelenő tűzgömb tetőpontja ezen a képen hozzávetőleg 200 méter magasságban volt a képkészítés pillanatában
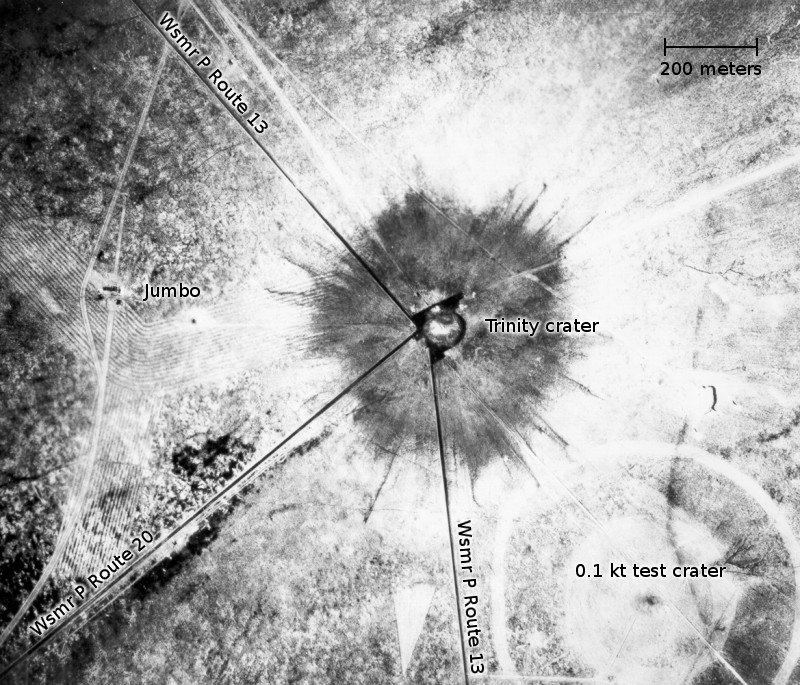
Egy légi felvételen a Trinity-kráter röviddel a tesztet követően. A kisebb kráter a délkeleti sarokban a korábbi, kalibrációt elősegítendő elvégzett TNT-előteszt robbantásból származik 108 tons of TNT (450 GJ)

## A Manhattan terv helyszínei

A Manhattan terv összes fontosabb helyszíne a térképen

### Oak Ridge
Az atombomba előállítása a kutatóhelyek mellett gyártókapacitásokat is igényelt, legfőképpen a fő alapanyagok, mint a dúsított urán, vagy a plutónium előállítására. A hadsereg javaslatára az egyébként különböző célú létesítményeket egyetlen helyre tervezték telepíteni, ami leegyszerűsítette a biztonsággal és az építkezéssel kapcsolatos szempontokat. Szempontok között volt még, hogy az ipartelepen több ezer embernek kellett dolgoznia, ezért a gyártóüzemeket és az emberek lakhatását is ugyanott kellett megoldani, természetesen megfelelő biztonsági szeparációval – a plutóniumgyártó üzemnek egy 3,2–6,4 kilométerig terjedő biztonsági sávot kellett elhagyni, ahol semmiféle létesítmény nem lehetett arra az esetre, ha bármiféle hasadó anyag kiszabadul az üzemből. Ezek a szempontok egy távoli, elhagyatott helyre tettek bármilyen létesítményt, azonban figyelemmel kellett lenni arra, hogy munkaerővel is el kellett látni az üzemeket, azaz nem lehettek teljesen néptelen körzetben és/vagy könnyen megközelíthetőnek, utakkal jól ellátottnak kellett lenne. Egyéb kritériumok – mint például ha hegyek tagolják a választott vidéket, az segít meggátolni a veszélyes anyagok tovaterjedését egy esetleges robbanás esetén, illetve a hadsereg saját belső szabályrendszere, hogy nem telepíthető hadianyagüzem az USA területén a Sierra Nevada, vagy a Cascade-hegységtől nyugatra, valamint az Appalache-től keletre és a kanadai, vagy délen a mexikói határhoz képest 320 km-en (200 mérföldön) belül – számos ilyen jelölt emelkedett kiválasztásra.
Amikor Leslie Groves megkapta a kinevezését a Manhattan projekt élére 1942. szeptember 23-án, már aznap délután vonatra ült, hogy Tennesseebe látogasson, az egyik lehetséges helyszínre, ahol úgy látta, hogy olyan helyet talált, amely „még sokkal jobb választás is, mint amit előre gondoltam”. Gondolatát hamarosan tett követte és utasította a hadsereg Ingatlan Mérnöki parancsnokságát, hogy indítsák el a terület kisajátítását. A hely előbb hivatalosan a Kingston Semlegesítő Lőtér nevet kapta, amelyet 1943 januárjában Clinton Engineer Works (Clinton Művek) kapta, kódneve pedig Site X lett. Az üzemek mellé egy új települést hoztak létre, amely az Oak Ridge nevet vette fel. Érdekes módon a területnek csak a postacíme lett Oak Ridge, míg közigazgatásilag csak 1947-ben nyerte el a terület a nevet hivatalosan. 

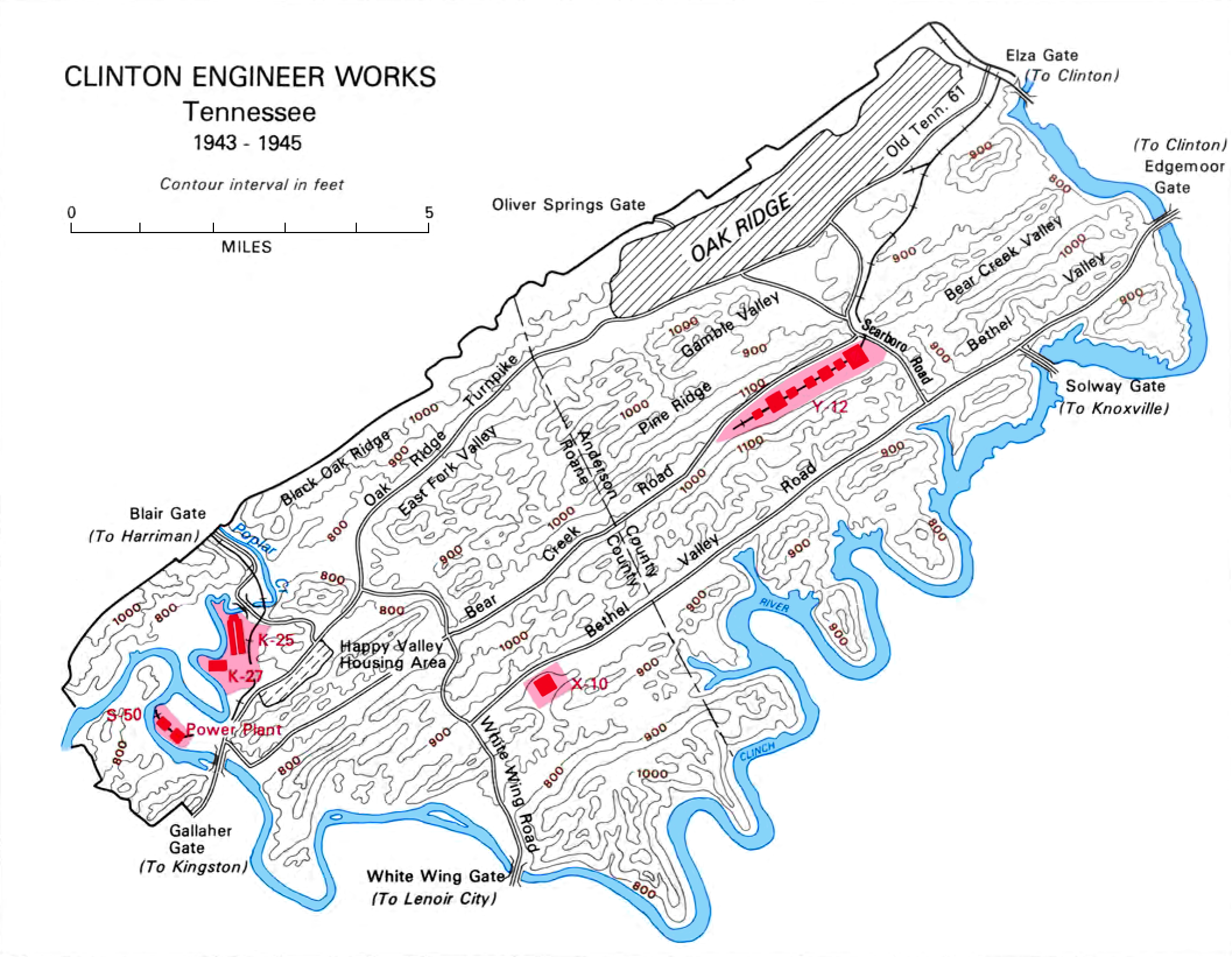
Oak Ridge, a Clinton Engineer Works térképe, az Y-12 elektromágneses elválasztó üzemmel (jobbra fenn), a K-25 és K-27 gázdiffúziós teleppel (balra lent) és az S-50 hődiffúziós üzemmel (a K-25 mellett balra), az X–10 (középen) pedig kísérleti plutóniumüzem volt

#### X–10 reaktor

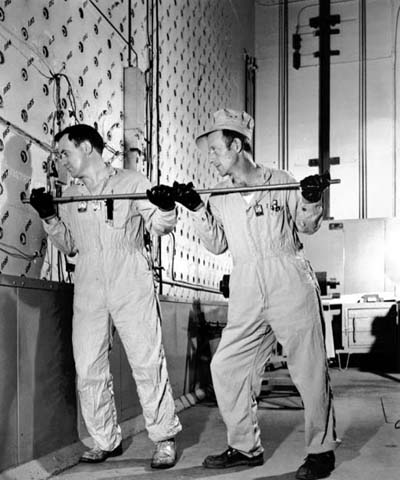
Egy hajtóanyagrúd behelyezése a reaktorba

Oak Ridge egyetlen olyan létesítménye, amely nem az eredeti célt, a hasadóanyagok nagyüzemi mértékű előállítását szolgálta, hanem helyette lényegében egy kísérleti projekt volt az egyik ilyen módszer, a plutónium atomreaktorban való termelésére, hogy ezzel kövezzék ki az utat a kicsit később megvalósítandó, nagyobb léptékű hanfordi reaktorok előtt.
Az X–10-es lett a világ második atomreaktora, az Enrico Fermi által Chicagóban épített első, kísérleti „atommáglya” után. Kialakítását tekintve egy 7,3 méteres élhosszúságú grafitkocka volt, benne 36 vízszintes sorban 35-35 furattal, amelyekbe az urán fűtőelemrudakat lehetett helyezni. Az egészet egy 2,1 méter vastag betonréteg vette körül, amely a sugárzás elleni pajzsként szolgált. Tekintettel arra, hogy az atomreaktor ezen kezdeti verziója léghűtésesre készült, a hűtést három nagy elektromos ventilátor szolgáltatta (a kísérletek során azonban aztán a léghűtést, mint megoldást elvetették és a hanfordi reaktorok már vízhűtésesnek épültek). A reaktor építését a DuPont végezte. Az építésre 1943 áprilisa és decembere között került sor.
A reaktor mellett egy szeparációs telepet is építettek, amellyel az urán és a plutónium szétválasztását végezték el. Ehhez a DuPont a bizmut-foszfát eljárást választotta. A szeparációs telep hat cellából épült fel és távolról irányították a termelést a sugárzás miatt, egy irányítóteremből. A termelés nem indulhatott addig, amíg az első urán fűtőelemrudak, amelyek már átestek a reaktorfázison be nem érkeztek. Erre 1943. december 20-án került sor először. 1944 februárjára a reaktorból háromnaponta egy tonnányi szétválasztásra felkészített urán érkezett, amelyek feldolgozása meg is kezdődött. Az első mennyiségek feldolgozási hatékonysága 40%-os volt, de a következő 5 hónapban ezt az arányt 90%-ra sikerült emelni.
1944 áprilisára felállt az első végleges személyzet is – addig a DuPont mérnökei üzemeltették a létesítményt – akik a Chicagói Egyetem Metallurgiai Laboratóriumából érkeztek. Őket aztán a hadsereg állományából álló személyzet váltotta fel.
A második világháborút követően, 1946 áprilisában egy rádióizotóp helyiség, egy gőztelep és más struktúrák kerültek még hozzá a telephelyhez, annak érdekében, hogy a békeidők működésére, elsősorban kutatási és oktatási célokra állítsák át a létesítményeket. A munka 1946 decemberéig befejeződött és további 1 009 000 dollárral nőtt az így összesen 13 041 000 dollárra rúgó beruházás összege.

#### Y–12 elektromágneses szétválasztó üzem

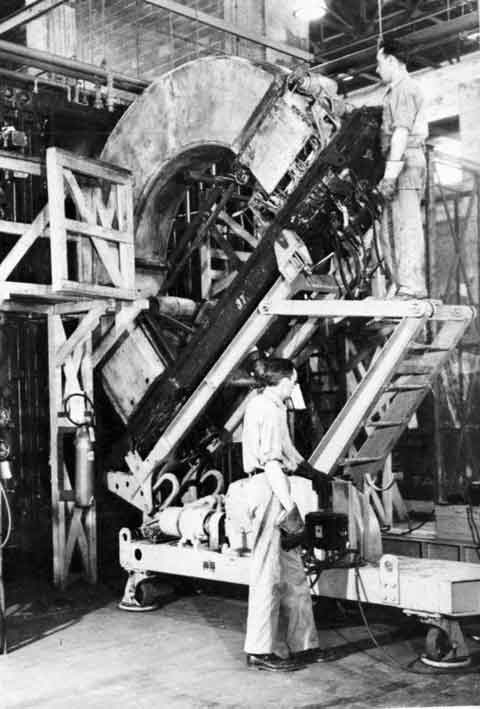
Egy Alfa calutron tartály, amint elválasztják az elektromágnestől, hogy kinyerjék az U–235-öt

Az elektromágneses szétválasztó üzem volt az urán–235 előállításának egyik módszerére létrehozott, ipari méretű gyártóüzem amely a Berkeley Egyetemen kidolgozott calutron berendezést mintául használó, annak sokszoros méretre felturbózott változata volt. Maga a calutron lényegében egy tömegspektrométer és egy ciklotron házasságából született és egyáltalán nem ajánlott könnyű, egyszerű, vagy éppen olcsó megoldást az U-235 előállítására, de bizonyítottan működőképes technika volt. Az Oak Ridge-ben Y–12 kódnév alatt létrehozott üzem a Berkeley tudósainak elvi irányítása alatt a Stone & Webster cég hatáskörébe került. Az építkezés 1943 februárjában vette kezdetét.
Az üzem létrehozása számos problémával járt. Előbb a 14 tonnás vákuumtartályok mozdultak ki a helyükről a szomszédjukban működésbe lépett elektromágnesek óriási erejének hatására, majd ettől sokkal komolyabb hibaként a mágnesek sorban álltak ki hibára. Groves 1943 decemberében elrendelte, hogy szedjenek szét egy mágnest és egy maréknyi rozsdát találtak a belsejében. Ekkor Groves elrendelte, hogy az összes mágnest szereljék le, és küldjék vissza a gyártónak javításra és tisztításra. Amint ez megtörtént, sorra álltak munkába a berendezések – előbb az Alfa pályáknak hívott  egység, majd a két Béta pálya is –. Érdekesség volt, hogy amikor a Berkeley tudósai átadták az üzemeltetést elnyerő Tennessee Eastman operátorainak a munkát, azok jobban teljesítettek a tudósoknál. Nichols ezredes egy félig tréfás versenyt hirdetett a Berkeley "PhD-sei" és a „Calutron Lányoknak” becézett, jobbára csak érettségizett operátorok között és a termelési versenyt a lányok nyerték. Nichols úgy emlékezett vissza, hogy „a lányok olyan képzettek voltak, mint a katonák, máig nem értem az okát” és „a tudósok pedig nem tudták megtartóztatni magukat attól, hogy a műszerek legkisebb kilengése esetén is ne fogjanak időigényes vizsgálódásokba”.
Leslie Groves tábornok ötlete volt, hogy az egyes módszerekkel előállított uránt tekintsék félkész terméknek és az egyik folyamat végtermékét használják a másik folyamat kiinduló alapanyagának, így növelve a finomítás mértékét lépcsőzetesen. Így az Y–12 afféle végsú lépcsőfokká vált: az S–50 hődiffúziós üzem adta az (0,72%-ról kb. 0,9%-ra) előfinomított  anyagot a K–25 telepnek, ahol tovább finomították, úgy a kezdeti érték 10-szeresére, 7%-os koncentrációra és az Y–12 fejezte be azt 90%-os finomsággal..
A háborút követően az üzem jelentősége azonnal lecsökkent, így be is zárták. 1945. szeptember 4-én az ún. Alfa pályák működését felfüggesztették, majd szeptember 22-én le is állították. A Béta pályák novemberben, illetve decemberben üzemeltek utoljára, hogy átadják helyüket az új K–27 üzemnek. Egy 1946. májusi tanulmány szerint a gázdiffúziós üzem egyedül is képessé vált a dúsításra anélkül, hogy véletlenül spontán elérjék a kritikus tömeget, így Groves elrendelte az Y–12 teljes leállítását. A gyártóüzem újraindítására csak jóval később, az 1954-es Castle hadművelet, azaz a hidrogénbomba előállítása idején került sor.

#### K–25 gázdiffúziós üzem

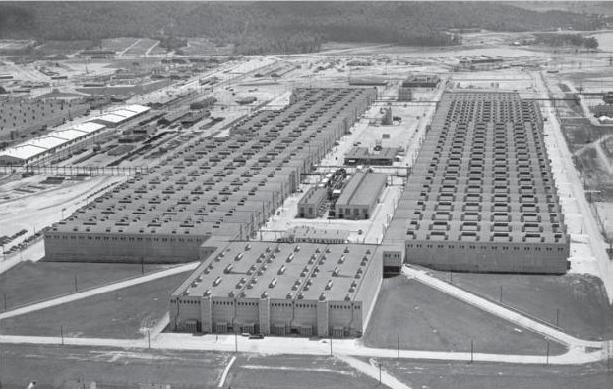
A K-25 gázdiffúziós üzem 1950 körül (2013-ban végleg lebontották)

A gázdiffúziós eljárásra – amely talán a legígéretesebb, ugyanakkor a legtöbb technikai buktatót rejtő volt – szintén egy külön gyártótelepet hoztak létre a Clinton Engineer Works területén belül. A létesítmény a K–25 fedőnevet kapta.  Ezen létesítmény keretein belül hozták létre egy 600 egységből álló, vízlépcső szerűen elrendezett, féláteresztő membránokból és szivattyúk működtette dobozokból álló berendezést, amelynek dobozaiban minél magasabb sorszámút nézünk, annál nagyobb koncentrációban maradt fenn az urán-hexafluorid gáz, benne a végtermékként megkívánt U-235-tel. A telep létrehozatalára 1942 novemberben született meg a döntés és a kiválasztott M. W. Kellogg december 14-én fogott hozzá a kivitelezéshez.
Az építés kevésbé, azonban a gyártási folyamat annál inkább ütközött nehézségekbe. A fő problémát az jelentette, hogy az urán-hexafluorid egy nagyon erősen korrozív gáz, és a szivattyúknak ebben a közegben kellett úgy működniük, hogy  a rendszer közben légmentesen záró maradjon. Csak 1944 januárjára sikerült megtalálni azt a technológiát – a nikkelt alkalmazó ún. Kellex gátat –. amelynek segítségével megbízhatóan elindulhatott a termelés. 1945 elején született a döntés egy korszerűbb üzem, a K-27 megépítéséről és ennek alapján Groves utasította a személyzetet a termelés átállítására.
A K-25 üzem afféle közbenső állomás volt a gyártási folyamatban, mivel az S–50 üzem végtermékeként előállt került ide, tovább finomítva azt, hogy a így két finomítási eljáráson átment anyag kerüljön az Y–12-be a végsó finomításra. Az idők során a K-25 alkalmazta módszerrel a 7%-os finomságú– azaz az eredeti koncentráció 10-szeresét –  dúsítást sikerült elérni az U-235-nél.

#### S–50 folyékony hőelválasztásos üzem

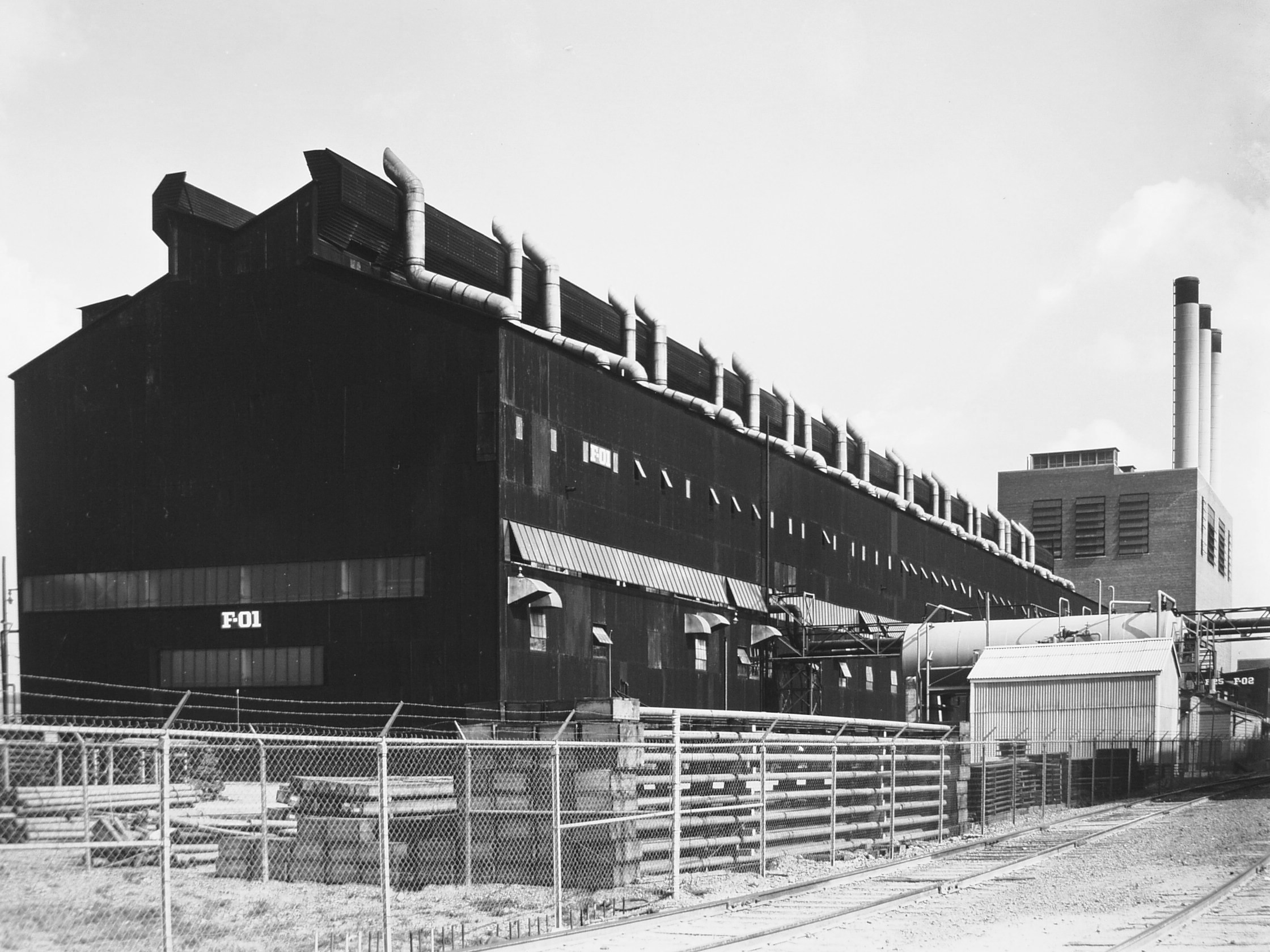
Az S-50 hődiffúziós üzem

Volt egy olyan szeparációs metódus az U-235 elválasztására, amely kezdetben nem is volt a Manhattan tervhez kiválasztott módszerek között, a hődiffúziós folyamat. Ezt a módszert az egyébként is partszélre szorított haditengerészet vizsgálta és csak viszonylag későn jutott el a híre az atomprogram irányítóihoz és Oppenheimerhez. Oppenheimer ajánlotta Grovesnak, hogy akár ez a módszer lehetne a kiindulás, amelynek eredményét az Y–12 használhatja. Groves 1944. június 24-én fogadta el a módszert és adott utasítást a hozzá szükséges beruházások megkezdésére, amelyek 1944 szeptemberére eljutottak odáig, hogy a termelés már – ugyan csak részlegesen – megindulhatott.
A termelés jogát a clevelandi H. K. Fergusson Company nyerte el, illetve mivel a cégnél szakszervezet működött és biztonsági okokból ezt a Manhattan terv nem engedélyezte, a cégtulajdonos létrehozott egy fedőcéget Fercleve néven (a Fergusson és a Cleveland szavakból) és ez a cég üzemeltette az S–50-et. A termelést, annak beindulásától számos probléma hátráltatta, szivárgások, kényszerleállások, amely miatt egész októberben az üzem összesen 4,8 kg 0,852 százalékos urán-235-öt állított elő. A legkomolyabb ilyen üzemzavar egy halálos üzemi baleset volt, amikor egy 270 kg-os urán-hexafluorid henger felrobbant és a robbanás eltörte a környezetében futó gázcsöveket. Az urán-hexafluorid reakcióba lépett a gőzzel és hidrogén-fluorid sav jött létre. A benn tartózkodó munkások súlyos égési sérüléseket szenvedtek és közvetlenül érintkeztek a hasadó anyagokkal. Ketten közülük halálos sérüléseket szenvedtek, akiknek a boncolás után a belső szerveit további vizsgálatokra küldték és mivel a haditengerészet egészségügyi szolgálatában még nem léteztek eljárások arra vonatkozólag, ha valaki uránnal érintkezik, a vizsgálatok alapján kellett ezeket kidolgozni.
Az üzem 1945 márciusára érte el a teljes kapacitását, amikorra a termelt mennyiségek is jelentősen megemelkedtek. Az addigra kidolgozott folyamatrend szerint az S–50 termelése lett az urándúsítás kiindulópontja, azaz az itt keletkezett, még alacsony koncentrációjú anyagot vitték tovább a K–25 üzembe, hogy tovább finomítsák azt.
A háborút követően az üzemet 1945 szeptember 4-én „készenléti állapotba helyezték”, azaz leállították. A személyzetet fokozatosan leépítették, az utolsó Fercleve-alkalmazott 1946 februárjában hagyta el a gyárat. Később az S–50 üzemet a hadsereg más célra – nukleáris meghajtású repülőgépek fejlesztésére – használta. Az üzem lebontására az 1940-es évek végén került sor.

### Los Alamos

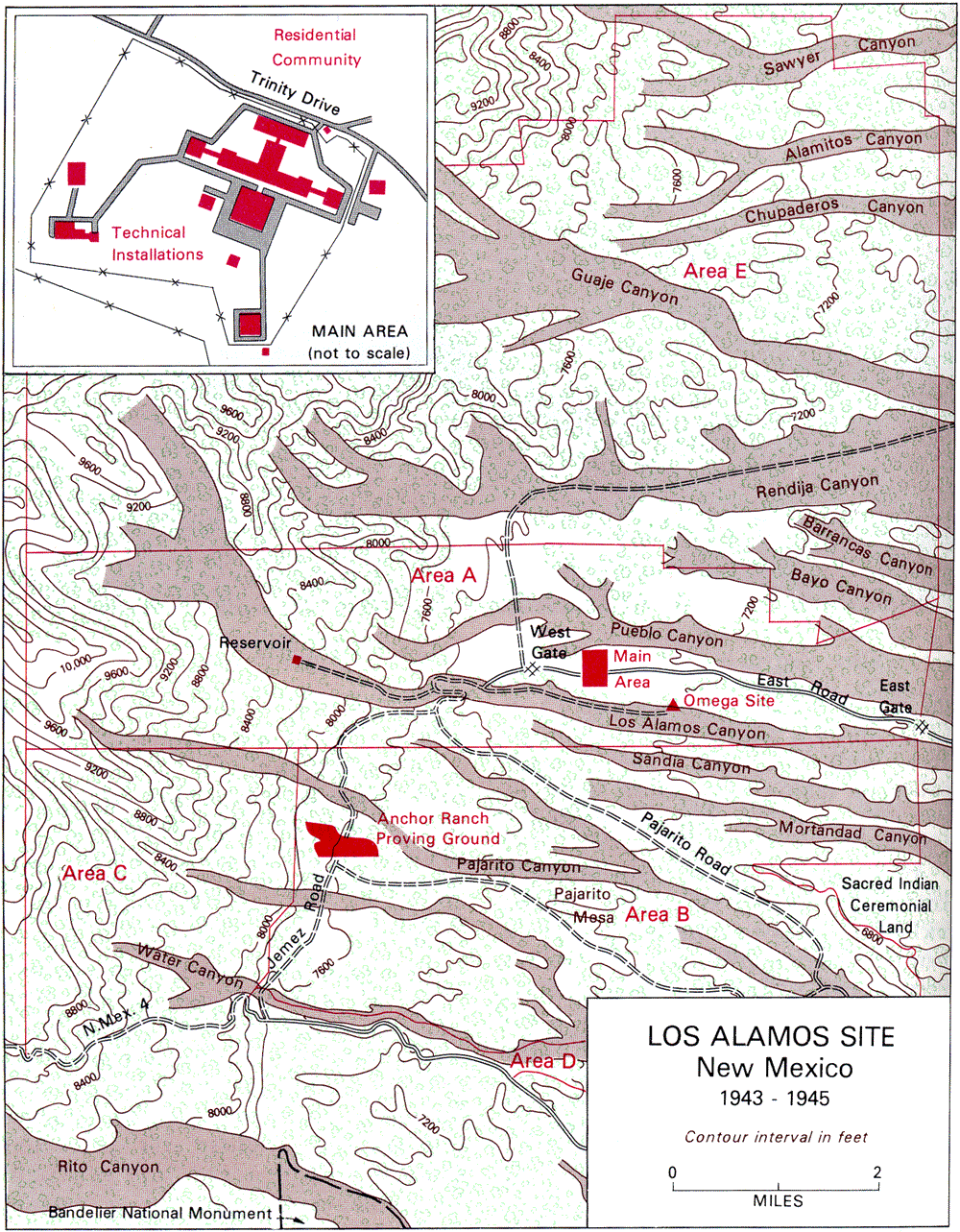
Los Alamos térképe 1943–1945-ből

A Manhattan projekt magprojektje volt az elméleti rész, amellyel a maghasadás fizikai jelenségét egyrészt teljeskörűen feltárták és lefordították a fegyverkészítés nyelvére, másrészt kikísérletezték azokat a technikai megoldásokat, amelyekkel a fegyver valóban megépíthető volt. Ennek a tevékenységnek – amelyben a szándékok szerint koncentrálták a tudós elméket – is kellett egy külön helyszín. Voltak vélemények, amelyet ezt a helyszínt A Chicagói Egyetem Metallurgiai Laboratóriumába tették volna és voltak mások, akik Oak Ridge-be a gyártóüzemek mellé. Azonban a legtöbben csak annyit tudtak, hogy kéne neki egy távoli helyszín, ahová a tudósok elvonulhatnak és a titokvédelmi előírásokat könnyen betartva szabadon cserélhetnek információkat, végül így ez a távoli hely iránti igény győzedelmeskedett a szempontok között. Ilyen helyből is több merült fel: Los Angeles mellett, vagy a nevadai Reno szomszédságában. De mire a hely kiválasztására került sor, addigra egy civil igazgatót is kapott a projekt Robert Oppenheimer személyében, aki – saját tapasztalatára alapozva, mivel volt neki egy rancha Új-Mexikóban – az Albuquerque melletti sivatagot favorizálta.
Mivel az elvi paramétereknek – távoli volt, valamint a nyugati parttól is elég messze volt, így egy esetleges japán támadás veszélye sem igazán fenyegette, viszont gyéren lakott volt – megfelelt, Oppenheimer elvitte Grovest a helyszínre bemutatni a Los Alamos Ranch School környékét és a katonai vezető is impresszívnek találta a helyszínt, így kiválasztották a leendő tudományos telep számára. 1942. november 25-én megkezdődtek a kisajátítások, illetve egy másik állami szervezet is átengedte a birtokában levő területet és a hadsereg műszaki egységei megkezdték egy egész város létesítését annak a projekt céljára szolgáló, valamint az általános lakhatáshoz, illetve az életvitelhez szükséges épületeivel, infrastruktúrájával. A projekt csúcspontján 10 000 ember élt ebben a furcsa speciális városban. Érdekesség, hogy Groves a projekt kezdetén 300 000 dollárt szánt az építkezésekre, de 1943. november 30-ig, amikor egy összesítő elszámolás készült, 7 000 000 dollárt költött a hadsereg Los Alamosra.
Mivel a hely titkos volt, a Site Y, vagy A Domb (The Hill) fedőnéven kellett említeni. Kezdetben Los Alamos egy katonai laboratóriumnak indult úgy, hogy Oppenheimer és más kutatók is formálisan belépnek a hadseregbe, de ezt többen hevesen ellenezték, így Oppenheimer egy kompromisszumos javaslatot dolgozott ki: a labort a Kaliforniai Egyetem (Berkeley) üzemeltette egy, a Hadügyminisztériummal kötött szerződés alapján. Ahhoz hogy valaki belépjen Los Alamosba, el kellett mennie egy Santa Fében felállított alirodába, ahol az irodavezető, Dorothy McKibbin fogadta az újonnan érkezőket és kiállított neki egy belépési engedélyt.

### Chicago

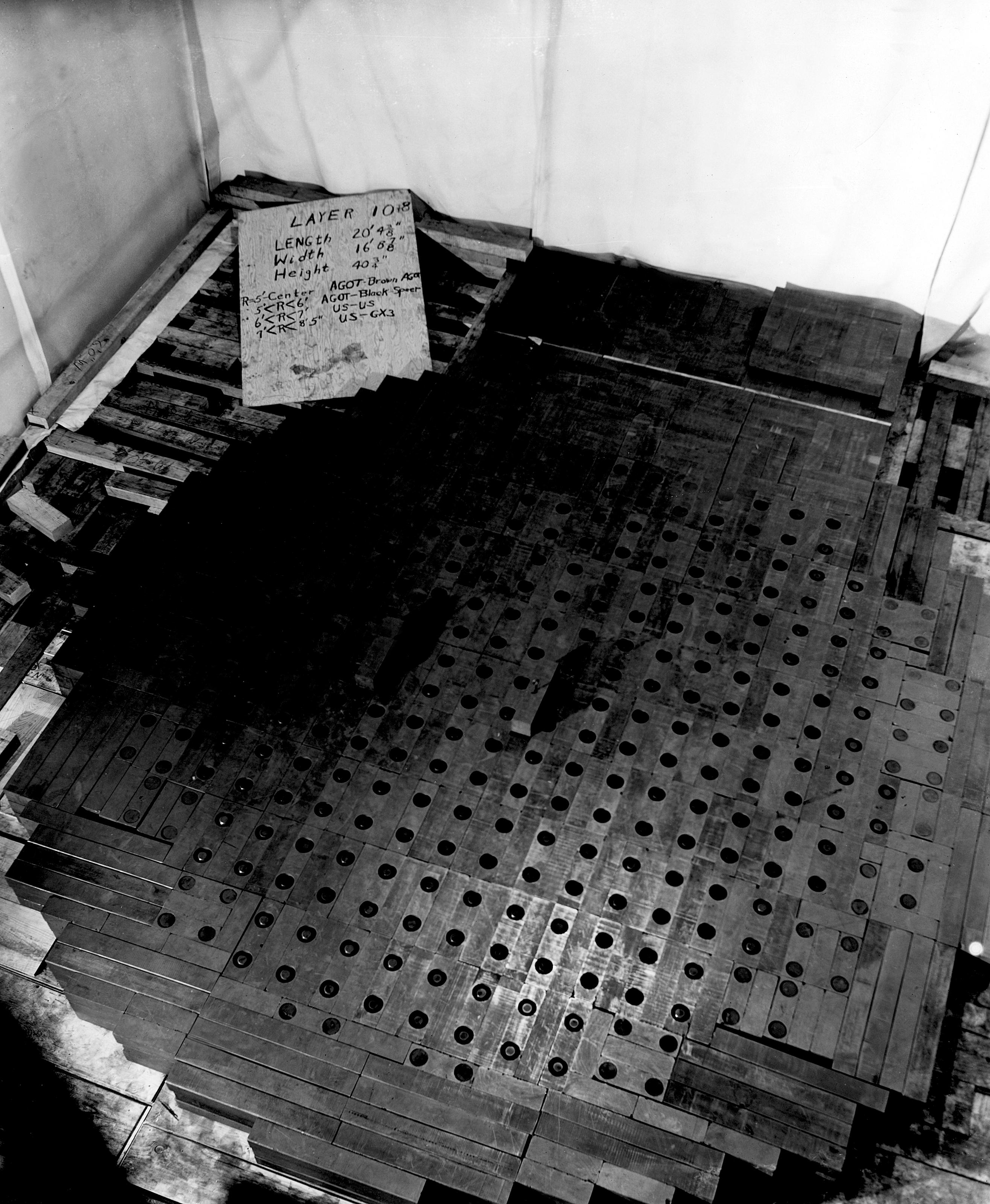
A Chicago Pile-1 az építése közben, a 10. réteg befejezésekor

A plutóniummal kapcsolatos elméleti és gyakorlati kutatások központja még a Manhattan-terv nagyobb arányú beindulása előtt is, Chicago, azon belül is a Chicagói Egyetem volt, ahol egy külön egyetemi műhelyt, a Metallurgiai Labort foglalkoztatta a probléma. 1942. június 25-én a hadsereg is bekapcsolódott a helyszín életébe, amikor arról határoztak, hogy beindítanak egy kísérleti projektet a plutónium gyártására a Chicago melletti Red Gate Woods területen. A következő hónapban Nichols ezredes hozzálátott, hogy egy 415 hektáros területet lízingeljen a tevékenységhez a területen. Azonban nagyon hamar világossá vált, hogy a munka nagyságrendje meghaladja a terület nyújtotta lehetőségeket, így az érdemi munkát inkább Oak Ridge-be csoportosították át, míg a chicagói terület megmaradt kutatási és tesztelési célokra.
Míg a Red Gate Woods és Oak Ridge közötti döntés megszületett, az idő alatt Compton felhatalmazta az Egyetem metallurgiai Laboratóriumát, hogy az egyetemen építsék meg az ország (és a világ) első atomreaktorát. Ehhez a legnagyobb problémát a speciális anyagok beszerzése jelentette: óriási grafittömbökre és a szintén nehezen beszerezhető uránra volt szükség. Az Iowai Állami Egyetem lett az egyik legfontosabb uránforrás, de ők is csak 2 tonna tiszta uránt tudtak szállítani a projekthez, míg a másik forrás a Westinghouse lett, amely 3 tonnával járult hozzá a sikerhez. Érdekes volt a reaktor elhelyezése is, amelyhez a Goodyear gyártott egy óriási négyszögletes ballont.
1942. december 2-án egy Enrico Fermi vezette csoport beindította a világ első atomreaktorát, amelyet egy önfenntartó, maghasadáson alapuló láncreakció működtetett. A berendezés a Chicago Pile–1 (Chicagói 1-es számú atommáglya) elnevezést kapta. Compton jelentette a sikert Conantnak Washingtonba, egy egyezményes kódszöveg telefonba mondásával: „Az olasz navigátor [Fermi] éppen most szállt le az új világban”.
1943 januárjában a hadsereg túl veszélyesnek ítélve egy atomreaktort egy sűrűn lakott övezetben, szétszereltette a Chicago Pile–1-et és Red Gate Woodsba költöztette. Ezt követően 1944. május 15-én indult el a Chicago Pile–3, az első nehézvizes reaktor, de immár az Argonne-i Nemzeti Laboratóriumban, kissé még távolabb Chicagótól. A háborút követően a Red Gate Woods területén végzett összes tevékenységet az Argonne-ba költöztették.

### Hanford

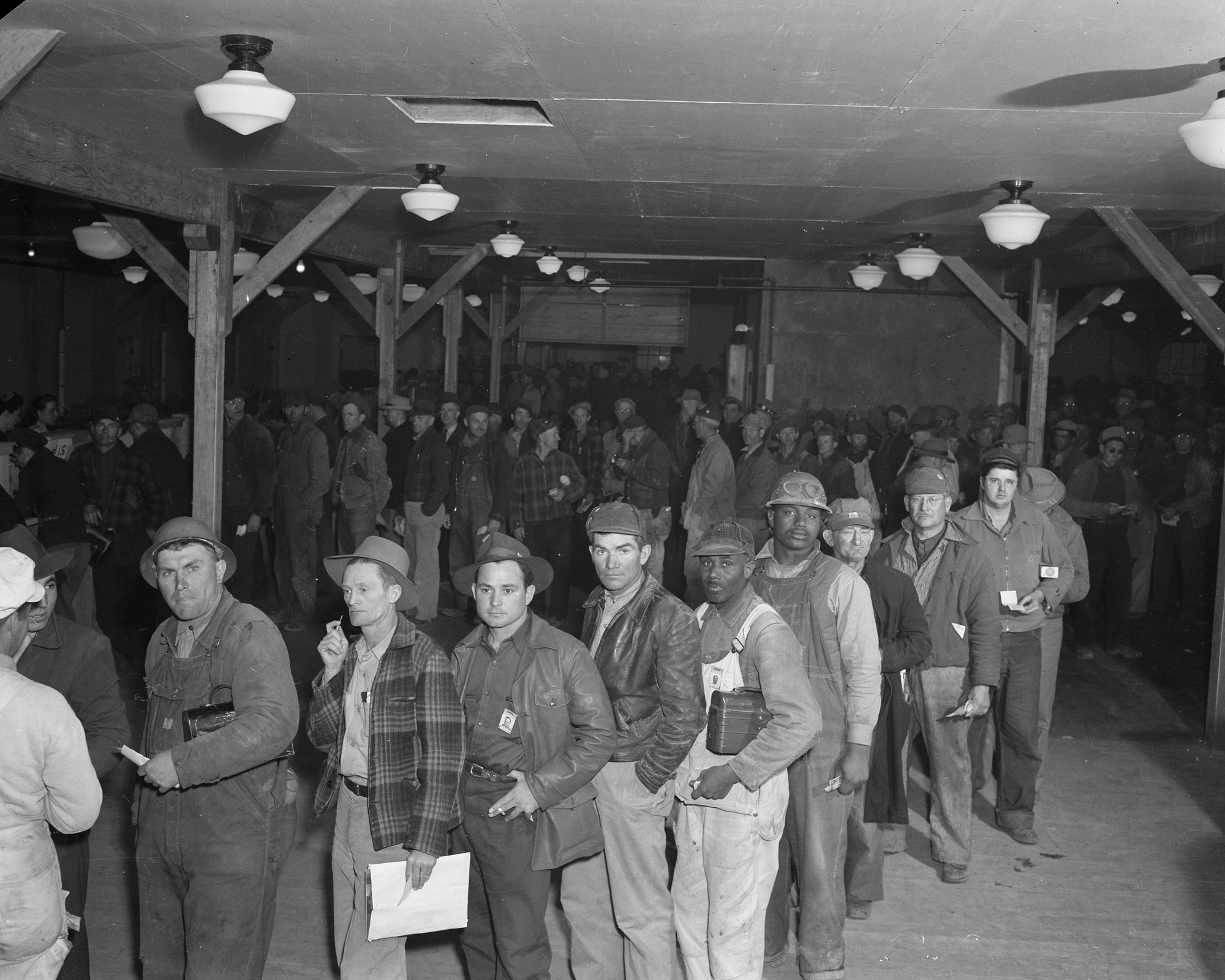
Hanford építőmunkásai

A Manhattan terv illetékeseiben komoly aggodalom támadt az alapanyagok gyártását illetően, hogy a kiválasztott Oak Ridge-i helyszín túl közel van egy nagyobb településhez, Knoxville-hez és ez biztonsági kockázatot vet fel arra az esetre, ha egy váratlan nukleáris baleset történne a gyártóüzemben. Ekkor született a döntés, hogy a két alapanyag, az urán-235 és a plutónium gyártását válasszák el egymástól és az egyiket egy földrajzilag más helyen végezzék. A választás a plutóniumra esett. A plutóniumgyártás jogát elnyerő DuPont kapta a feladatot, hogy építsen erre egy plutóniumgyártó komplexumot.
A DuPont ajánlatában is szerepelt egy távoli, egyelőre meg nem nevezett helyszín, így 1942 novemberében Groves utasította Franklin Matthias ezredest és a DuPont mérnökeit, menjenek terepszemlére és válasszanak ki egy megfelelő helyszínt a gyártóüzem számára. Matthias hamarosan jelentette, hogy közel a Washington állambeli Richlandhez találtak egy Hanford Site nevű, kb. 1500 km² kiterjedésű helyszínt, amely „ideális jóformán minden szempontból”. A hely a Columbia-folyó mellett feküdt, amely megfelelő mennyiségű hűtővizet volt képes szolgáltatni, ráadásul elég izolált is volt a környezetétől. Groves januárban meglátogatta a helyet és egyetértőleg parancsot adott a Hanford Engineer Works, vagy másik fedőnevén a „Site W” megalapítására.
1943. február 9.-én intézkedés született 5 000 000 dollárnak a kisajátításokra való allokálására, majd megkezdődött kb. 1500 lakos kitelepítése – köztük a wanapun indián törzsé. A kitelepítés idejére a farmerek már elvetették a terményeiket, így kisebb vita származott az elmaradt termésért járó kárpótlásról, aztán a hadsereg, amikor az ütemtervek lehetővé tették, megengedte  a termény betakarítását, bár ez nem volt mindig és mindenütt lehetséges. A kisajátítások meglehetősen elhúzódtak és végül nem is értek véget, mire a Manhattan Projektet hivatalosan lezárták 1946 decemberében.
Bár sem a reaktorok végső kialakítása nem volt ismert a Metallurgiai Labor, sem az egész projekt kiterjedése a DuPont előtt, a munkák 1943 áprilisában megkezdődtek. A DuPont azzal számolt, hogy kb. 25 000 munkás fog dolgozni a telepen, amelynek fele helyben is fog lakni, ehhez kezdték el kialakítani a létesítményeket. 1944 júliusára, mintegy 1200 épületet emeltek és kb. 51 000 ember lakott az építkezés mellett álló táborokban (statisztikák szerint az építkezési tábor a munkák csúcspontján Washington állam harmadik legnépesebb „városa” volt, valamint az ezen embertömeg logisztikájához kb. 900 busz üzemeltetése volt szükséges, amely flotta nagyobb volt, mint egész Chicagóé).

### Kanada

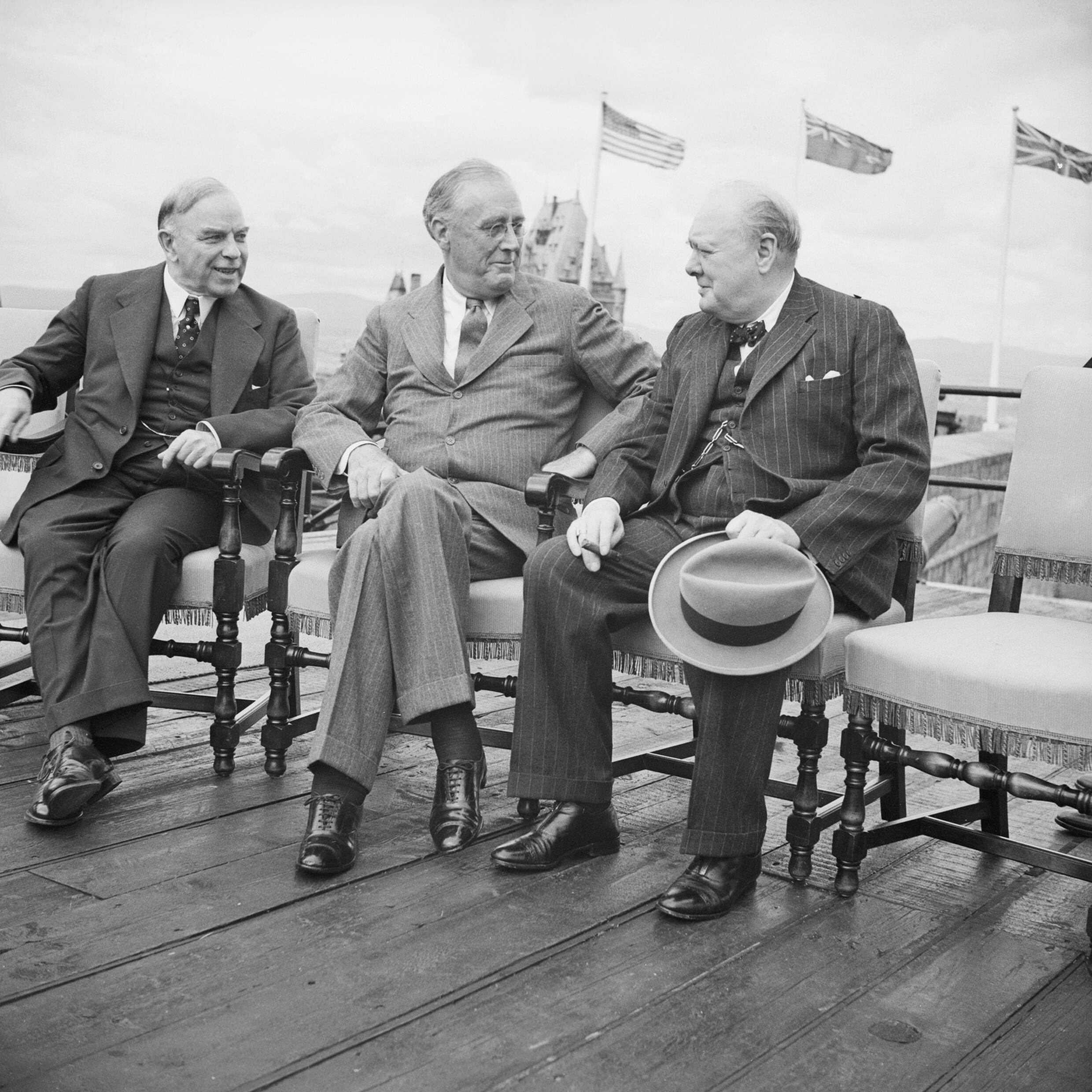
Roosevelt amerikai elnök, Churchill brit és King kanadai miniszterelnök a Quebeci Konferencián 1943-ban

A Quebeci Egyezménnyel az USA és Nagy-Britannia mellett Kanada is részese lett az atomprogramnak. Kanadára jobbára anyagellátóként tekintettek a felek. Ezek egyik eleme volt a nehézvíz. A Brit Columbia-beli Trailben működő Teck Cominco vállalat 1930-tól kezdve állított elő nehézvizet. Harold Urey, aki a Columbia Egyetemen folytatott kutatásokat a nehézvízzel kapcsolatban ismerte ezt a forrást és a javaslatai között szerepelt, hogy a Manhattan projekt támaszkodhatna ezen forrásra. Ezt követően tudományos együttműködés indult, amelyben a meglevő, 3215 cellából álló és 75 MW elektromos áramot használó telepeket tovább bővítették abból a célból, hogy az addig 2,3%-os deutérium koncentrációjú nehézvizet 99,8%-osra javítsák. Emellett Hugh Taylor, a Princetonról kifejlesztett egy szénalapra vitt platina katalizátort, amelyet a gyártási folyamat első három fázisában alkalmazhattak, Urey pedig a negyedik fázishoz állt elő egy nikkel-króm(III)-oxid katalizátorral. Mivel az amerikai egyetemek és a Cominco tudományos együttműködéséről volt szó kezdetben, a kanadai kormány nem is szerzett tudomást a fejlesztésekről egészen 1942 augusztusáig. A kanadai helyszínen 1944 és 1956 között állítottak elő nagy tisztaságú nehézvizet, amelyet aztán a Chicago Pile–3 nehézvizes reaktorban használtak fel.
A másik kanadai hozzájárulás az uránérccel kapcsolatos. A sarkkörön, Port Radiumban található Eldorado bányát 1900-ban nyitották meg és számos ásványi anyagot bányásztak benne a vastól az ezüstön át a kobaltig. 1932-ben rádiumot fedeztek fel, amelynek akkori értéke igen magas, 70 000 dollár/gramm volt. A rádiumkitermelés 1940-es leállításával egyidőben derült fény arra, hogy a bánya gazdag urán-oxid lelőhely is, amelyet az akkoriban maghasadással foglalkozó tudósok kutatásai felértékeltek és a bánya szerződést is tudott kötni az USA haderejével, mint felhasználóval urán szállításokra. Így vált a kanadai urán az első atombomba előállításának egyik forrásává.

## Az atombombák bevetése
Az egész óriásprojekt csúcspontja, vagy ha úgy tetszik végterméke, a hasadóanyagok fegyverként való felhasználása, azaz Japán atombombákkal való bombázása volt, amelynek közvetlen és közvetett előzményei is voltak.

### Előzmények

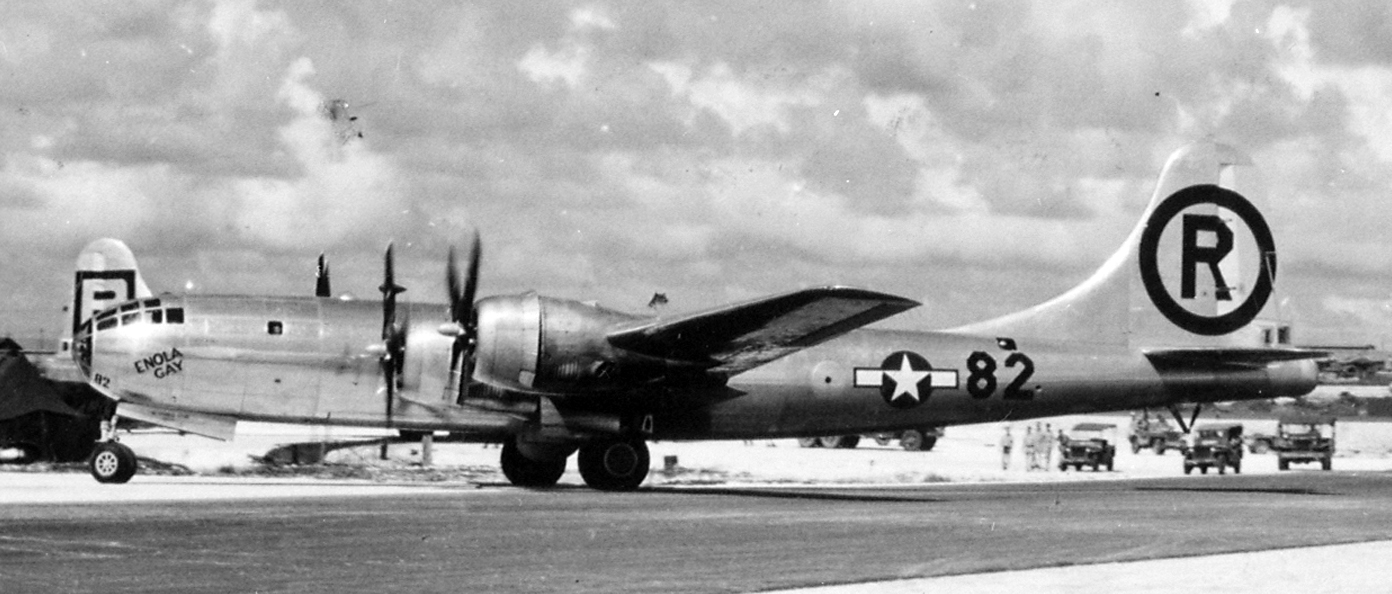
Az Enola Gay, az egyik Silverplate B-29 bombázó, amely Hirosimára dobta a világ első, harci körülmények között bevetett atombombáját

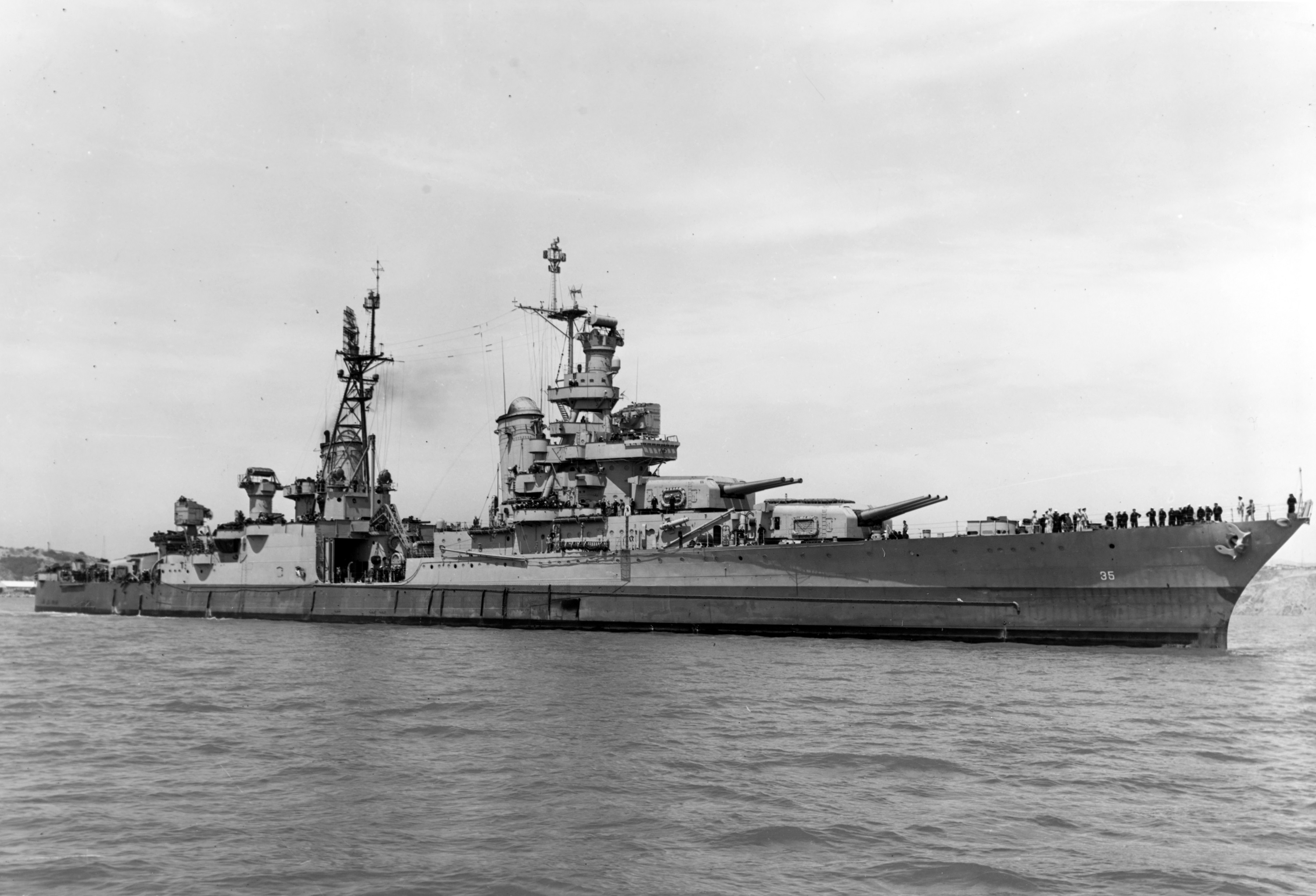
A USS Indianapolis egyik utolsó útján 1945-ben

Közvetett előzményként legelőször is kiválasztásra került az atombombát hordozni képes bombázó-repülőgép. A projekt kezdetén, amikor még az első számú bombaprototípusnak a Thin Man számított a maga 5,2 méteres hosszával – vagy alternatívaként jöhetett szóba a Fat Man, a maga 150 cm-es legnagyobb átmérőjével – nem volt olyan amerikai repülőgéptípus, amely hordozni lett volna képes a fegyvert, egyedül az angol Avro Lancaster látszott alkalmasnak, hogy ezeknek a fizikai paramétereknek megfeleljen. Amerikának egyetlen alkalmassá tehető gépe volt, a B–29 Superfortress, azonban ennek bombatere módosításra szorult, hogy bármelyik bombát hordozni legyen képes a gép. Amikor a Thin Man fejlesztési zsákutcának bizonyult és el kellett vetni a további fejlesztését, az jó hírnek bizonyult a hordozóeszköz tekintetében, mivel legalább a Little Boy már elfért a B–29 bombaterében, igaz kisebb módosítások még így is szükségeltettek. A Little Boy és Fat Man bombákhoz szükséges módosításokat a Silverplate projekt keretében végezte el az Army Air Forces Materiel Command (A Hadsereg Légierejének Anyagi Parancsnoksága) Wright Fielden 1943 novemberében, majd Kaliforniában a sivatagi Muroc Air Field-en hajtották végre a bombavetési teszteket.
1944 december 17-én felállították az 509. Vegyes Repülőezredet, a Wendover Army Air Fielden, Utahban, ahol Paul Tibbets ezredes parancsnoksága alatt az atombombák hordozását és a bombázást gyakorolták az időközben hadrendbe állított Silverplate B–29-esekkel. A 393. Bombázó Század kapta a feladatot, hogy víz feletti hosszú távú repüléseket és gyakorló bombák vetését hajtsa végre, gyakorlásul. Később, 1945 júliusában az 509-esek áttelepültek Tinian szigetére. Ez alatt az idő alatt Los Alamosban William Parsons százados a los alamosi fegyverfejlesztési főtiszt vezetésével elindították az Alberta projektet, amely a bombák szállításának kidolgozását célozta.
További közvetett előkészületet jelentett a bombacélpontok kiválasztása. 1944 decemberében az ardenneki offenzíva jelentős veszteségeket okozott amerikai oldalon, amire reagálva Roosevelt utasította Grovest, hogy amennyiben a bomba bevethetővé válik, mielőtt a háború véget érne Németországgal, legyen a fegyver bevethető az európai hadszíntéren, azzal, hogy sokkal valószínűbb a Japán elleni bevetése. Rosevelt halála után egy célpont kiválasztó bizottság alakult 1945 áprilisában – amikor a Németország elleni bevethetőség már nem volt napirenden –, hogy célpontokat válasszon, amelyek a következők voltak: Kokura, Hirosima, Niigata és Kiotó. Henry Stimson hadügyminiszter azonban beavatkozott a folyamatba, bejelentve, hogy ő fogja meghozni a döntést a célpontokkal kapcsolatban és ha így is lesz, Kiotót nem fogja engedni bombázni annak történelmi és vallási jelentőségénél fogva. Az ősi japán fővárost ezért Nagaszaki váltotta fel a célpontok listáján. 1945 májusában egy újabb ideiglenes bizottság állt fel, amely a nukleáris energia háborús és háború utáni felhasználásának lehetőségeit és hatásait tárgyalta. A bizottságnak hamar életre hívták egy tudományos albizottságát is Arthur Comptonnal, Fermivel, Oppenheimerrel a soraiban, amely bizottság mindennél pontosabban meg tudta fogalmazni nemcsak a háborús alkalmazás, azaz egy atomrobbanás fizikai hatását, hanem a valószínű katonai és politikai hatásait is.
Utolsó közvetett politikai előkészület volt, amikor Truman elnök nyomást gyakorolt Grovesra és általa Oppenheimerre, hogy a Trinity tesztet végezzék el 1945. július 16. előtt, hogy a potsdami konferencián már felhasználhassa az információt arra vonatkozólag, hogy országa rendelkezik a szuperfegyverrel. Amikor a Trinity sikerének hírét vették, Truman bejelentette Sztálinnak, hogy az USA rendelkezik egy új, minden korábbinál erősebb szuperbombával, bár semmilyen részletet nem árult el róla. Ez volt az első, hivatalosnak tekinthető kommunikáció az atombombáról, igaz Sztálin a szovjet kémeken keresztül már tudott a dologról, így nem jelentett számára új információt az amerikai elnök bejelentése. A potsdami konferencia végén kiadták a potsdami nyilatkozatot, amelyben felszólították Japánt, hogy feltétel nélkül adja meg magát, különben – a megfogalmazás szerint – azonnali és teljes megsemmisítésnek néz elébe, de nem említették meg az atombombát, mint ennek a megsemmisítésnek az eszközét. Japán elutasította ezt a politikai nyilatkozatot, amellyel nem hagyott más választást a szövetségeseknek, hogy bevessék a fegyvert.
Közvetlen előzményként pedig megtörtént a bombák harctérre szállítása. A Little Boy alkatrészeit San Franciscóban behajózták az USS Indianapolis hadihajóra, amely 1945. július 16-án hajózott ki a kikötőből és július 26-án tette ki terhét Tinian-on – majd az onnan hazavezető úton japán tengeralattjárók megtámadták és elsüllyesztették – míg a bomba urántöltetének egy részét (hat nagy sűrűségű urángyűrűt) az 509. Vegyes Ezred három Douglas C–54 Skymastere szállította a Tinianra. A Fat Man alkatrészeit három B–29 repülte Tininan North Field repterére, míg a plutóniummagot az Alberta projekt keretében kialakított magnéziumtartóban ugyancsak egy C–54-es szállította a rendeltetési helyére. Mindkét bomba összeszerelésére a repülőalakulatnál került sor.

### A bombázás
Rövid előkészületeket követően 1945. augusztus 6-án felszállási parancsot kapott az 509. Repülőezred – a parancsnoka édesanyja után – Enola Gay névre keresztelt B–29 Superfortress bombázó repülőgépe, Paul Tibbets ezredes parancsnoksága alatt, fedélzetén a Little Boy urántöltetű atombombájával. Elsődleges célpontként Hirosima városát jelölték meg – amely a 2. Japán Hadsereg Ötödik Divíziójának volt állomáshelye és mint ilyen fontos katonai célpontként szolgált – a legénység számára, az esetleges rossz időjárás miatt tartalék célpontok pedig Kokura és Nagaszaki voltak. Az ismeretlen eszköztől való félelem miatt az urántöltetet csak a levegőben szerelték be a bombába, félvén, hogy egy esetleges felszálláskori baleset során atomrobbanásra került sor a saját reptéren. A repülőgép lényegében a hatótávolságának határán levő célpontra kb. 6 óra repülést követően ért el – másik két B–29-től, a The Great Artiste-től és a Necessary Eviltől kísértetve – ahol helyi idő szerint 8:15-kor (1945. augusztus 5. 23:15 UTC) 9855 méter magasan repülve, oldották a bombát. A Little Boy kb. 44 másodperces szabadesést követően kb. 600 ± 15 méteres magasságra süllyedt, ahol a barometrikus kioldószerkezet működésbe hozta és az felrobbant. A bomba hatóereje mindmáig viták tárgya: Truman elnök hivatalos bejelentése szerint 20 kilotonna TNT robbanóerejének (84 TJ) felelt meg, azonban az éppen a robbanást mérőműszerekkel érzékelő The Great Artiste gép érzékelőinek adatait nem használták fel, csak vizuális becslések mondták, hogy nagyobb volt a robbanás, mint a Trinityé, majd később inkább 18 kilotonnára becsülték, de az újságok ezt kerekítették automatikusan 20-ra. Egy 1985-ös, tudományos igényű tanulmány 15 kilotonnára (63 TJ) tette a hirosimai bomba hatóerejét. Összességében bár a Little Boy kisebb hatóerejű bomba volt, mint a Nagaszakira ledobott Fat Man, ám sokkal több áldozatot szedett és nagyobb pusztítást végzett társa, mivel Hirosima sík terepen fekszik, míg Nagaszaki egy völgyben. A később publikált jelentés szerint 66 000-en haltak meg azonnal a robbanás következtében és 69 000-en sérültek meg valamilyen mértékben. Későbbi becslések az áldozatok számát 140 000-re emelte, de a robbanás utóhatásai – elsősorban a sugárzás – még évek múlva is szedtek áldozatokat. Bár Hirosima az előzetes kiválasztás során azért került a listára, mert katonai célpontnak számított, az áldozatok döntő többsége mégis inkább civil volt. A United States Strategic Bombing Survey (Az Egyesült Államok Stratégiai Bombázásnak Felmérése) később hivatalosan kiadott száma szerint összesen 24 158 japán katona lehetett a városban a bombázás idején, amelyből összesen 6789 halt meg, vagy tűnt el a robbanás következtében.
1945. augusztus 7-én William Purnell altábornagy, William Parsons altengernagy, Tibbets, Carl Spaatz és Curtis LeMay vezérőrnagy összeült a bombázás eredményét megvitatandó és a további célpontokat kijelölendő. Mivel japán részről jele sem volt a megadásnak, úgy döntött a tanács, hogy újabb bombát dobnak le. Az összeszerelés állása szerint erre augusztus 11-én kerülhetett leghamarabb sor, ám akkorra kedvezőtlen időjárást jelzett előre a meteorológiai szolgálat, így megpróbálták előrehozni azt augusztus 9-re.
Az erőfeszítések eredményeként a Bockscar nevű B–29-es kapott parancsot egy 1945. augusztus 9. hajnali felszállásra. A bombázó 3:47-kor (1945. augusztus 8. 19:47 UTC) szállt fel Tinianról – a felszállás előtti átvizsgálás által a Bockscaron talált kisebb hiba ellenére –. A repülőgép parancsnoka Charles Sweenney volt. A Bockscar magával vitte a Fat Man nevű plutóniumbombát, hogy elsődleges célpontként Kokurát, másodlagos célként Nagaszakit támadják vele. Azonban Kokurát felhők, valamint az előző napi 224 B–29 támadása nyomán felcsapó tüzek füstje takarta, ezért a Bockscar a másodlagos célpont felé vette az irányt. Ezt a célpontot is részben felhő takarta, de sikerült egy lyukat találni a felhőkön és a parancsnok 11:02-kor parancsot adott a bombavetésre. A bomba 43 másodpercnyi szabadesést követően kb 500 méter magasan robbant, bár a gyenge láthatósági feltételek miatt kb. 2 kilométerrel elvétve eredeti célját. A későbbi felmérések szerint a bomba erősebb detonációt keltett a hirosimai robbanásnál és kb. 21 kilotonna TNT erejével (88 TJ) hatott. Főleg a földrajzi körülmények miatt azonban a Fat Man kisebb rombolást vitt véghez elődjénél, bár így is megölt a felmérések szerint 35-40 000 embert, illetve később, a hosszútávú hatásaival 60-80 000 áldozat írható a számlájára.

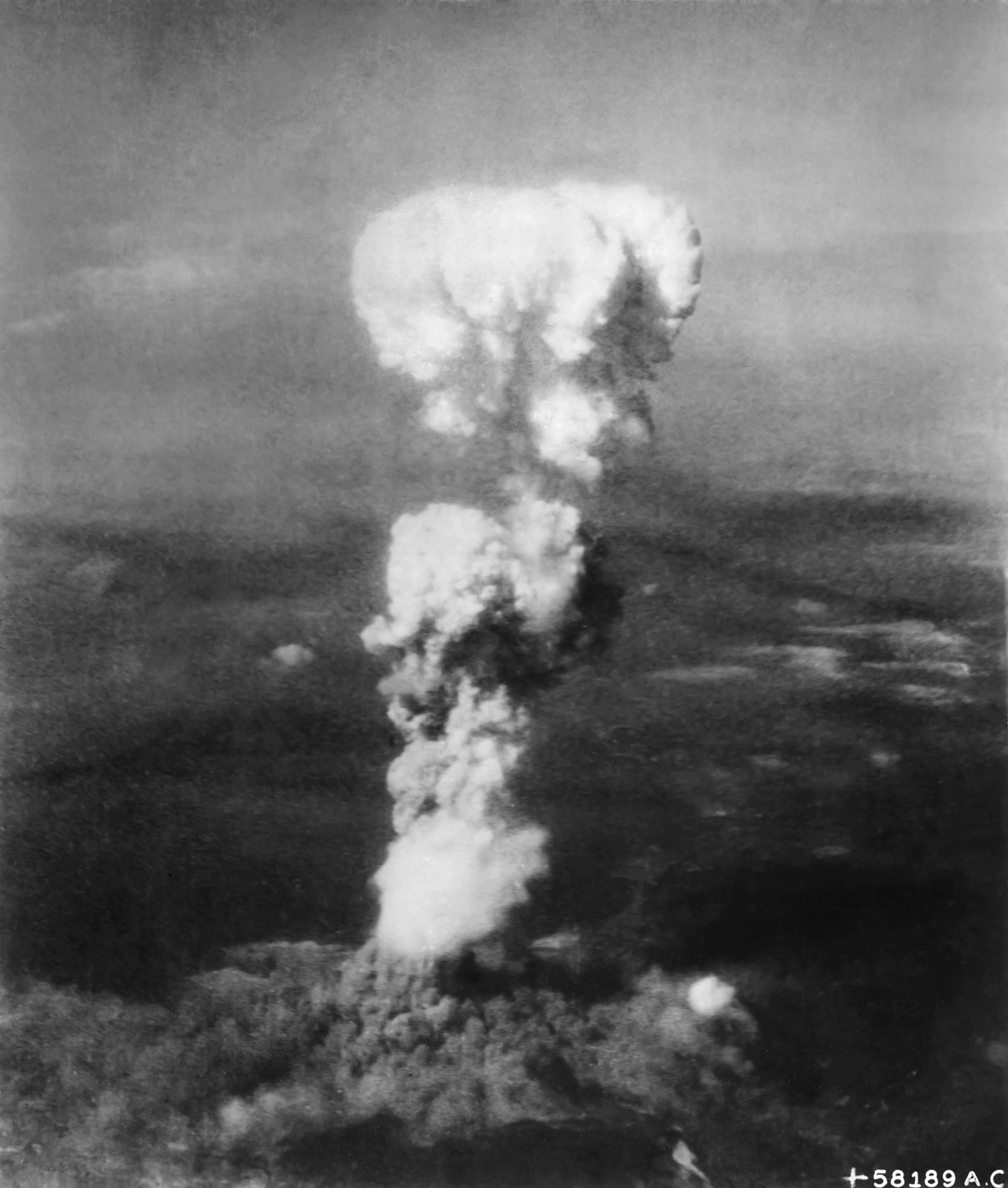
Atomrobbanás gombafelhője Hirosima felett 1945. augusztus 6.
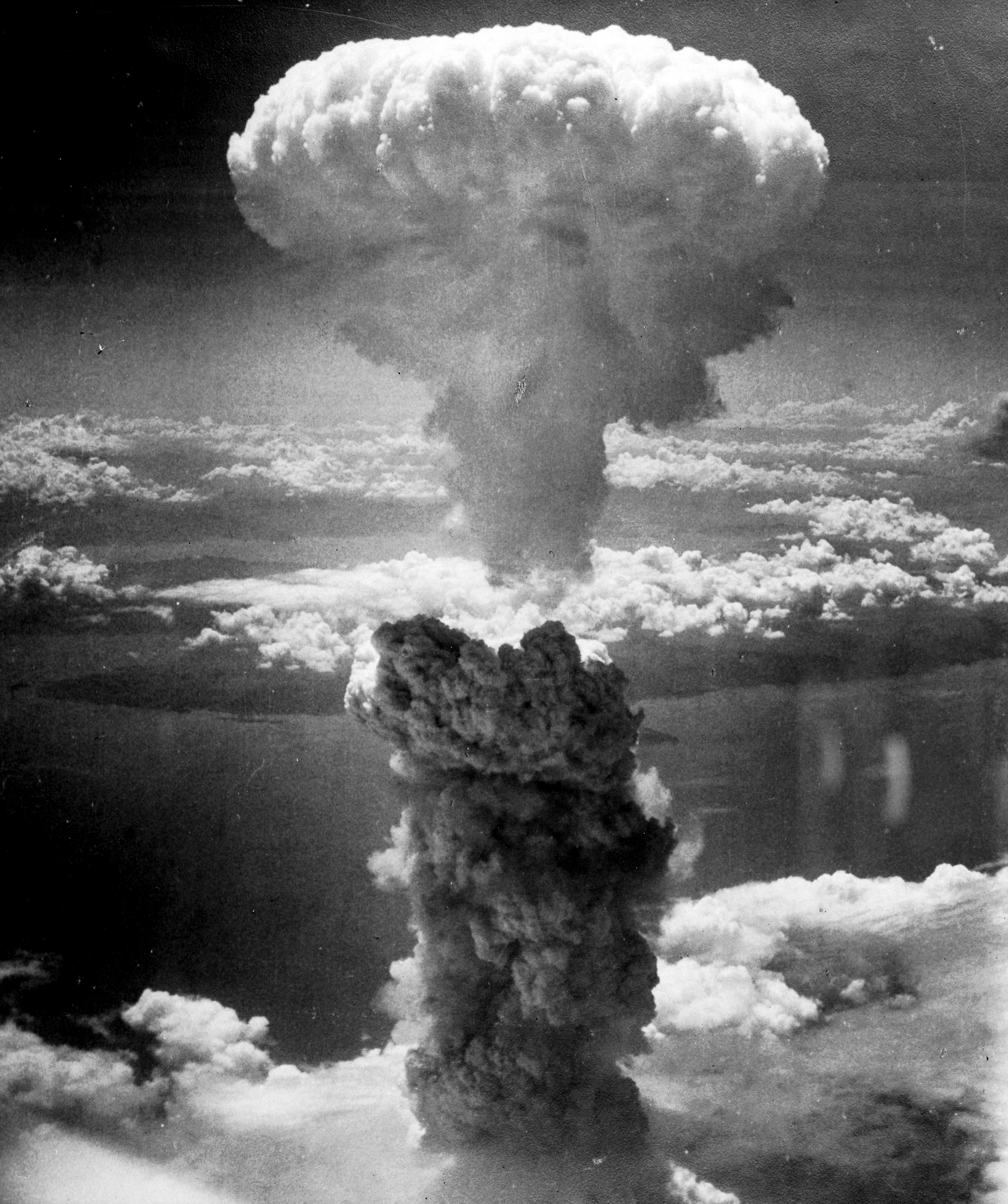
A Nagaszakira dobott atombomba gombafelhője 1945. augusztus 9-én
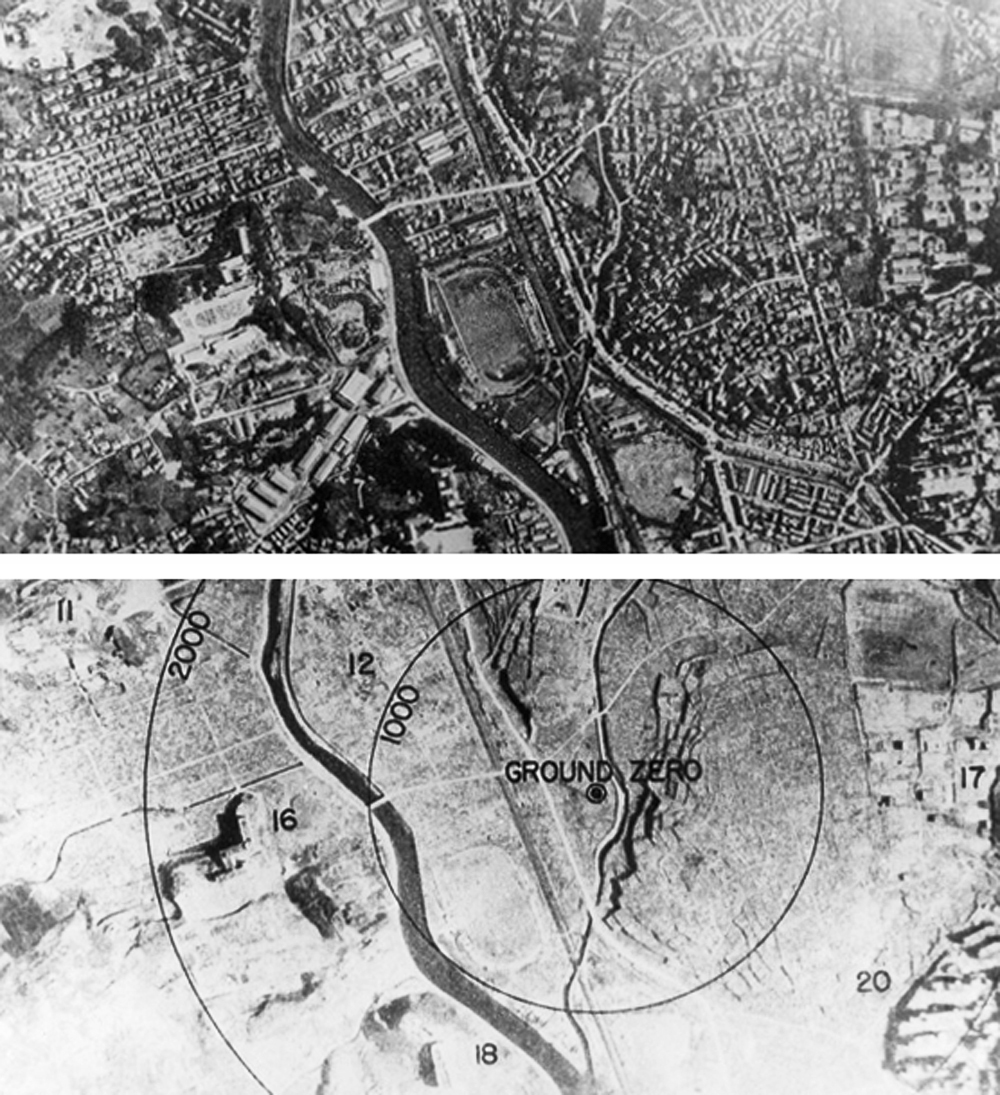
Légi felvétel Nagaszakiról a bombatámadás előtt és után
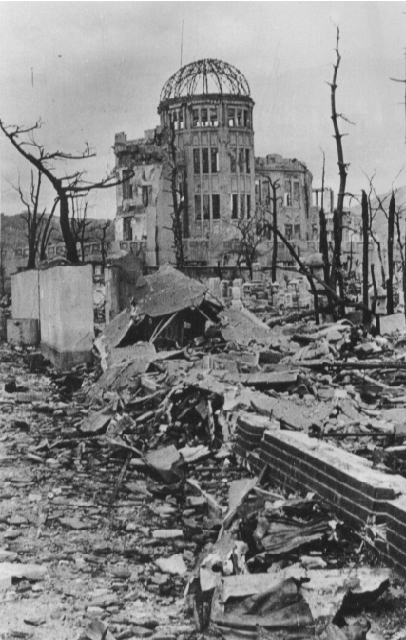
A hirosimai Gembaku dóm, a kevés állva maradt, de a végletekig romossá vált épület egyike, amely a rombolás jelképévé vált

## Titoktartás

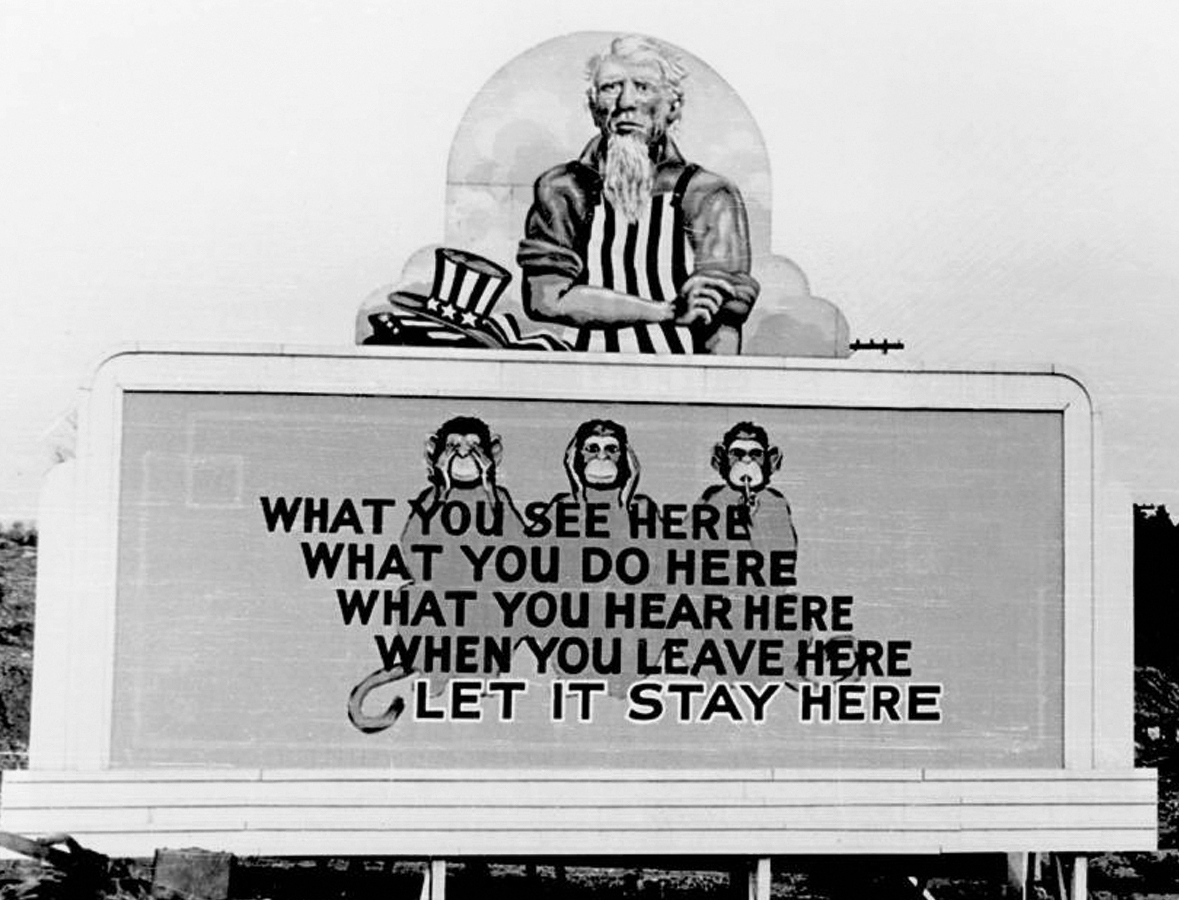
Figyelmeztető tábla Oak Ridge bejáratánál: „Amit itt látsz, amit itt csinálsz, amit itt hallasz, amikor elmész, hagyd is itt!”

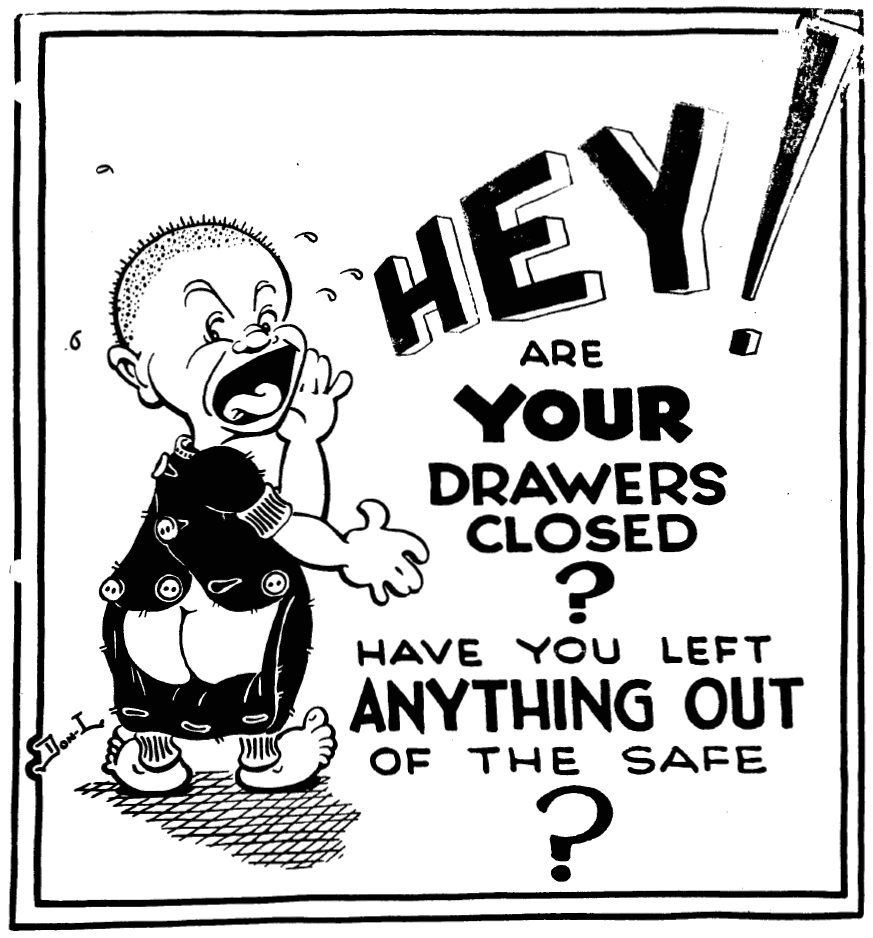
Egy másik figyelmeztető plakát az irodai alkalmazottak számára, hogy távozáskor minden rakjanak el a fiókjaikba és azokat zárják is el

A Manhattan terv természetesen a legnagyobb titoktartást igénylő fegyverfejlesztési projekt volt a második világháború során és annak ellenére, hogy százezres nagyságrendű ember dolgozott rajta, lényegében sikerült megtartani a titkot egészen az atombombák bevetéséig. Byron Price, a Cenzori Hivatal – a háború ideje alatt Amerikában működő szervezet, amely az Amerikába be- és onnan kimenő kommunikációban a szenzitív adatok védelmét szolgálta – vezetője mondta azt, hogy a Manhattan Program a háború legjobban megtartott titka volt. A háborút követően a Life Magazine készített egyfajta elemzést róla, amelyben úgy fogalmaztak Hirosimát és Nagaszakit követően, hogy „valószínűleg nem több, mint egy tucat ember ismerte az egész országban a Manhattan Project igazi jelentőségét és talán csak úgy ezer körül lehet azok száma, akik tudatában voltak, hogy valamilyen atommal kapcsolatos ügyben érintettek”. A magazin még tovább ment, amikor úgy fogalmazott, hogy a több mint 100 000 dolgozó „úgy dolgozott, mint vakond a sötétben”. Persze figyelmeztetések is voltak érvényben, miszerint a projekttel kapcsolatos titoksértésért 10 év börtön és 10 000 dollár büntetés jár. De közrejátszott az ügyben az is, hogy a munkások vajmi kevés tájékoztatást kaptak arról, valójában mit csinálnak, egyszerűen ültek egy betonfal előtt, aminek a háta mögött egy reaktor működött és a betanítottak szerint „figyelték a műszereket és nyomkodták a kapcsolókat, hogy a fal mögött valamilyen titokzatos dolog játszódjon le”.
1945 decemberében az US Army is kiadott egy titkos jelentést, amelyben a Manhattan Projectet felügyelő adatbiztonsági apparátus tevékenységét összegezték. A jelentés szerint a projekt „drasztikusabban őrzött volt, mint bármely más szigorúan titkos háborús fejlesztés”. Ez a biztonsági infrastruktúra olyan széles körű volt, hogy már a projekt első napjaiban, 1943-ban 400 000 potenciális munkaerőt és 600 céget világítottak át és állapították meg a lehetséges rizikót velük kapcsolatban.

### Cenzúra
Az első információ-visszatartási hullám önkéntesen kezdődött, még közvetlenül a Manhattan tervet megelőzően, 1939-ben: amerikai tudósok vállalták, hogy kerülik az olyan publikációk közzétételét, amelyeknek valamilyen hadi összefüggése lehet, majd 1940-ben a tudományos folyóiratok fordultak az Amerikai Tudományos Akadémiához, hogy az segítsen megtisztítani a cikkeket a kényes tartalmaktól. Így például William L. Laurence a The New York Times újságírója, aki a The Saturday Evening Post-nak írt egy cikket az 1940. szeptember 7-i számba, később tudta meg, hogy kormányzati illetékesek utasították az ország összes könyvtárát, hogy tegyék a lapszámot elérhetetlenné. A Szovjetunióban fel is tűnt az újságok „tudományos csendje”, ezért például Georgij Fljorov fizikus levelet is írt Sztálinnak, a maghasadást érintő tudományos cikkek teljes hiányáról az amerikai lapokban Sztálinnak, amely hozzásegített ahhoz, hogy a Szovjetunióban is megindítsanak egy saját atomprogramot.
A Manhattan projekt természetszerűleg a legszigorúbb titoktartási rezsim alatt működött, nehogy a háborús ellenfél – különösen az atomenergia kutatásában potens Németország – hírét vévén az amerikai erőfeszítésnek maga is felgyorsítsa a kutatásait, vagy éppen fedett akciót indítson az amerikai projekt ellen. Az időközben felállított Cenzori Hivatal nyomást gyakorolt a sajtóra, hogy az önkéntesen vállaljon önmegtartóztatást és ne közöljön a projektről semmit. Aztán 1943 elején az újságok cikkezni kezdtek a Tennesseeben és Washington államban folyó gigantikus építkezésekről, ami miatt a Hivatal maguknak a projekthelyszíneknek adott útmutatást, hogyan tartsák be a titokvédelmet a sajtóval szemben (is). Majd júniusban a Hivatal arra kérte az újságokat és az elektronikus médiát, hogy kerüljék el az olyan kifejezések használatát, vagy tárgyalását, mint „atomok ütköztetése”, „atomenergia”, „atommaghasadás”, „atomszétválasztás”, vagy bármi ezzel egyenértékű. Ugyancsak ellenjavallt volt az újságok számára, hogy a rádium, vagy más radioaktív anyagok, nehézvíz, nagyfeszültséget kisütő berendezések, ciklotronok hadi célú felhasználásáról közöljenek bármit.

### Szovjet ügynökök

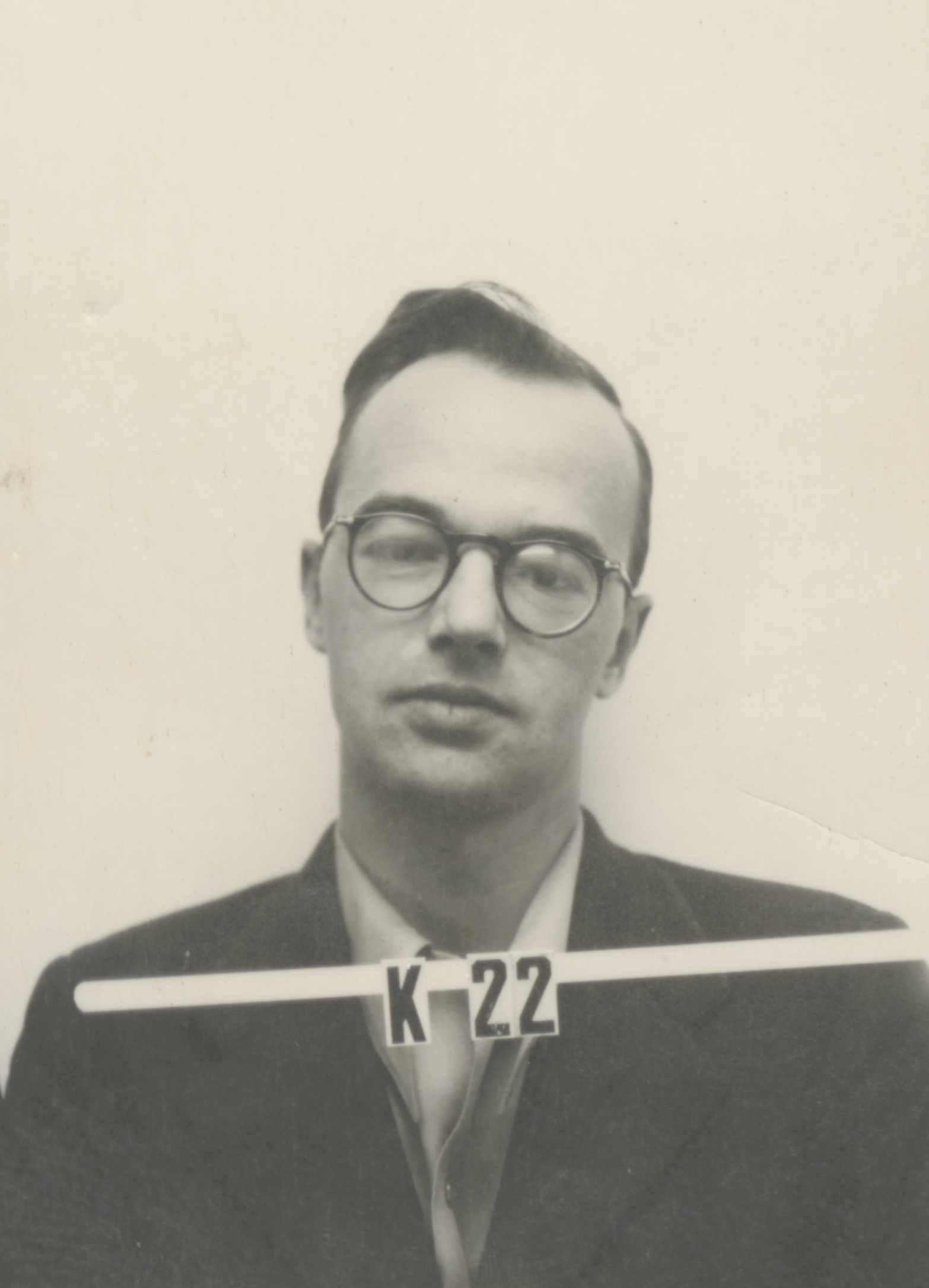
Klaus Fuchs igazolványképe a Los Alamos-i belépőkártyájáról

Érdekes módon, bár az ellenséges országok részéről készültek fel kémkedésre, az amerikaiak az elvileg szövetséges, de a projektbe be nem vont Szovjetunió részéről is tartottak kémkedéstől. 1943-ra nyilvánvalóvá vált, hogy a szovjetek megpróbálnak a projekt titkaihoz jutni, amikor a Nyugati Védelmi Parancsnokság Kémelhárítási Szervezete, illetve annak vezetője, Boris T. Pash nyomozásba kezdett a Berkeley-n, miután Robert Oppenheimer informálta Pasht, hogy az egyik professzortársa, Haakon Chevallier megkörnyékezte, hogy át kéne adniuk információkat a szovjeteknek is. Az információátadás mellett a szabotázsakcióktól is tartottak a kémelhárításnál és néha akkor is szándékosságot véltek dolgok mögött, amikor egyszerű berendezéshiba támadt, vagy éppen vigyázatlan, elégedetlen dolgozók hanyagabb munkája nyomán támadtak problémák. Ezeket az eseteket leszámítva azonban nem volt jele szabotázsnak.
Minden biztonsági intézkedés ellenére azonban a szovjeteknek mégis sikerült áttörniük a titoktartás falán. A legsikeresebb szovjet kém Klaus Fuchs volt, aki a brit tudóscsoport egy tagjaként érkezett Los Alamosba és aki az izotópszétválasztáson – azon belül is a gázdiffúziós eljáráson – illetve a plutónium implóziós technikáján dolgozott időrendben előbb Angliában, a Tube Alloy projekt keretein belül is, majd ugyanígy Los Alamosban, és a Columbia Egyetemen is. Fuchs így értékes tudással bírt mind a bombakészítéshez szükséges hasadóanyagok előállításáról, mind az implóziós bomba működéséről, még ha persze nem is a teljes információval. A német tudóst még az angliai tartózkodása idején környékezte meg és szervezte be a GRU, majd 1942-től kezdve 7 éven át szolgáltatott ki atomtitkokat a Szovjetuniónak, nagyban hozzájárulva ahhoz, hogy a szovjetek a vártnál lényegesen előbb képessé váltak saját atomfegyver előállítására és kipróbálására. 1950-es lelepleződését követően éppen az ő kémkedési tevékenysége szolgáltatott okot arra, hogy az USA megszakítsa nukleáris együttműködését az Egyesült Királysággal és Kanadával.
Később további kémtevékenységre is fény derült – részben Fuchs vallomása alapján – az Egyesült Államokban, amely Harry Gold, David Greengrass, illetve Julius és Ethel Rosenbeng letartóztatásához vezetett (kishalakéhoz, akik főként futárfeladatokat láttak el az információ továbbításában és akik közül a Rosenberg házaspárt kivégezték, a másik két kém hosszú börtönbüntetést kapott, amelyből rövid idő után kegyelemmel szabadultak). Más kémek, mint George Koval és Theodore Hall még évtizedekig rejtve maradtak. A kémtevékenység hozzájárulását a sikeres atomprogramhoz nehéz megbecsülni, mivel más nehézségekkel (pl. az uránérc hiányával) nézett szembe a Szovjetunió a fejlesztés során, mint az USA, mégis a becslések egyetértenek abban, hogy az átadott információk lerövidítették a fejlesztési időszakot, legalább 1-2 évvel.

## Amerikai hírszerzési adatok az ellenségről

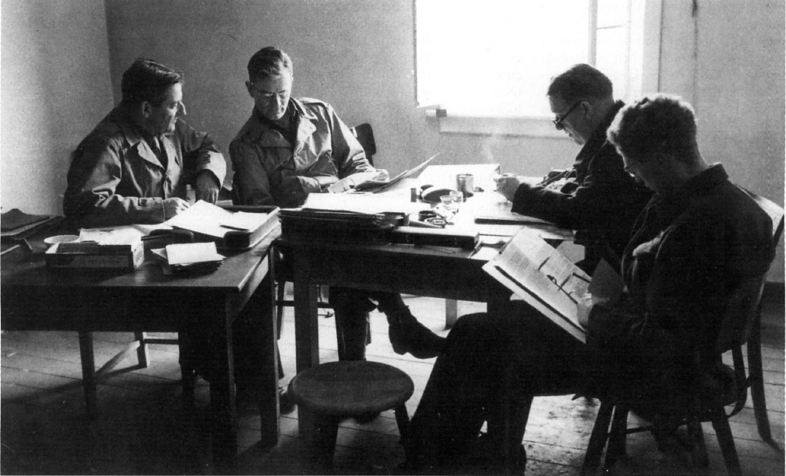
Alsos-tagok megbeszélése, 1944

A Manhattan-terv nemcsak az atombomba kifejlesztéséről szóló technikai projekt volt, hanem egyben versenyfutás az ellenséggel, elsősorban a német nukleáris programmal. Az amerikai programot eleve a tudósok azon felismerése indította el, hogy az atommaghasadás lehetséges és Németországban már folynak ezzel kapcsolatos kutatások, amelyek siker esetén óriási hátrányba hoznák a Szövetségeseket. Amerikai feltételezések szerint létezett ugyan japán nukleáris kutatási program, azonban az uránérchez való korlátozott hozzájutás miatt az nem juthatott messzire, ellentétben az igazi veszéllyel fenyegető német programmal. A Manhattan Projektből kapott instrukciók alapján aztán a hadsereg elsősorban német atomlétesítményeket próbált támadni, vagy szabotázst szervezni ellenük, így például elsősorban a német megszállás alatt levő Norvégiában levő nehézvíz üzemeket megsemmisítendő. Emellett aztán egy kisebb akciót is szerveztek az amerikai haderőnemek közösen, amelybe az Office of Naval Intelligence (Haditengerészeti Felderítő Iroda), az OSRD és az Army Intelligence G-2 csoportfőnökség (Hadsereg Felderítő Szolgálat) delegált tagokat. A csoport vezetője Boris Pash lett, amely aztán az „Alsos csoport” (görögül: berek – angolul: grove, utalva a nagyprojekt vezetőjére, Groves tábornokra). Az Alsos feladata a tudományos fejlesztések és azok eredményének felmérése lett, bár ez nem korlátozódott a nukleáris fejlesztésekre.
Az Alsos például kikérdezte Olaszországban a fizikai labor személyzetét Róma 1944-es elfoglalása után. Időközben Pash felállított egy egyesült brit és amerikai közös Alsos csoportot Londonban, amelynek parancsnoka Horace Calvert lett, hogy a csoport részt vegyen az Overlord hadműveletben és az utána felszabadított területeken levő tudományos intézetekben végzett munka kivizsgálásában.
További katonai művelet volt a nukleáris kutatásokkal kapcsolatban, hogy Groves tábornok tartott tőle, hogy amikor megtörténik a normandiai partraszállás, a nácik esetleg radioaktív anyaggal szennyezik be a partvonalat. A tábornok erre figyelmeztetést küldött Dwight D. Eisenhower főparancsnoknak és küldött is hozzá egy embert a saját alárendeltségéből, hogy az lássa el instrukciókkal ilyen esetre a hadvezetést. Ehhez a Peppermint hadművelet (Borsmenta hadművelet) keretében a vegyvédelmi alakulatokat speciális felszereléssel ruházták fel és kiképezték őket a használatára.
A sikeres normandiai partraszállás után a csapatok előrehaladását követve Pash és Calvert például kihallgatta Frédéric Joliot-Curie-t, hogy mit lehet tudni a német tudományos tevékenységről az általa ismert területeken. Innen származtak olyan információk, hogy a belga-kongói Union Minière du Haut Katanga bánya uránszállítmányokat indított útra Németországba. Emellett kiderítették 68 tonnányi érc Franciaországi és 30 tonna érc Belgiumba (azaz német megszállás alá) szállításának részleteit is. A német foglyok kihallgatása nyomán arra utaltak a nyomok, hogy az uránt és tóriumot Oranienburgba szállították, így aztán Groves intézkedett, hogy 1945. március 15-én a város kapjon egy nagyobb bombázást. Ezt követően az Alsos Strassfurtba, a szovjet megszállási zónába ment és lefoglaltak 11 tonnányi uránércet a WIFO (náci német vállalkozás a szintetikus és szilárd üzemanyagok tárolóinak építésére) készleteiből. 1945 áprilisában Pash a T-Force nevű vegyes egység oldalán a Harborage hadművelet (Menedék hadművelet) keretében a korábbi ellenséges vonalak mögött átfésülte Hechingen, Bisingen és Haigerloch – azaz a német nukleáris erőfeszítések központjában számító – vidéket. A T-Force nukleáris laboratóriumokat, dokumentumokat berendezéseket és felszereléseket, vagy készleteket foglalt le, köztük pl. nehézvizet, vagy 1,5 tonna fémmé alakított uránt.
Az Alsos ugyancsak összegyűjtötte az elérhető német tudósokat, köztük Kurt Diebner, Otto Hahn, Walther Gerlach, Werner Heisenberg és Carl Friedrich von Weizsäcker. A tudósokat Angliába vitték, ahol internálták őket a Farm Hallba, egy épületbe Godmanchesterbe, ahol aztán a két atombomba Japánra ledobását követően rájöhettek, hogy az amerikaiak megcsinálták, amire ők nem voltak képesek.

## Költségek
| Helyszín                     | Költség (1945 USD) | Költség (2023-ig inflációval. korrigálva USD) | Összköltség arányában (%) |
| ---------------------------- | ------------------ | --------------------------------------------- | ------------------------- |
| Oak Ridge                    | $1 188 352 000     | $20 269 720 000                               | 62,89%                    |
| Hanford                      | $390 124 000       | $6 654 345 000                                | 20,65%                    |
| Speciális anyagok            | $103 369 000       | $1 763 165 000                                | 5,47%}                    |
| Los Alamos                   | $74 055 000        | $1 263 156 000                                | 3,91%                     |
| Kutatás, fejlesztés          | $69 681 000        | $1 188 549 000                                | 3,69%                     |
| Igazgatási általános költség | $37 255 000        | $635 459 000                                  | 1,97%                     |
| Nehézvíz telepek             | $26 768 000        | $456 582 000                                  | 1,42%                     |
| Összköltség                  | $1 889 604 000     | $32 230 976 000                               |                           |

A projekt teljes ráfordítása 1945 végéig összesen 1,845 milliárd dollár volt, amely mindösszesen csak 9 napnyi háborús költésnek felelt meg, azaz a háború költségeinek igen csekély részét tette ki. A projekt nem állt le automatikusan a háború végeztével, így amikor AEC egy új összesítést készített 1947 január 1-jén, a költségek 2,191 milliárd dolláron állapodtak meg. A teljes ráfordítás végül 2,4 milliárd dolláron állt meg a projekt lezárásáig, amelyből érdekes módon mindössze csak 10% volt a fegyver fejlesztés, míg a további 90%-os gyártóüzemek létesítésére és a hasadó anyagok előállítására ment el..
Ha a felmerült költségeket az elkészült bombákra vetítjük, újabb kép tárul fel. Összesen a projekt alatt négy darab bombát állítottak elő: A Kütyüt, a Little Boyt, a Fat Mant és még egy másik, felhasználatlan Fat Man típusú bombát. A bombák átlagköltsége elérte az 500 millió dollárt. Összehasonlításul, az elköltött összeg a 90%-a volt annak az összegnek, amit az USA kézifegyverekre költött (nem számítva a muníciót) és csak a 34%-a a tankokra költött összegnek. Összességében pedig ez volt a második legdrágább fegyverfejlesztési projekt, amit az Egyesült Államok a második világháború alatt futtatott, a Boeing B–29 Superfortress fejlesztése és gyártása után.

## A projekt háború utáni része

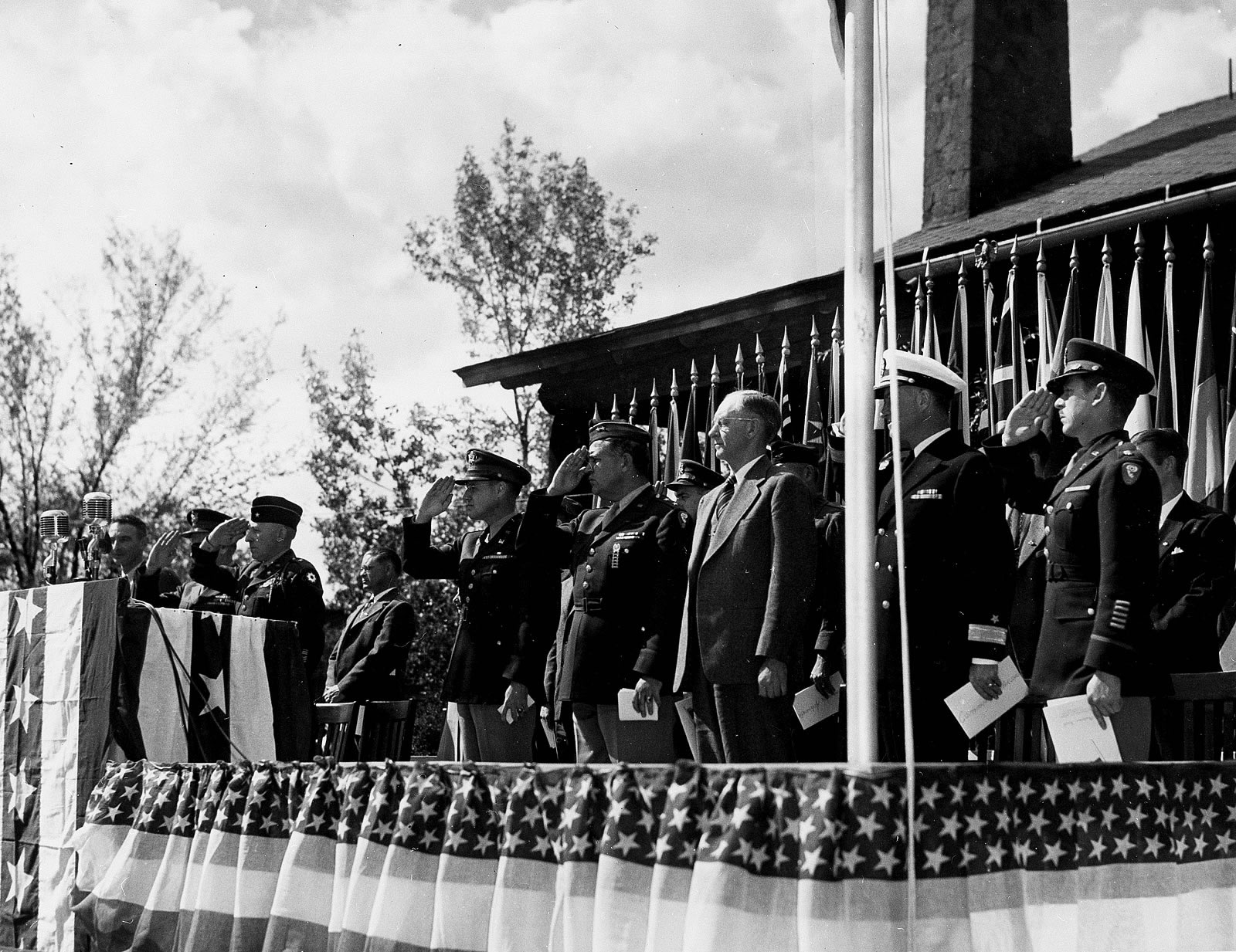
Az Army-Navy „E” Award átadása 1945. október 16-án

Hirosima és Nagaszaki sikeres bombázása a projekt végcéljának elérését jelentette, így a projekt is más irányt vett. Magának a teljesítményeknek a megjutalmazásaképpen összesen 20 Medal for Merit elnöki kitüntetést (kb. Kiválóságért Érdemérmet) adományozott Truman elnök a projekt kulcsszereplő tudósainak és beszállítóinak, azaz a projekt civil tagozatának, köztük Vannevar Bushsal és Robert Oppenheimerrel. A katonai szekció kitüntetettjei ennek katonai változatát, a Legion of Merit kitüntetést vehették át.. Groves a projektben résztvevő beszállítókat is kitüntette az Army-Navy „E” díjjal (Hadsereg-Haditengerészet E – mint Excellence – Kiválóság] díj). A közvélemény számára pedig Groves tábornok elkészíttette Henry DeWolf Smythszel az Atomenergia hadi célokra c. összesítését, amely Smyth-jelentés néven vonult be a köztudatba, amelyet 1945. augusztus 12-én tettek közzé és az addig teljes titok övezte információkból a kevésbé kényeseket osztották meg a közvéleménnyel.
A gyártóhelyek átalakulása volt talán a legjelentősebb. Hanfordban a B, D és F reaktorok a technológia gyermekbetegségeitől (a hasadóanyagok mérgezésétől és a grafitmoderátorok Wigner-hatásként ismertté vált felduzzadásától) szenvedve leálltak. A grafit duzzadása például sérüléseket okozott a fűtőelemrudakban, használhatatlanné téve őket és így képtelenné plutóniumgyártásra. Előbb a legrégebbi, B reaktort zárták le, a plutóniumtermelés visszaesésével egyszerre. A DuPont és a Metallurgiai Labor kidolgozott egy redoxireakciós folyamatot, alternatívaként a bizmut-foszfát plutóniumkivonó módszerhez.
Az Oak Ridge-i gyártóhelyen is leépítések következtek be. Nichols ezredes a sikeres bombázásokat követően javaslatot tett az S–50 üzem és az Y–12 üzem Alfa pályáinak lezárására, amelyre még 1945 szeptemberében sor került. Habár addigra ezek a technikák jobban teljesítettek, mint valaha, nem voltak képesek felvenni a versenyt a K–25, majd a még újabb K–27 üzem teljesítményével. 1945 decemberére az Y–12-t teljesen be is zárták, a Tenessee Eastman 8600 fős munkáslétszáma ezzel 1500 főre esett vissza.
A legnagyobb probléma a Los Alamos-i csapat kezelése lett a háború után. A feladat elvégzésével valóságos exodus indult el a tehetségek tekintetében Los Alamosból – bár sokan maradtak is – ugyanakkor a két bomba ledobása után is maradt feladat bőven. Az első fegyverek óriásiak és bonyolultak voltak, nagy szükség volt az egyszerűsítésükre, biztonságosabbá tételükre és megbízhatóságuk javítására. Emellett nagy szükség volt az implóziós technikának az uránra való átültetésére, mivel a hanfordi leállás miatt hirtelen az USA szűkében lett a plutóniumnak. Ezek mellett a feladatok mellett azonban óriási bizonytalanság sújtotta a labort a jövőt illetően, így nehéz volt az embereket megtartani. Még Robert Oppenheimer is visszatért a Kaliforniai Egyetemre a régi munkájához (helyére Groves tábornok Norris Bradburryt jelölte, aki aztán 25 évig töltötte be a posztot). Emellett a háború miatt elfogadható szegényes elhelyezési körülmények a háború után elfogadhatatlanná váltak a tudósok számára, amely szintén nem tette vonzóvá Los Alamosban dolgozni. Groves el is indított egy programot a lakhatás javítására, új vízvezetékkel, 300 házzal és különböző rekreációs létesítményekkel.
A sikeres bombázás után Los Alamost is érintő változás volt a bombázórepülők számára, hogy a fegyverzeti mérnökséget kiszervezték a laborból és az Z divízió néven áttelepült a Wendover Légibázisra, majd hamarosan onnan tovább, az Oxnard Légibázisra. Ekkoriban nyitott meg a Sandia Bázis, szintén Los Alamos közelében, ahová más bázisokról a B–29-eseket áttelepítették, hogy itt hajtsanak végre bombavető teszteket. 1945. októberre megtörtént a költözés Sandia bázisra, ahol előbb tartalékos tisztek végeztek szolgálatot, majd őket váltotta 50, egyesével válogatott tényleges állományú katonatiszt.
A program keretében Hirosima és Nagaszaki után sem állt le a fegyvergyártás és ezen új eszközökkel később több tesztet is végeztek. Elsőként 1946 júliusában a Bikini-atollon a Crossroads hadművelet során két Fat Man típusú bombát hoztak működésbe, hogy megvizsgálják, milyen hatással van egy atomrobbanás a közelben lehorgonyzott hadihajóra (jobbára leselejtezett saját világháborús és zsákmányolt japán hadihajók voltak a „tesztalanyok”). Aztán a következőkben robbantották az Able kódnevű fejlesztett példányt 1946. július 1-jén, majd a Bakerrel víz alatti robbantást szimuláltak 1946. július 25-én.
A bombázásokat követően a tudományos közösség ébredt rá először, hogy milyen erőket szabadítottak a világra és arra, hogy ennek az erőnek a használatát csak tájékoztatással lehet elképzelni a szélesebb közvélemény számára. Emiatt tudósok egy csoportja létrehozta a Bulletin of the Atomic Scientists (Atomtudósok Közlönye) c. kiadványt 1946-ban, majd az Emergency Committee of Atomic Scientists (Atomtudósok Vészhelyzeti Bizottsága) címűt 1946-ban, amelyet egyfajta vészhelyzeti reakciónak szántak, amivel a tudósok reagálnak arra a szükségszerűségre, hogy tájékoztatási, vagy képzési program induljon az atomfegyverekről. Az új fegyverek rombolóerejének ismeretében, majd amiatt, hogy ez nukleáris fegyverkezési versenyt indított be, néhányan (köztük Niels Bohr, Vannevar Bush és James Conant) kifejezték abbéli nézeteiket, hogy nagy szükség lenne egyezségre jutni és nemzetközi kontroll alá vonni a nukleáris kutatásokat és az atomfegyvereket. A Baruch-terv (amelyet egy beszédben ismertettek az ENSZ Atomenergiai Tanácsa ülésén) 1946 júniusában először vetette fel egy nemzetközi atomenergia fejlesztési hatóság felállítását, amelyet aztán nem fogadtak el.
Az Egyesült Államokban hosszas vita után, amely a nukleáris program folyamatos felügyeletéről szólt, megszületett az 1946-os Atomenergia törvény, amely életre hívta az Egyesült Államok Atomenergia Tanácsát is, amely egyben átvette funkciókat és az eszközöket a Manhattan Projekttől, lényegében bezárva, megszüntetve azt. Ezzel az atomenergia fejlesztések civil kontroll alá kerültek, szétválasztásra kerültek a fejlesztések, a gyártás és az atomfegyverek kontrollja. A katonai aspektusok a Fegyveres Erők Speciális Fegyverek Projektje (Armed Forces Special Weapon Project – AFSWP) fennhatósága alá kerültek. Hivatalosan a Manhattan projekt 1946. december 31-én szűnt meg.

## Fordítás
- Ez a szócikk részben vagy egészben  a   Manhattan Project című angol Wikipédia-szócikk ezen változatának fordításán alapul.  Az eredeti cikk szerkesztőit annak laptörténete sorolja fel. Ez a jelzés csupán a megfogalmazás eredetét és a szerzői jogokat jelzi, nem szolgál a cikkben szereplő információk forrásmegjelöléseként.